# 伊勢湾岸自動車道
伊勢湾岸自動車道（いせわんがんじどうしゃどう、英語: ISEWANGAN EXPWY）は、愛知県豊田市の豊田東ジャンクション（JCT）から三重県四日市市の四日市JCTに至る高速道路である。略称は伊勢湾岸道（いせわんがんどう）。
大半の区間は高速自動車国道として建設されたが、名港トリトンを含む東海インターチェンジ（IC）から飛島ICに至る区間は高速自動車国道に並行する一般国道自動車専用道路の「伊勢湾岸道路」（国道302号）として建設された。
高速道路ナンバリングによる路線番号は、新東名高速道路・新名神高速道路とともに「E1A」が割り振られている。
中京圏の高速道路のうち東海環状自動車道とその内側の区間の料金水準は大都市近郊区間の料金水準に統一されているが、伊勢湾岸自動車道にこの料金水準は適用されず、一般有料道路「伊勢湾岸道路」の区間を除いて普通区間（地方部）の料金水準である。

## 概要
| 画像左：伊勢湾岸自動車道は基本往復6車線、設計速度100 km/hで運用。画像右：名古屋港の各ふ頭に乗り入れることが伊勢湾岸自動車道の特徴である。画像は金城ふ頭に敷設された名港中央IC。なお港を高規格幹線道路が貫くのは名古屋港のみである。 |  | 画像左：伊勢湾岸自動車道は基本往復6車線、設計速度100 km/hで運用。画像右：名古屋港の各ふ頭に乗り入れることが伊勢湾岸自動車道の特徴である。画像は金城ふ頭に敷設された名港中央IC。なお港を高規格幹線道路が貫くのは名古屋港のみである。 |
| 画像左：伊勢湾岸自動車道は基本往復6車線、設計速度100 km/hで運用。画像右：名古屋港の各ふ頭に乗り入れることが伊勢湾岸自動車道の特徴である。画像は金城ふ頭に敷設された名港中央IC。なお港を高規格幹線道路が貫くのは名古屋港のみである。 |  | |

| 画像左：一般有料道路区間の入口に設置された規制標識群（東海IC下り線）。高速自動車国道と一般有料道路（国道302号）の境界を視覚化すると共に、最高速度を100 km/h（大型貨物、トレーラーは80 km/h）、最低速度を50 km/hとする速度規制を行う。トレーラーの走行位置を左車線に規制する標識も設置されている。画像右：一般有料道路から高速自動車国道へ進入する際は「ここから高速道路」の標識を提示して規制解除を実施（東海IC上り線）。  |  | 画像左：一般有料道路区間の入口に設置された規制標識群（東海IC下り線）。高速自動車国道と一般有料道路（国道302号）の境界を視覚化すると共に、最高速度を100 km/h（大型貨物、トレーラーは80 km/h）、最低速度を50 km/hとする速度規制を行う。トレーラーの走行位置を左車線に規制する標識も設置されている。画像右：一般有料道路から高速自動車国道へ進入する際は「ここから高速道路」の標識を提示して規制解除を実施（東海IC上り線）。 |
| 画像左：一般有料道路区間の入口に設置された規制標識群（東海IC下り線）。高速自動車国道と一般有料道路（国道302号）の境界を視覚化すると共に、最高速度を100 km/h（大型貨物、トレーラーは80 km/h）、最低速度を50 km/hとする速度規制を行う。トレーラーの走行位置を左車線に規制する標識も設置されている。 画像右：一般有料道路から高速自動車国道へ進入する際は「ここから高速道路」の標識を提示して規制解除を実施（東海IC上り線）。 |  | |

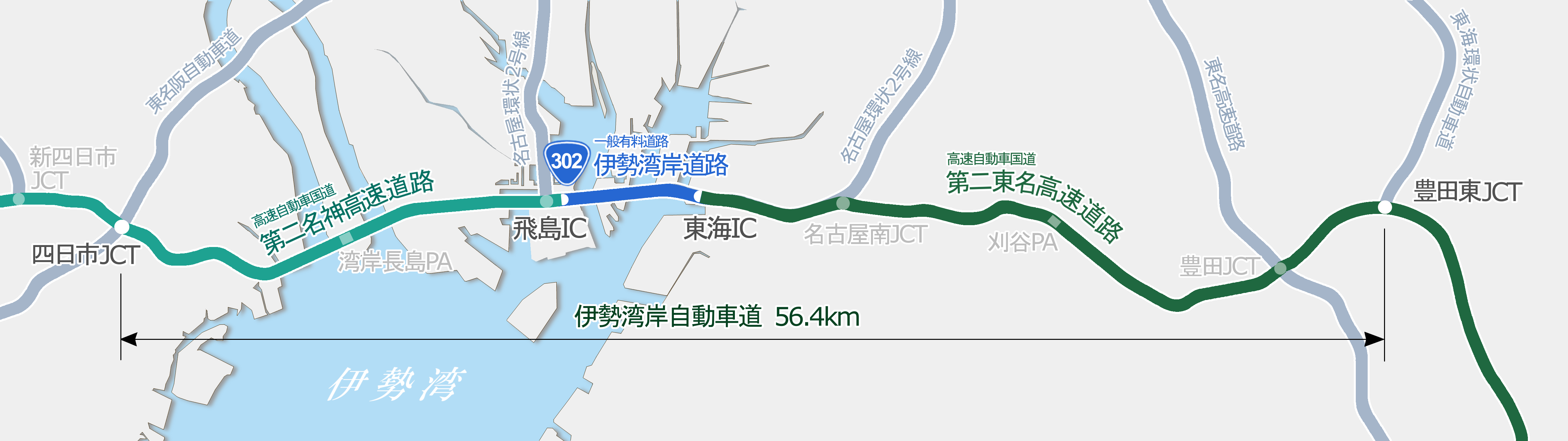
伊勢湾岸自動車道は第二東名高速道路、一般国道302号（一般有料道路）「伊勢湾岸道路」、第二名神高速道路から構成されている。

伊勢湾岸自動車道は、新東名高速道路と東海環状自動車道が結節する豊田東JCTを起点として西へ進み、新名神高速道路と東名阪自動車道が結節する四日市JCTに至る延長56.4 km の高規格幹線道路である。高速自動車国道と一般有料道路により構成されている。全線が中日本高速道路（NEXCO中日本）の管轄路線である。
計画では豊田東JCT - 東海IC間が第二東名高速道路、東海IC - 飛島IC間が一般国道302号「伊勢湾岸道路」、飛島IC - 四日市JCT間が第二名神高速道路として策定され、日本道路公団の発表では、豊田東JCT - 四日市JCT間は当面、伊勢湾岸自動車道の名称で運用するとしている。従って伊勢湾岸自動車道は、第二東名（新東名）と第二名神（新名神）の一部を構成し、国土開発幹線自動車道建設法における路線の位置付けとしては、東京を起点に名古屋を経由して神戸に至る路線の一部分である。
当該路線は東西で接続する新東名、新名神と一体となって東名、名神高速道路のバイパス路線として機能し、事故および災害、関ヶ原付近における降雪などによって名神高速道路が通行止めとなった際の代替機能を持つと共に、東名、名神の交通量を分散化のうえ、渋滞緩和における経済性向上に寄与する役割を担う。また、東海環状自動車道および名古屋第二環状自動車道の南側ルートを兼ねることで環状道路の機能を持ち、都心部における交通麻痺を回避して都市機能を維持する役割も担っている。沿線には自動車製造に代表される工業都市が林立しており、それらの企業に対する物流支援と企業間取り引きにおける交通支援を担うと同時に、国際拠点港湾の名古屋港、四日市港へのアクセスを担う国際物流道路としても機能している。さらに知多半島道路等を介して中部国際空港（セントレア）と中部圏の各都市を直結する空港アクセスの役割、およびレゴランド・ジャパン、ナガシマリゾート、名古屋港水族館等へのアクセスを担い、地域観光の振興に寄与する役割を持つなど多機能型の高速道路となっている。
路線は伊勢湾北端を東西に貫き、そのほとんどが平野を通過することから縦断線形は概ね平坦である。山間部は路線東端の豊田東JCTから矢作川までの短い区間に限られている。当該路線は都市近郊に敷設されているため、一般道路と並行、重複する区間が多く、インターチェンジの間隔が短い上にインター形式はダイヤモンド型を多数採用するなど、都市型高速道路に近い構造となっている。また、路線中ほどで名古屋港と木曽川、揖斐川を横断することから3つの斜張橋（名港トリトン）と2つのエクストラドーズド橋（トゥインクル）が架橋されている。
高速自動車国道の政令上の路線名は第二東海自動車道横浜名古屋線（豊田東JCT - 名港中央IC）、近畿自動車道名古屋神戸線（名港中央IC - 四日市JCT）である。東海IC - 飛島IC間は事業手法を直轄国道事業と一般有料道路事業の合併施行とした経緯から、高速自動車国道に並行する一般国道自動車専用道路（一般有料道路、路線名は一般国道302号、有料道路名は「伊勢湾岸道路」）である。このため、適用される道路交通法に差異があることから、上り線は飛島ICの先に、下り線は東海ICの先に「ここから一般有料道路」と記された標識と、3つ連なった速度規制標識が併設されている。もし規制がない場合、一般有料道路区間に進入した際に、一般国道の法定速度（最高60 km/h）までスピードダウンする煩わしさがあるため、ドライバーの混乱を防ぐ意味からも規制を設けて高速自動車国道の法定速度のままで一般国道302号を通過できるように取り計らっている。また、通過後は「ここから高速道路」の標識を提示して規制解除を行っている。
豊田JCT - 四日市JCT間の総事業費は1兆3150億円である。
道路カラーは   えび茶を採用している。

### 路線データ
- 起点：愛知県豊田市岩倉町（豊田東JCT）[32]（新東名高速道路、東海環状自動車道と接続）
- 終点：三重県四日市市伊坂町（四日市JCT）[7]（東名阪自動車道、新名神高速道路と接続）
- 路線延長：56.4 km[7]（このうち一般有料道路区間〈東海IC - 飛島IC〉は6.1 km[33][7][注釈 2]）
- 道路規格：第1種第2級[32][34]
- 設計速度：100 km/h[24][25][28]
- 車線数：6車線[24][25][28]（一部8車線[35]）

## 路線名
伊勢湾岸自動車道（第二東名高速道路・伊勢湾岸道路・第二名神高速道路の総称）の名称は通称名で、これ以外に国土開発幹線自動車道、高速自動車国道の路線を指定する政令、都市計画道路、一般有料道路の4タイプの路線名がある。以下順を追って解説する。
国土開発幹線自動車道の路線名では名港中央インターチェンジを挟んで東側が第二東海自動車道、西側が近畿自動車道名古屋神戸線のそれぞれ一部となっている。
同様に「高速自動車国道の路線を指定する政令」の路線名では第二東海自動車道横浜名古屋線、近畿自動車道名古屋神戸線のそれぞれ一部となっている。
両路線の残る区間は新東名高速道路・新名神高速道路として供用されており、伊勢湾岸自動車道は両高速道路を接続する区間を構成しているが、これは伊勢湾岸自動車道成立の歴史的経緯と密接に関係するためである（歴史節にて詳述）。

伊勢湾岸自動車道の都市計画区域と各路線名称。都市計画道路に付与される「1･1･1」の数字3つは、区分、規模、一連番号を表し、一番左の数字は自動車専用道路であるために1を、2番目の数字は幅員45 m区間には1を、31 m区間には2を付番している。なお、都市計画道路名と管理会社が用いる管理名称は異なるため、都市計画道路名が「伊勢湾岸道路」や「東海環状自動車道」であっても管理名称は豊田東JCT - 四日市JCTで「伊勢湾岸自動車道」を使用している。

### 都市計画道路名
- 豊田都市計画道路 1･3･2号 東海環状自動車道（豊田市内、豊田東JCT - 豊田東IC）[40][35]
- 豊田都市計画道路 1･1･1号 伊勢湾岸道路（豊田市内）[40]
- 西三河都市計画道路 1･1･1号 伊勢湾岸道路（安城市内、刈谷市内）[41][42]
- 名古屋都市計画道路 1･2･1号 伊勢湾岸道路（豊明市内、名古屋市内、飛島村内、弥富市内）[43][44]
- 知多都市計画道路 1･2･1号 伊勢湾岸道路（大府市内、東海市内）[45][46]
- 桑名都市計画道路 1･2･1号 伊勢湾岸道路（桑名市内[注釈 3]）[47]
- 四日市都市計画道路 1･2･1号 伊勢湾岸道路（川越町内、朝日町内、四日市市内）[48]

### 一般有料道路区間の路線名
- 一般国道302号（有料道路名は伊勢湾岸道路）[28]（東海IC - 飛島IC）

## インターチェンジなど
- IC番号欄の背景色が     である区間は既開通区間に存在する。
施設欄の背景色が     である区間は未開通区間または未供用施設に該当する。
未開通区間の名称は全て仮称である。
- スマートインターチェンジ (SIC)等のETC専用ICは背景色■で示す。
- 路線名の特記がないものは市道。
- 英略字は以下の項目を示す。
IC：インターチェンジ、JCT：ジャンクション、SA：サービスエリア、PA：パーキングエリア、BS：バスストップ

| IC 番号            | 施設名          | 接続路線名 | 起点 から (km) | BS | 備考                               | 所在地 | 所在地        |
| ------------------ | --------------- | --- | -------------- | -- | ---------------------------------- | ------ | ------------- |
| E1A 新東名高速道路 |                 | |                |    |                                    |        |               |
| 1                  | 豊田東JCT       | C3 東海環状自動車道 | 0.0            | -  |                                    | 愛知県 | 豊田市        |
| 2                  | 豊田東IC        | 国道248号 | 3.1            |    |                                    | 愛知県 | 豊田市        |
| 19-2               | 豊田JCT         | E1 東名高速道路 | 5.0            | -  |                                    | 愛知県 | 豊田市        |
| 3                  | 豊田南IC        | 県道56号名古屋岡崎線 国道155号（豊田南バイパス） 衣浦豊田道路 生駒IC 国道419号                                          | 12.6           |    |                                    | 愛知県 | 豊田市        |
| 3-1                | 刈谷PA/SIC      | 県道56号名古屋岡崎線 市道01-41号線                                                                                      | 15.9           |    | ハイウェイオアシス併設             | 愛知県 | 刈谷市        |
| 4                  | 豊明IC          | 国道23号（名四国道・知立バイパス） 国道1号（四日市方面出入口のみ接続） 県道57号瀬戸大府東海線（豊田方面出入口のみ接続） | 20.2           |    |                                    | 愛知県 | 豊明市        |
| 5                  | 名古屋南IC      | 国道23号（名四国道）豊明方面のみ接続 県道50号名古屋碧南線                                                               | 25.5           |    | 四日市JCT方面出入口                | 愛知県 | 名古屋市 緑区 |
| 5                  | 名古屋南JCT     | C2 名古屋第二環状自動車道 名古屋高速3号大高線                                                                           | 25.5           | -  |                                    | 愛知県 | 名古屋市 緑区 |
| -                  | JCT（名称未定） | E87 知多半島道路 |                |    | 計画中                             | 愛知県 | 大府市        |
| 6                  | 大府IC          | 国道302号 E87 知多半島道路 大府西IC方面 県道248号名和大府線 県道23号東浦名古屋線（四日市方面出入口のみ接続）            | 27.0           |    |                                    | 愛知県 | 大府市        |
| 7                  | 東海IC          | 国道302号 国道247号（西知多産業道路） 県道59号名古屋中環状線（国道247号重複） 県道55号名古屋半田線                      | 29.9           |    |                                    | 愛知県 | 東海市        |
| 7-1                | 東海JCT         | 名古屋高速4号東海線 | 29.9           | -  | 西知多道路と接続予定               | 愛知県 | 東海市        |
| 8                  | 名港潮見IC      | 県道225号名古屋東港線（臨港道路を介しての間接接続）                                                                     | 32.4           |    |                                    | 愛知県 | 名古屋市 港区 |
| 9                  | 名港中央IC      | 市道金城埠頭線 | 34.8           |    |                                    | 愛知県 | 名古屋市 港区 |
| 10                 | 飛島IC          | 国道302号 県道71号名古屋西港線                                                                                          | 37.6           |    | 豊田JCT方面出入口                  | 愛知県 | 海部郡 飛島村 |
| 10-1               | 飛島JCT         | C2 名古屋第二環状自動車道                                                                                               | 37.6           | -  | 名二環本線と飛島ICの相互利用は不可 | 愛知県 | 海部郡 飛島村 |
| 10                 | 飛島IC          | 国道302号 県道71号名古屋西港線                                                                                          | 37.6           |    | 四日市JCT方面出入口                | 愛知県 | 海部郡 飛島村 |
| 11                 | 湾岸弥富IC      | 県道71号名古屋西港線（西尾張中央道）                                                                                    | 40.5           |    | 豊田JCT方面出入口                  | 愛知県 | 弥富市        |
| -                  | 鍋田JCT         | 一宮西港道路（計画路線）                                                                                                |                |    | 計画中                             | 愛知県 | 弥富市        |
| 12                 | 弥富木曽岬IC    | 県道103号境政成新田蟹江線                                                                                               | 43.3           |    | 四日市JCT方面出入口                | 愛知県 | 弥富市        |
| 13                 | 湾岸長島IC/PA   | 県道7号水郷公園線 | 45.9           |    |                                    | 三重県 | 桑名市        |
| 14                 | 湾岸桑名IC      | 県道69号湾岸桑名インター線                                                                                              | 48.4           |    |                                    | 三重県 | 桑名市        |
| 15                 | みえ川越IC      | 国道23号（名四国道） 県道401号桑名四日市線 国道1号（北勢バイパス）                                                      | 50.2           |    |                                    | 三重県 | 三重郡 川越町 |
| 16                 | みえ朝日IC      | 県道66号四日市朝日線 | 54.2           |    | 四日市JCT方面出入口                | 三重県 | 四日市市      |
| 29-1               | 四日市JCT       | E23 東名阪自動車道 | 56.4           | -  |                                    | 三重県 | 四日市市      |
| E1A 新名神高速道路 |                 | |                |    |                                    |        |               |

## 歴史

### 第2名四国道の構想

第3次愛知県地方計画概要図。中部圏基本開発計画に対応して1960年代後半から構想された道路計画図で、第2名四国道も計画されている（破線部分）。この破線部分が伊勢湾岸自動車道の祖型である。

伊勢湾岸自動車道は、もともとは交通渋滞の激しかった国道23号（名四国道）のバイパス「第2名四国道」として計画された。名四国道は名古屋市、四日市市を中心とする伊勢湾臨海部の重化学工業地帯開発の背骨として、飽和状態であった国道1号のバイパスとして建設された産業開発道路である。1963年（昭和38年）に一部供用され、1972年（昭和47年）に豊明市と四日市市を結ぶ道路となったが、交通量の増加と共にほどなく渋滞が慢性化した。第2名四国道はその補完道路としての役割を担うものとされた。
計画当初は名古屋環状2号線の海上部（東海市 - 海部郡飛島村間の名古屋港横断区間）と飛島村 - 三重県三重郡川越町間の第2名四国道を併せて東海市 - 川越町間の道路として一体的に計画された。その起源は1967年（昭和42年）の中部圏基本開発整備計画の策定時期までさかのぼる。さらに1968年（昭和43年）から1970年（昭和45年）にかけて、名古屋市と愛知県から相次いで公表された将来計画の中で、東海北陸自動車道や名阪国道（現・東名阪自動車道）の構想に混じって第2名四国道の整備構想および計画図までが具体的に示された。
また、建設省における幹線道路整備計画調査のうち、名古屋環状2号線海上区間については1969年度から調査開始されたが、1973年度以降は名四国道の混雑解消のほか、伊勢湾岸道路全体としての計画調査を行なう必要性から大規模特殊事業計画調査として取り上げられた。第2名四国道はこの調査の一環で具体化した。

1975年（昭和50年）の伊勢湾岸道路計画図（青の破線が伊勢湾岸道路）。伊勢湾周辺の各都市をつなぐ一周約250 kmの道路であった。名港トリトンもこの環状道路の一部とされ、1969年度以降は名古屋港横断区間から路線調査に入った。なお、志摩半島と渥美半島を連絡する構想は三遠伊勢連絡道路として1994年に地域高規格道路の候補路線に指定され、生きた計画となっている。

第2名四国道は伊勢湾全体を俯瞰した場合、最も北に位置する。そして伊勢湾周辺地域の広域交通との有機的連結、工業や農業、観光における環境整備を兼ねることを目指して構想された道路の一部でもある。これは第2名四国道を伊勢湾上辺に計画し、さらに、志摩半島と渥美半島を連絡する長大橋も含め、名古屋、衣浦港周辺都市、豊橋、伊良湖、鳥羽、松阪、津、四日市、桑名の各都市を一本の道路で連絡することで、伊勢湾周辺を環状道路で囲うという壮大な構想の一環であった。この環状道路を当初は「伊勢湾岸道路」と呼んだ。やがて時代が下ると、東名高速、東名阪自動車道、伊勢自動車道を活用のうえ、現状道路と計画中の道路を有機的に結合し、この道路群の総称を伊勢湾岸道路とした。このように伊勢湾岸道路は複数の道路の総称であったが、特に建設省が伊勢湾岸道路を指す場合は第2名四国道である場合が多いことから、以下の解説では第2名四国道を伊勢湾岸道路と称して解説する。なお、1989年（平成元年）以後は、伊勢湾を一周する意味における伊勢湾岸道路は「伊勢湾環状道路」と名称を変更している。
この伊勢湾岸道路のうち、名古屋港横断区間（のちの名港トリトンの区間）については名古屋環状2号線と橋梁を共有し、上路4車線（伊勢湾岸道路）、下路6車線（名古屋環状2号線）のダブルデッキ道路として計画された。しかし、それに伴う事業費が三千数百億円以上と莫大で事業化の目処が立たないことと、将来予測交通量の減少を考慮して計画見直しを行ない、両道路を統合して、一層式往復6車線とした。

1980年時点の伊勢湾岸道路計画概要。当時は全線高速道路で計画された訳ではなく、名四国道と概ね同規格であった。大高（名古屋南JCT）と西2区（飛島）間は名古屋環状2号線と路線を供用。

1976年度以降は、名古屋周辺道路網を構成する一道路としての位置付けから、名古屋港横断部を東は豊田付近で東名高速に、西は川越町を飛び越して四日市付近まで延長のうえ東名阪道路（東名阪自動車道）に接続する東名 - 東名阪連絡機能を持たせることになった。併せて豊田 - 四日市間の路線調査を行い、当初案は豊田 - 豊明間が道路規格第3種第1級4車線として東名高速豊田ICに直結、あるいは豊田IC付近にジャンクションを造成して直接乗入れをすることが検討された。豊明 - 大高（名古屋南IC付近）間は第3種第1級で国道23号（名四国道）を拡幅して往復8車線化、ないし上下2層（4車線+4車線）方式、大高 - 西2区（飛島IC）が名古屋環状2号線を利用して第2種第1級6車線、西2区 - 川越間が第3種第1級6車線、川越 - 四日市間が第3種第1級4車線として検討された。つまり構想当初から高速道路として検討された訳ではなく、国道23号に準じる道路規格として検討された（名四国道の道路規格は第3種第1級もしくは第4種第1級）。また予備設計のための測量調査、地質調査等が1970年（昭和45年）頃から開始され、1976年（昭和51年）には豊田 - 四日市間の全線に及んだ。なお、道路規格は計画の進展と共に見直され、名古屋環状2号線重複区間のみ第2種第1級、それ以外は第1種第3級（設計速度80 km/h）に統一されている。
| 画像左 : 名古屋港で船からトラックに積み替えられたコンテナは中部経済を支えるために各地へ輸送されるが、名四国道の渋滞によって物流が滞る問題があった。伊勢湾岸道路はその切り札と目された（飛島ふ頭、旧西4区のコンテナターミナル）。画像右 : 日中の名四国道（名古屋市港区品川町付近）。1980年代半ばには既に物流動脈としての限界を露呈し、危機感が高まっていた。  |  | 画像左 : 名古屋港で船からトラックに積み替えられたコンテナは中部経済を支えるために各地へ輸送されるが、名四国道の渋滞によって物流が滞る問題があった。伊勢湾岸道路はその切り札と目された（飛島ふ頭、旧西4区のコンテナターミナル）。画像右 : 日中の名四国道（名古屋市港区品川町付近）。1980年代半ばには既に物流動脈としての限界を露呈し、危機感が高まっていた。 |
| 画像左 : 名古屋港で船からトラックに積み替えられたコンテナは中部経済を支えるために各地へ輸送されるが、名四国道の渋滞によって物流が滞る問題があった。伊勢湾岸道路はその切り札と目された（飛島ふ頭、旧西4区のコンテナターミナル）。 画像右 : 日中の名四国道（名古屋市港区品川町付近）。1980年代半ばには既に物流動脈としての限界を露呈し、危機感が高まっていた。 |  | |

このうち事業化が急がれるのが名古屋港横断区間であった。名古屋港は南部臨海工業地帯（南1区、南2区）と9号地、金城ふ頭、西部臨海工業地帯（西2区、西3区、西4区）を最短距離で結ぶ道路が無いうえに、中部圏随一の海上コンテナ流通基地である西部臨海工業地帯へのルートは常時混雑する名四国道のみであったことから、湾岸部を東西に貫く道路をどうしても必要としたのである。名古屋港は用地買収をほとんど必要としないなど早期建設の条件がそろっていたが、海上に橋をかけることで事業規模が大きく、海上区間の全線早期開通は困難であることから、地元要望が強い金城ふ頭 - 西2区間（名港西大橋）を先行開業させることになった。ただし、西大橋単独の開通であることから、通行台数は日1万台にとどまるとの予想を受けて片幅員で先行開業することになった。事業は日本道路公団による一般有料道路事業（名港西大橋本体）と、建設省による直轄権限代行事業（両端の取り付け道路）の合併施行とされ、名古屋市外縁を一周する延長66.2 kmの環状道路（国道302号）の一部としても建設された。
こうして1985年（昭和60年）3月に名港西大橋が先行開業し、この時は一般有料道路「名港西大橋」として供用された。

### 名港西大橋開通から海上区間事業化まで

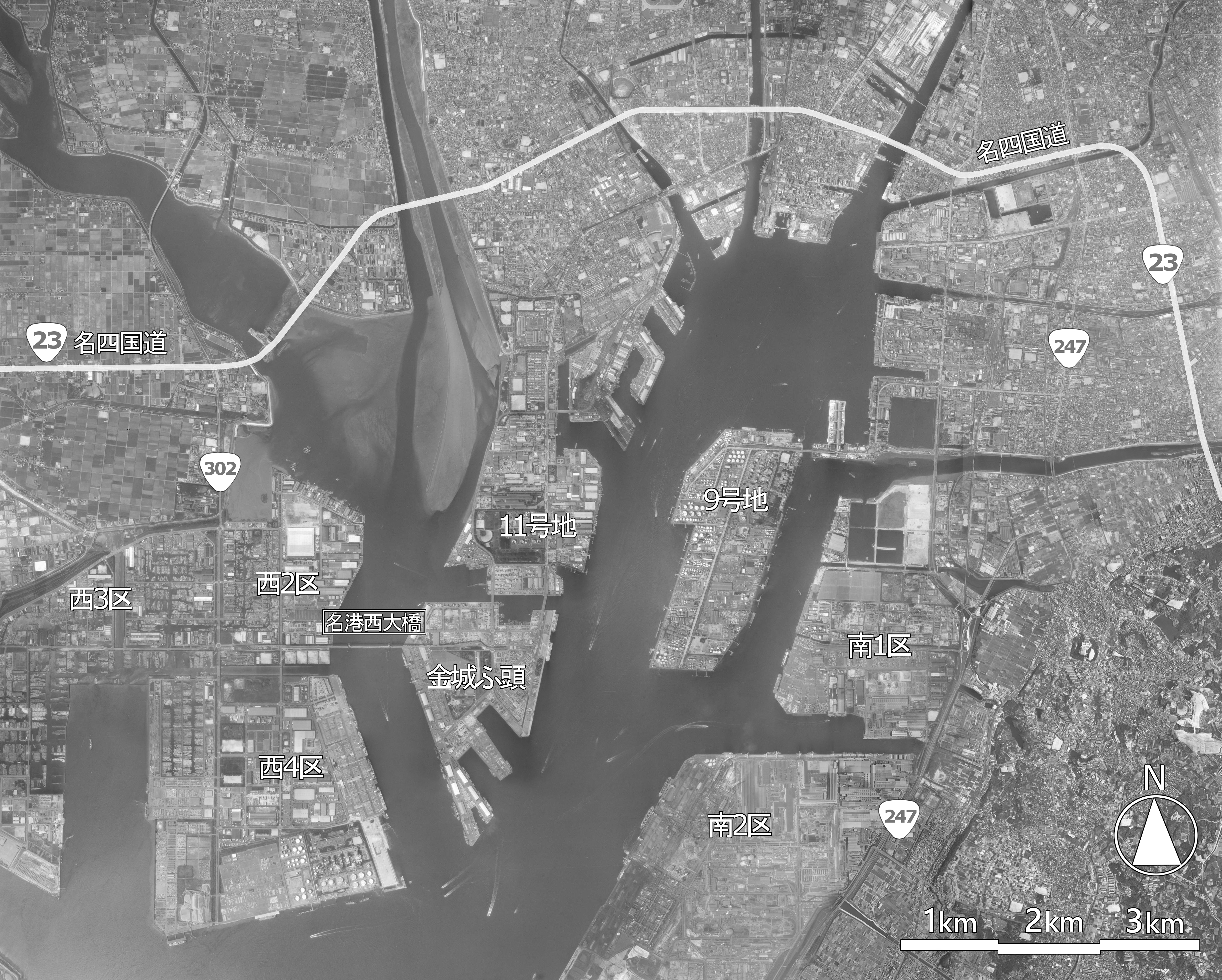
1990年（平成2年）4月当時の名古屋港付近。従来、ふ頭への移動は常時混雑する名四国道を経由のうえ、そこから枝分かれして南下しなければならない不便さがあった。それを解消するために各ふ頭間を串刺しにする伊勢湾岸道路が計画され、その第一歩として名港西大橋が金城ふ頭と西2区間に架橋された。だが名港西大橋の通行台数は想定を大きく下回り、名四国道の混雑も一向に解消されなかった。
画像：『国土交通省「国土画像情報（カラー空中写真）」（配布元：国土地理院地図・空中写真閲覧サービス）』

名港西大橋は伊勢湾岸道路として最初の開通区間であるが、地元の強い要請で先行開通したとはいえ、西2区と金城ふ頭をつなぐだけの道路であることから、広域移動できる利便性はなかった。この利便性の無さに加えて、高額な通行料金（特定大型車1,400円）を徴収したことから、当てにしたトラックは西大橋を避けて今まで通り名四国道と国道1号を利用した。このことから利用台数は、当初計画の日8,900台を大幅に下回る1,700台と低迷し、その後年々1割程度の増加を見せたとはいえ、公団の有料道路事業としては最悪の成績であった。そして国道23号（名四国道）の道路混雑（当時の1日交通量約9万台）は相変わらずで、渋滞による経済損失と併せて大型車両の混入率が高いことから道路施設の老朽化を促進させることになった。常時混雑するために補修による通行止めも叶わず、抜本的対策はバイパスルートの伊勢湾岸道路全線開通を待つ以外に打つ手がない状況であった。さらに、港と配送先を結ぶ道路が名四国道であることから、混雑によって物流が滞るという問題があった。こうした事情から伊勢湾岸道路の豊田 - 四日市間の全線開通が待たれることとなった。

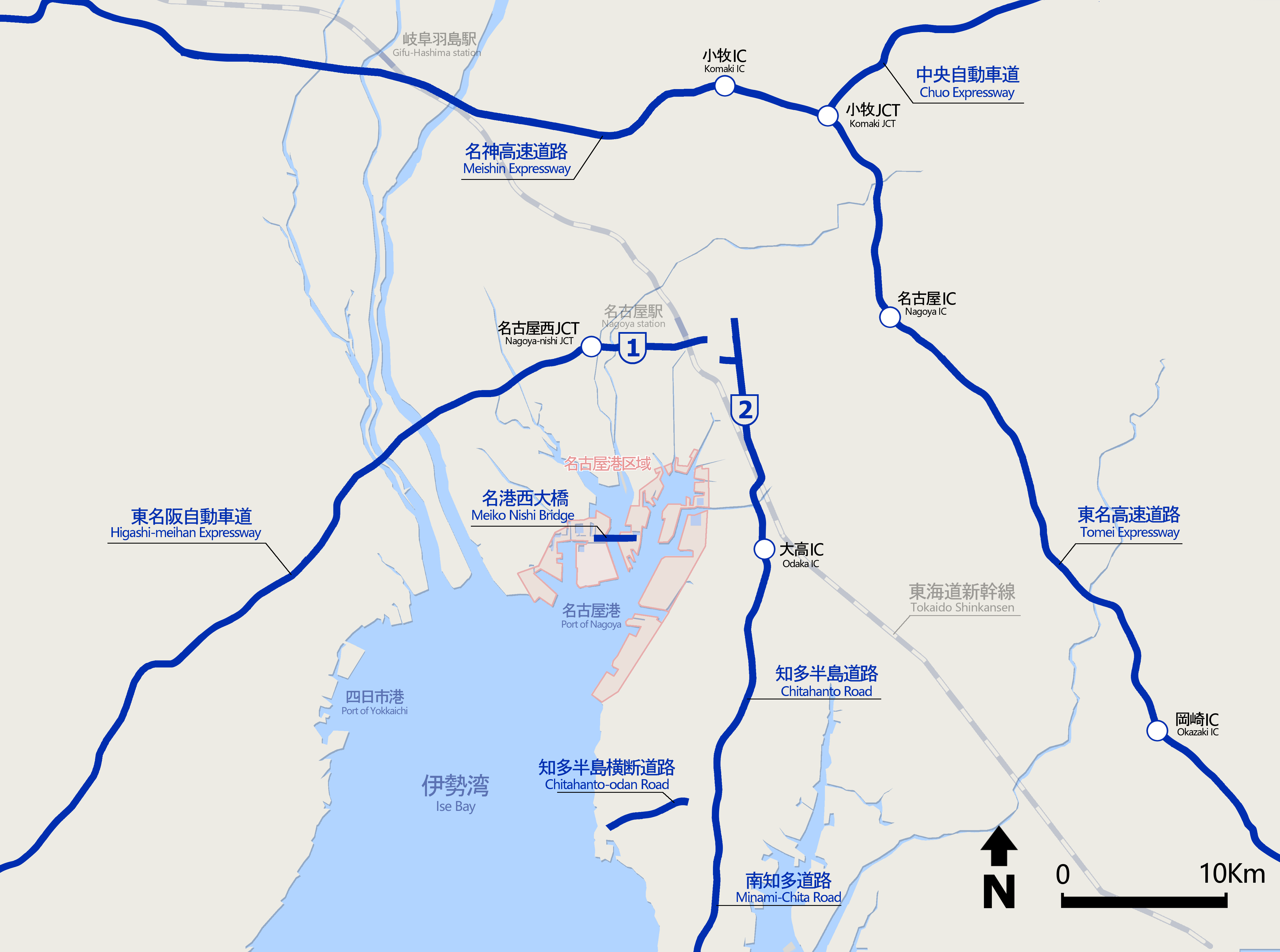
1987年（昭和62年）時点の高速道路網。名古屋港エリアは名港西大橋が供用しているのみで、周囲の高速道路網から取り残されている。広域ネットワークが形成されていないことが大型貨物の名港西大橋利用を遠ざける要因となった。

伊勢湾岸道路は地域幹線の自動車専用道路でありながら、その重要性は国も認めるところであった。港湾物流の国道23号（名四国道）流入阻止を図り、名四国道の渋滞緩和を図る目的と並んで、東名、名神の代替ルートとしての役割、名古屋港と背後地の各事業所を円滑に連絡する役割、名古屋環状2号線の一部区間として、名古屋へ集中する交通を分散導入する役割など、多方面に渡る目的のために計画された道路であることから、内需拡大の効果は絶大と踏んだ政府は緊急経済対策として伊勢湾岸道路の早期建設を目指すとした。ただし、名港中央大橋と名港東大橋の建設には莫大な資金を要することから、財政再建中の国の懐事情も勘案の上、民間による資金援助を早期事業化の前提条件とした。
国に対して伊勢湾岸道路早期着工を陳情してきた愛知県や地元経済界は、突然降ってわいた伊勢湾岸道路早期事業化という条件をむげに逃すことはせず、国の資金援助要請を受け入れることにした。だが、民間の資金協力区間、すなわち資金調達に目処が立っている区間は海上区間の東海 - 金城ふ頭間の約5 kmのみで、他は「段階的な整備」という曖昧な表現にとどめられた。しかしながら、「段階的な整備」とされる陸上区間の建設が伴ってこそ伊勢湾岸道路の採算の見通しが得られる訳で、名港3大橋だけ開通しても赤字に泣くことは明らかであるとして、自治体や経済界はあくまで全線着工を要請した。これに対して建設大臣は陸上区間の事業化にも言及したが、それもまずは都市計画決定を行なってからとの断りを入れ、当面は民間資金活用による名港2大橋建設を推進することとなった。そして後回しにされた陸上区間について建設省は、海上区間と同様に日本道路公団の一般有料道路事業として逐次事業化を図り、出来るだけ早期に豊田 - 四日市間の全線が完成するように検討するとした。
| 東海 - 金城ふ頭間に建設された名港中央大橋（左）と名港東大橋（右）。1987年（昭和62年）11月に一般有料道路事業として事業許可された。1985年（昭和60年）開通の名港西大橋と併せて、豊田 - 四日市間の全線に先駆けて事業化されたことが後年、伊勢湾岸自動車道の東海 - 飛島間のみが一般有料道路として存在する遠因となった。 |  | 東海 - 金城ふ頭間に建設された名港中央大橋（左）と名港東大橋（右）。1987年（昭和62年）11月に一般有料道路事業として事業許可された。1985年（昭和60年）開通の名港西大橋と併せて、豊田 - 四日市間の全線に先駆けて事業化されたことが後年、伊勢湾岸自動車道の東海 - 飛島間のみが一般有料道路として存在する遠因となった。 |
| 東海 - 金城ふ頭間に建設された名港中央大橋（左）と名港東大橋（右）。1987年（昭和62年）11月に一般有料道路事業として事業許可された。1985年（昭和60年）開通の名港西大橋と併せて、豊田 - 四日市間の全線に先駆けて事業化されたことが後年、伊勢湾岸自動車道の東海 - 飛島間のみが一般有料道路として存在する遠因となった。 |  | |

こうして1987年（昭和62年）11月、政府は日本道路公団に対して東海 - 金城ふ頭間の事業許可を下し、供用済の金城ふ頭 - 飛島間（名港西大橋）と併せて、東海 - 飛島間が伊勢湾岸道路全区間に先駆けて事業化された。この時も名港西大橋同様、一般国道302号の一般有料道路事業（日本道路公団）と直轄国道整備事業（建設省）による合併事業とされた。このように整備の緊急性から真っ先に一般有料道路として事業化された東海 - 飛島間であったが、このことが後年、豊田 - 四日市間の高速自動車国道の概ね中間地点に、一般有料道路が孤島のように存在する遠因ともなった。
伊勢湾岸道路が計画具体化した頃、国は長期的視野からまとめた国土開発の指針となる第四次全国総合開発計画（四全総）の構想を具体化しつつあった。四全総は、特定地域における諸機能の過度の集中を避け、特色ある機能を持つ多くの極が成立することで、地域間、国際間で相互に補完、触発して国土形成を図ろうとする地方重視型の計画である。計画策定当時（1980年代半ば）は貿易摩擦問題および急激な円高の進行によって輸出（外需）依存型から内需依存型の社会に転換する必要が生じたことで、東京一極集中から多極分散、各地方域内の交流が必要とされた。こうしたことから国土の均衡ある発展を図るために地域主導の地域づくりを目指し、その一環としてどの地域に対しても多角的で広域的な交流を可能とする「全国一日交通圏」を構築するとした。その内容とは、全国の主要都市間の移動に要する時間を概ね3時間以内、地方都市から複数の高速交通機関への接続時間を1時間以内にすることを目指すもので、そのために航空、新幹線、高速道路など交通網の整備が計画され、中でも高速道路網の計画は、7,600 kmの全国高規格道路網に6,220 km付加して約14,000 kmに拡充する計画であった。
この大規模な国家プロジェクトがこのタイミングで策定されたことが、後の伊勢湾岸道路計画の方向を大きく変えることになった。上記の通り、伊勢湾岸道路全区間の建設計画までは示されなかったが、このあと事態は急展開の様相を見せ、四全総と絡めて留保扱いの陸上区間の建設が急速に具体化することになった。

### 伊勢湾岸道路と第二東名・第二名神の融合
開業以来、通行台数の増加により混雑が常態化した東名、名神高速道路の第二路線が必要であると言われ始めたのは両道路の全通から間もない頃であり、1971年度からはさっそく路線調査が始まった。計画を主導した建設省は東名、名神を拡幅する案や上下2層式とすることも検討したが、コスト面から困難とし、計画具体化の動きは鈍いままであった。
やがて1982年（昭和57年）3月になると、建設大臣の諮問機関である道路審議会は21世紀に向けての道路づくりの提言をまとめ、高速道路1万キロネットワークを確立することと、混雑が著しい東名、名神の代替路線を建設する必要を説いた。また1984年（昭和59年）11月には、国土庁の諮問機関も同様の内容を提言したが、これは四全総に含めるべき事業内容を提唱したものであった。
だが、東名、名神の代替路線建設の後押しを決定づけたのは1986年（昭和61年）2月の衆議院建設委員会であった。ここで建設政務次官が第二東名、第二名神の調査を継続することと、1987年度までに四全総及び高規格幹線道路網計画に第二東名、第二名神の位置付けを明確化することを表明し、これをきっかけとして、既に21世紀の道路網の在り方を巡って論議が交わされていた道路審議会基本政策部会も巻き込んで急速に第二東名、第二名神の計画が具体化していくことになった。それも、四全総が掲げる「全国一日交通圏」の達成には東名、名神の混雑がネックとなることから、約4,000 kmに及ぶ道路網の選定にあたって第二東名、第二名神はその筆頭に挙げられることになった。
こうした中で1987年（昭和62年）2月、愛知県は国に対して第二東名・第二名神実現の働きかけを行なうことを表明し、併せて四全総への組み入れを目指すとした。これは日本列島の中央部に位置する交通環境の優位性を今後とも維持するため、そして事故や天災によって、東名、名神が不通となった場合の産業、流通に与える打撃の大きさを鑑み、大動脈が一本だけでは心許ないとの判断から四全総策定を前にして第二東名、第二名神建設促進を要望することにしたものである。
さらにその2か月後には、愛知県知事が伊勢湾岸道路を第二東名のルートに含めたいとの意向を表明した。これは国家的必要性ばかりが重視されると、名古屋を外して素通りされかねないとする危機意識から愛知県知事自らが率先して手を挙げた格好であった。従来の東名は名古屋市の東端をかすめるだけで、名古屋ICと都心を連絡するには大変な時間を要し、さらに名古屋港と名古屋空港（現・県営名古屋空港）ともつながっていなかったことから、第二東名建設においてその再現だけはどうしても避ける必要があった。第二東名の愛知県内通過ルート未定という不安要因を、伊勢湾岸道路計画と結びつけることで解消しようとする愛知県の提案は、言わば地域幹線道路を国家的プロジェクトの幹線高速道路に融合させようとするものだが、政府としても東名、名神の渋滞による高速道路としての機能不全を伊勢湾岸道路活用によって緩和できるものと判断した。
これにより、地域振興の観点から幹線高速道路を名古屋、および三河山間部にも呼び込んだうえで、当時伊勢湾に計画中の中部国際空港との連動をも目論む愛知県の思惑と、東名、名神の渋滞緩和を望む政府の思惑が合致することになり、第二東名、第二名神は1987年（昭和62年）6月に四全総の高規格幹線道路網に、同年9月には国土開発幹線自動車道建設法の予定路線に組み込まれるに至り、政府の反応から伊勢湾岸道路が第二東名、第二名神の一部となることはもはや確実な情勢となった。

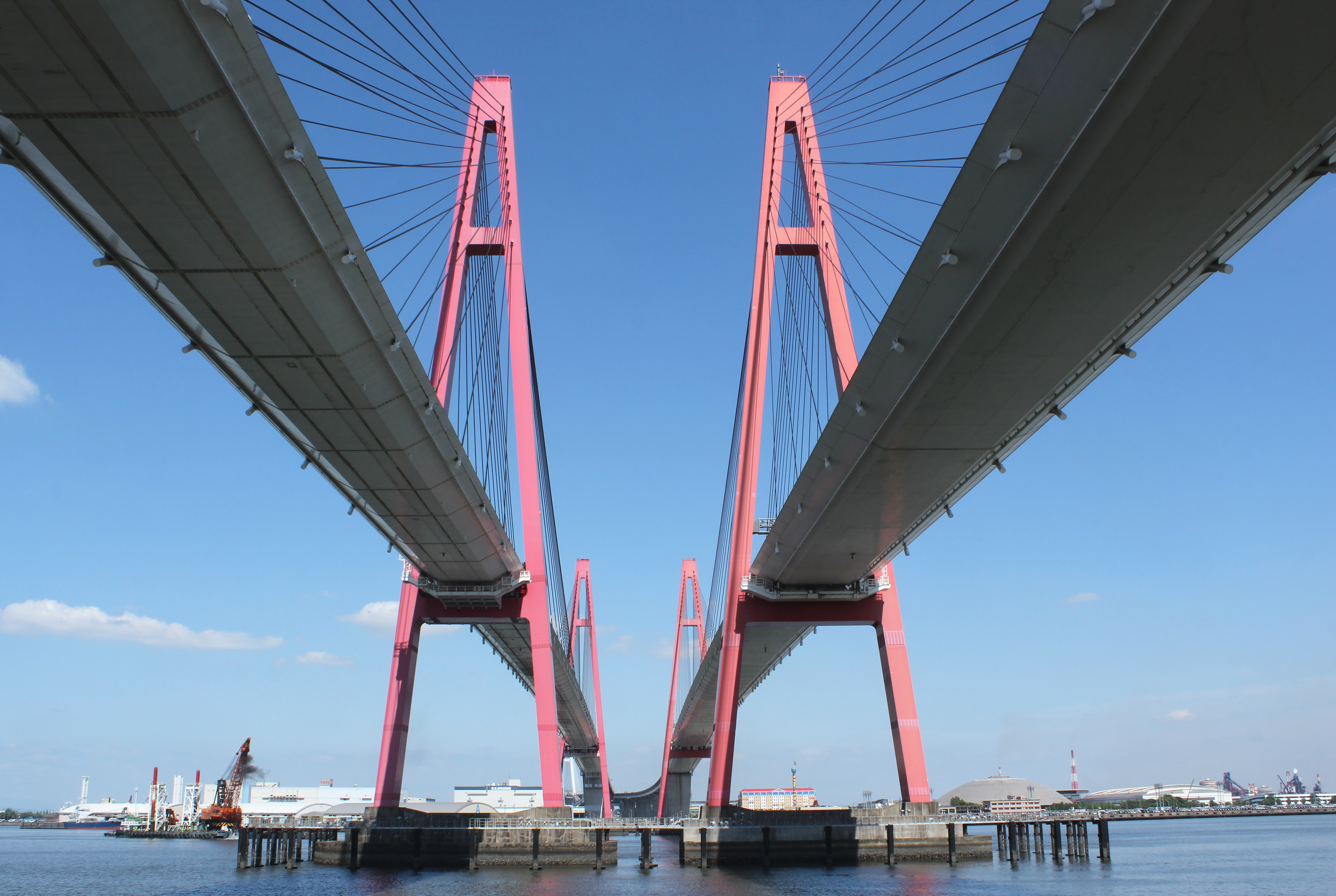
名港西大橋。左側の橋（上り 豊田方面）は構想時点で名古屋環状2号線専用部（名二環）の規格で計画され、1985年（昭和60年）に供用された。後年第二東名、第二名神の規格が導入されたことからサイズアップのうえで建設されたのが右側の橋（下り 四日市方面）である。のちに左側の橋も道路規格を上げるための大改造を受けたが、それでも桁幅が右側の橋に比べて狭いのが判る。伊勢湾岸道路計画の変遷を今に伝える施設である。

1988年（昭和63年）5月には三重県知事も第二名神ルートの伊勢湾岸道路活用を要請すると表明し、その翌月には建設大臣が伊勢湾岸道路を第二東名、第二名神のルートに含めることを正式に表明、6月9日には早々と全ルートの構想案を発表した。同年9月には愛知県内の伊勢湾岸道路のルートが決まり、翌1989年（平成元年）1月末には満を持して第28回国土開発幹線自動車道建設審議会（国幹審）で第二東名、第二名神が建設準備段階である基本計画路線に昇格した。この決定では、高速道路としての基本計画区間を横浜 - 東海(290 km)、飛島 - 神戸(165 km)としたが、東海 - 飛島間が除かれたのは、既に一般有料道路として一部供用（名港西大橋）もしくは事業化されていたことによる。この結果、伊勢湾岸道路は東海 - 飛島間を除いて第二東名、第二名神に取り込まれることになった。その翌月には、横浜市 - 東海市間が第二東海自動車道横浜東海線に、飛島村 - 神戸市間が近畿自動車道飛島神戸線として高速自動車国道の路線（基本計画路線）に指定された。
この決定を受けて、一般有料道路の規格で策定された伊勢湾岸道路を高速自動車国道の規格に揃える必要から、愛知県は1989年（平成元年）5月に豊田市 - 名古屋市緑区間の都市計画決定を行なった。決定以前の当区間は、基本4車線で構想されたが、今回決定で6車線となった。また、三重県内の区間（長島 - 四日市間）も当初は往復4車線、設計速度80 km/hで構想されたが、第二名神に合わせた規格見直しを行なって1990年（平成2年）12月に都市計画決定された。1991年8月には、従前に都市計画決定されていた弥富 - 大府市間（名古屋環状2号線重複区間基本6車線、飛島 - 弥富間基本4車線）の都市計画変更を実施し、こちらも第二東名、第二名神に準じる規格に変更された。
これらの決定を受けて道路規格は第1種第2級、設計速度100 km/h、道路幅員31 mとし、特に名古屋環状2号線専用部の重複区間（名港3大橋を含む名四東IC - 西2区IC間）については、従来の都市高速道路並みの道路規格（第2種第1級、設計速度80 km/hあるいは60 km/h、道路幅員26.75 m）から大きく規格アップされた。以上の規格変更と併せて、伊勢湾岸道路の起点（豊田東IC）以東の区間が都市計画道路「東海環状自動車道」として1991年（平成3年）3月に都市計画決定され、これにより豊田東JCT - 豊田東IC間は往復8車線の都市計画道路となった。こうして伊勢湾岸道路は、単なる中京地区における一般有料道路としての位置付けから、東京から神戸に至る幹線高速道路の一部を形成する全線往復6車線、設計速度100 km/hの高速道路へと大きな変貌を遂げた。
そして、1991年（平成3年）12月開催の第29回国幹審で第二東名、第二名神は長泉 - 東海、飛島 - 四日市、亀山 - 城陽の3区間が基本計画路線から建設前提の整備計画路線に昇格した。さらに、1993年11月に建設大臣から日本道路公団に施行命令が下されるに至り、かつて「段階的な整備」として建設が後回しにされた陸上区間は、高速自動車国道として着工することが確定した。

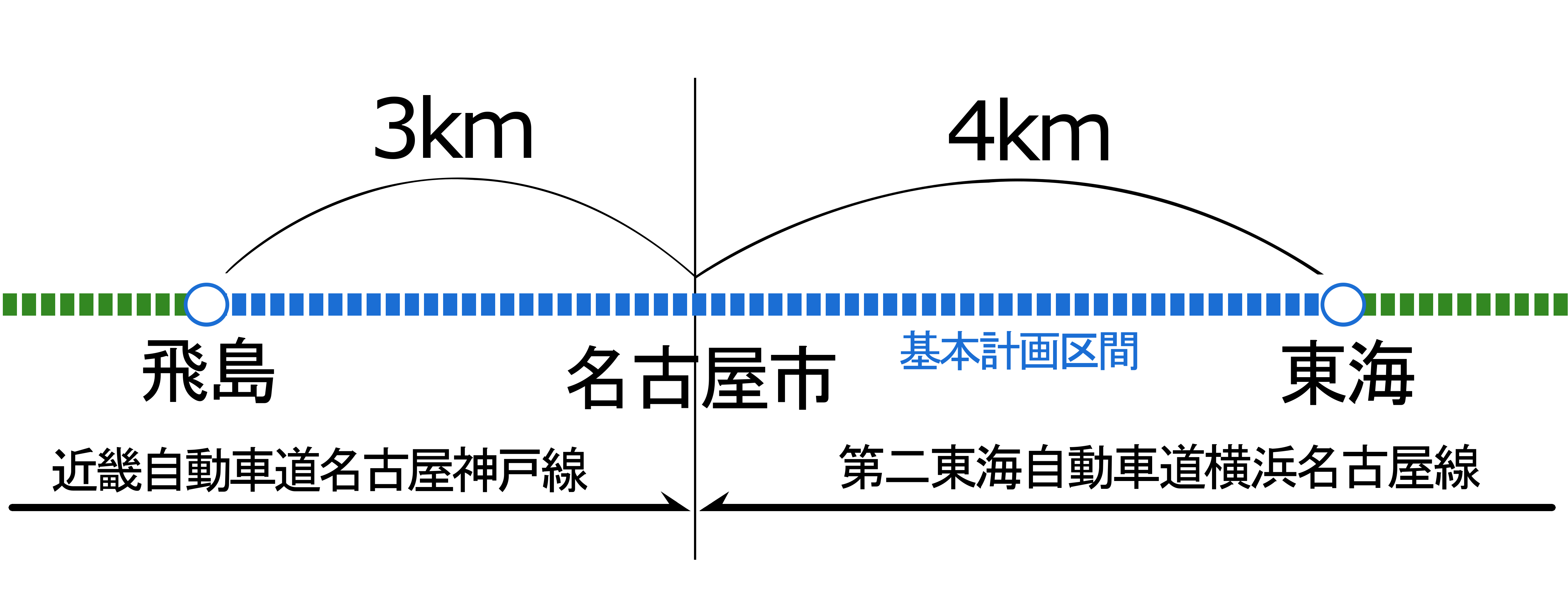
第30回国幹審において決定された基本計画区間。東海から西に4 km地点までを第二東海自動車道に、飛島から東に3 km地点までを近畿自動車道に含めた。ここでいう名古屋市に該当するのは名港中央IC（名古屋市港区金城ふ頭に所在）である。

ところで、1996年（平成8年）12月に開かれた第30回国幹審で、新たな基本計画が策定されることになり、その一環として1989年の基本計画路線指定から除かれた東海 - 飛島間約7 kmのうち、東海から西に約4 km離れた地点（名古屋市内、名港中央ICが該当）までを第二東海自動車道に、さらに飛島から東に約3 km離れた地点（名古屋市内）までを近畿自動車道の基本計画区間に含めることになった。これは、安定した高速ネットワークの確保と大都市部における混雑解消等の観点から、国幹道に並行して一般国道の整備が急務である場合、両者の性格を併せ持つ一般国道自動車専用道路を建設して国幹道の整備を代替しようとするものである。これによって高速自動車国道の採算性確保と、一般と高速の重複投資を避ける道路整備を目指すとしている。基本計画への組み入れは予定路線1868 kmの中から886 kmを選んで策定し、東海 - 飛島間もその内の一路線である。基本計画への反映は1997年（平成9年）2月5日である。これにより、従前の高速自動車国道における路線名が改正され、第二東海自動車道横浜東海線が第二東海自動車道横浜名古屋線に、近畿自動車道飛島神戸線が近畿自動車道名古屋神戸線となった。ただし、東海 - 飛島間は直轄国道整備事業と一般有料道路事業により整備されていることから、高速自動車国道事業で整備されたその他の区間と異なり、路線の位置付けは、あくまで一般国道自動車専用道路（一般有料道路）である。

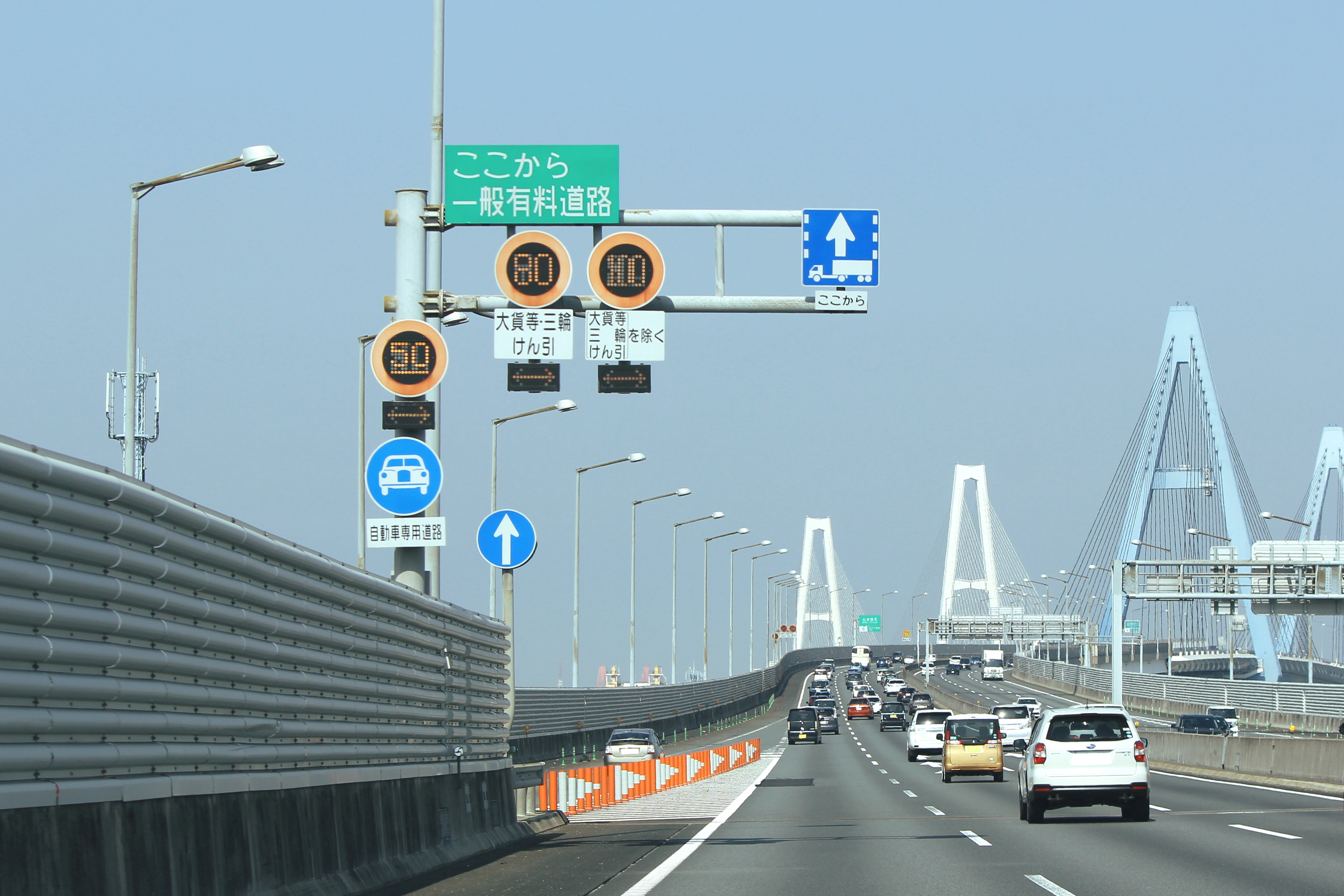
第二東名と伊勢湾岸道路の境界に設置された速度規制標識と「ここから一般有料道路」の標識板（下り東海IC付近）。豊田東JCT - 四日市JCT間の全線で道路規格は統一され、高速自動車国道と一般国道区間の構造上の際だった差異はないが、画像のように境界は識別できる。

なお、伊勢湾岸道路の名称は当初でこそ、豊田 - 四日市間の自動車専用道路の名称であったが、上記の通り東海 - 飛島間を除いて第二東名、第二名神に取り込まれたことで、残った東海 - 飛島間のみが「伊勢湾岸道路」を襲名することになった。同様の理由により、同区間は高速自動車国道としての事業化から取り残されたことから、一般国道自動車専用道路として残る結果となり、その前後で接続する第二東名、第二名神の法定速度とは異なる運用となることが問題となった。これについては後日、愛知県警察本部との協議により、一般国道区間に高速自動車国道並みの規制をかけることで対応することになった。これにより一般有料道路の伊勢湾岸道路は、高速自動車国道と同じ100 km/hで走行することが可能とされた。併せて伊勢湾岸道路の導入部に「ここから一般有料道路」の標識を設置して境界を視覚化することになった。

### 高速道路としての開通以後

伊勢湾岸自動車道の整備効果。AとBの画像は新名神、名二環の全線開通時の路線網で表示しているため、2018年時点の道路網とは異なっている。

1998年（平成10年）3月、先行開通していた有料道路「名港西大橋」より以東の区間、名古屋南IC - 名港中央IC間が延伸開通したことで、ここに高速道路としての供用を見ることになった。かつて建設省は、第二東名、第二名神の今世紀（20世紀）中の開通は難しいが、せめて一部区間だけでも完成させたいとの意向を表明していた。その計画は一部にせよ、かつて伊勢湾岸道路と通称された道路の範囲内で実現することになった。これは当該区間がもともとは名古屋環状2号線の整備構想があり、そのための用地取得が進行していたところへ、後年第二東名の計画が相乗りしたことから、都市部でありながら割合早期の開通を見たのであった。
この開通によって「伊勢湾岸自動車道」の路線名が与えられたが、この名称は第二東名の豊田東JCT - 東海IC間、伊勢湾岸道路、第二名神の飛島IC - 四日市北JCT間の総称として、そして第二東名、第二名神がその機能を十分に果たせるまでの暫定名称として付与されたものである。伊勢湾岸自動車道の名称が採用されたのは、名古屋市内の交通混雑緩和と周辺地域へのアクセス強化を目的とした道路だからである。これは都市圏の幹線道路網強化を当面の急務としたうえで、追って当該路線を第二東名、第二名神に結びつけて新しい国土軸形成を目指す計画の一環である。
伊勢湾岸自動車道をはじめとした周辺高速道路（都市高速含む）の計画は概ね1980年代までに構想されており、その高速道路網が目指すところは次の点である。
- 都心に用がない通過交通を都心に流入させることなく高速道路に乗せて受け流すこと[144][145]
- 既存の国道をはじめとした一般道路のバイパスとすることで一般道路の混雑解消に資すること[90]
- 環状道路を構築することで複数の放射道路と連絡することにより一つの放射道路が渋滞、通行止めになった場合は別の放射道路へ誘導すること（分散導入機能）[15][145]
- 既存高速道路の渋滞緩和のためのバイパスとなること[90]

伊勢湾岸自動車道を含む周辺高速道路網は、中部国際空港開港や2005年日本国際博覧会開催に合わせて整備のスピードが大幅に向上したが、それらは所詮一つの通過地点、きっかけに過ぎず、もとよりそれを目標としてのみ建設された訳では無い。中部圏が車社会に依存し、既存国道や一般道路の慢性的な渋滞およびそれが高速道路の渋滞に及ぶに至り、それを解消するために周到な調査と準備のうえに計画されたものであり、以下の伊勢湾岸自動車道と周辺高速道路網の延伸開業における効果は計画段階で描いていた効果をそのまま現すことになった。
1998年（平成10年）の最初の開通は、既存開通の名港西大橋を含む名古屋南IC（下り）、大府IC（上り） - 飛島ICであった。この開通による営業距離は約11 kmに過ぎなかったが、それでも国道23号から大府、名古屋南の両ICと接続して名古屋港と直通出来る利便性が効を奏し、名古屋市緑区から海部郡弥富町（現・弥富市）までの所要時間は、従来の名四国道経由で45分を要したものが15分に短縮された。併せて西大橋単独では約13 %に過ぎなかった大型車混入率が4割まで増加するとともに、国道23号の混雑度が幾分緩和される効果も見られた。
2000年（平成12年）3月には飛島IC以西が開通し、第二名神と接続された。この時は湾岸弥富ICまでの開通であって、幹線道路とはつながらなかったために並行する東名阪自動車道および国道23号からの転換交通はほとんどなかった。加えて、名古屋港の鍋田ふ頭のコンテナターミナルが整備途上であったことから利用交通の目立つ増加もなかった。
しかし、2002年（平成14年）3月の湾岸弥富IC - みえ川越IC間の開通における国道23号名四国道との連結は交通転換を促進させることになった。伊勢湾岸自動車道沿道の観光施設（ナガシマスパーランド等）へのアクセス改善がその要因とされ、このため小型車中心の転換となった。2003年3月には東は豊明ICまで、西は四日市JCTまで開通し、総延長距離は約36 kmとなった。この延伸では名古屋高速3号大高線と接続したことで名古屋南JCTが同時開設された。そして四日市JCTにおける東名阪自動車道との連結は伊勢湾岸自動車道利用を大いに促進させることになり、逆に東名阪自動車道の愛知県内交通量は暫時減少した。また、豊田東IC - 豊田JCTが開通したことで、豊田市内唯一のインターである東名高速豊田ICの出入り交通量の分散が図られ、接続する一般道路の渋滞解消にもつながった。この開通により、短い区間ではあるが、東名高速と第二東名が初めて接続された。
この頃は東名・名神と第二東名・第二名神のダブルネットワークに関して無駄遣いとの非難がマスコミなどによってあおり立てられていた時期であった。これに関連して、第二東名、第二名神の一部を構成する伊勢湾岸自動車道にも非難の矛先が向けられることになった。2002年（平成14年）に設立された道路関係四公団民営化推進委員会の委員からも、特に公団民営化後の新会社の借金膨張の危険をはらむ第二東名の建設を中止すべきであるという意見が相次いだ。しかし、予定されている海老名 - 神戸間の工事進捗率を見ると、伊勢原 - 御殿場間や八幡 - 神戸間のように限りなくゼロという区間がある中で、豊田 - 四日市間は既に一部分が開通しているうえに、後述する万博開幕に間に合わせるべく急ピッチで工事が進められており、その進捗率は90パーセント以上と高く、第二東名建設中止を主張する委員の一人であった猪瀬直樹も当該区間のみ事業を継続させるとの意見を出した。結果的に豊田 - 四日市間はそのまま事業継続、それ以外は静岡県区間などの一部区間を除いて往復4車線に減じることになった。
2003年（平成15年）12月には豊田南IC - 豊明ICが開通し、東名と東名阪直結まで残り一区間（豊田JCT - 豊田南IC間）に迫ったが、延伸区間の交通量は6,000台/日と少なく、周辺高速道路の交通量も大きな変化はなかった。

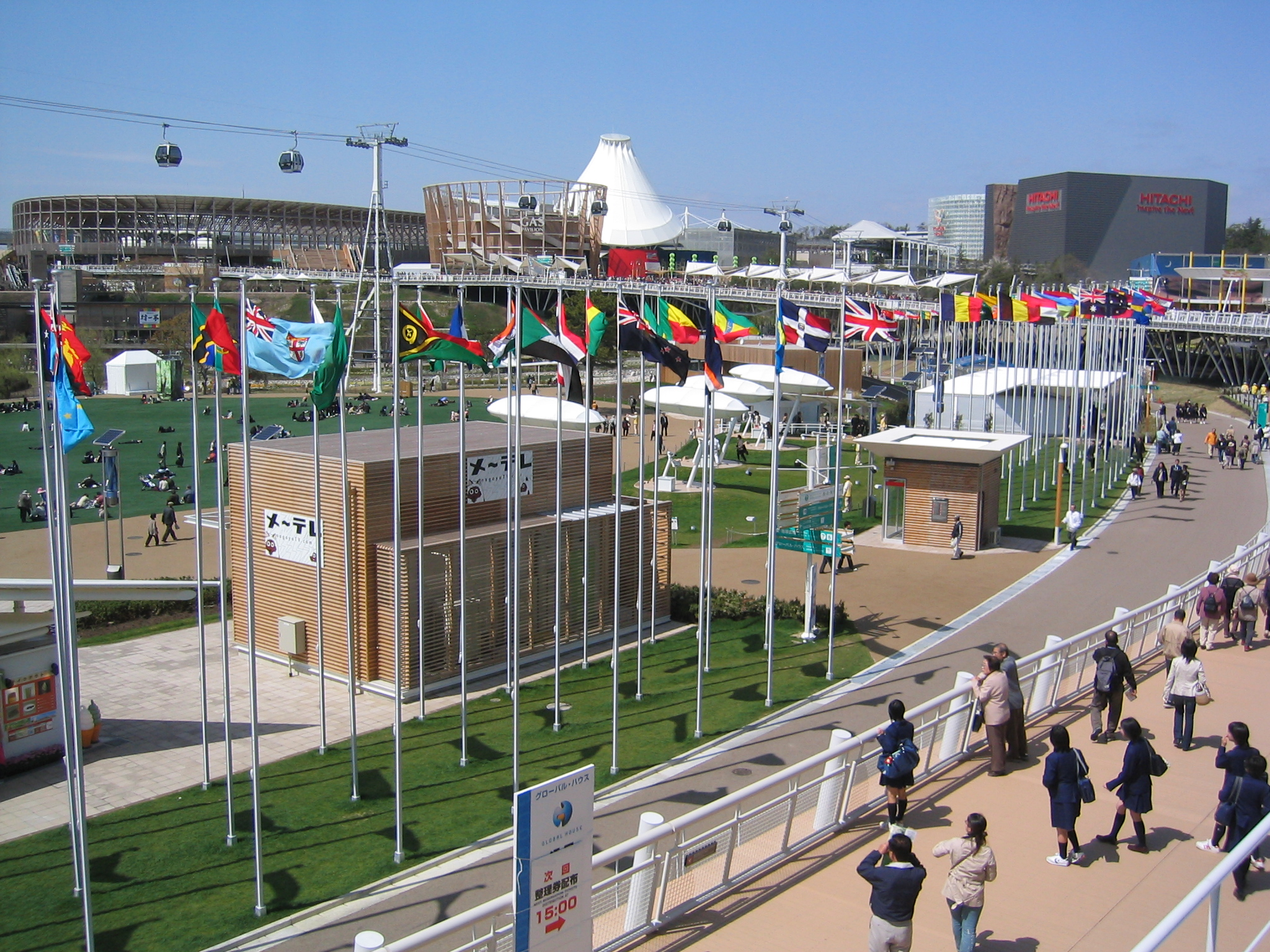
2005年日本国際博覧会（愛・地球博）会場。博覧会開催に間に合わせるべく東海環状自動車道と合わせて工事が急ピッチで進められた。

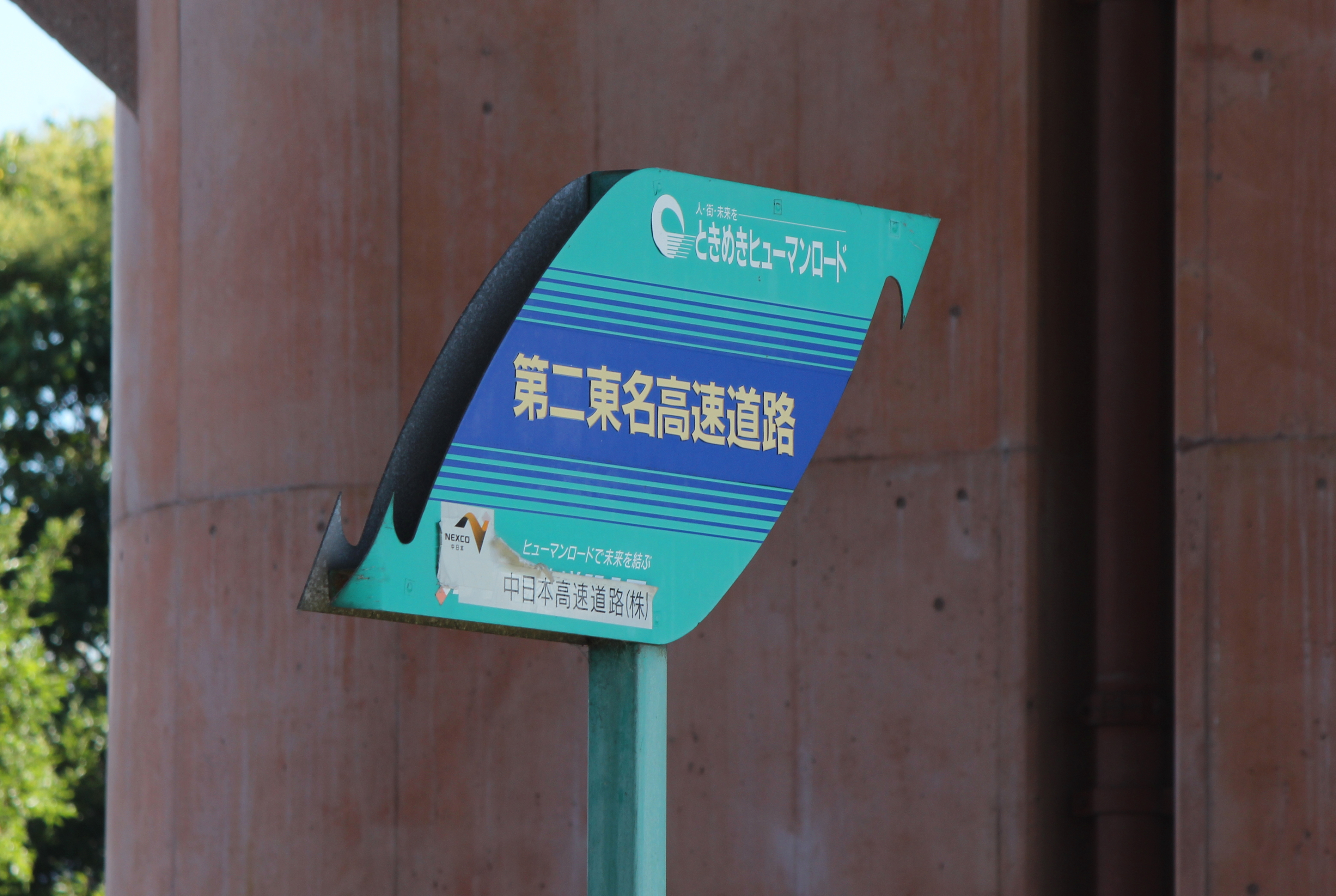
豊田JCTの看板。建設時は第二東名の路線名であった。「ときめきヒューマンロード」のキャッチフレーズは公団が建設時に用いた。

そして2004年（平成16年）12月の豊田JCT - 豊田南IC間開通により東名高速 - 東名阪自動車道が伊勢湾岸自動車道で連結され、東名、名神に代わる東西直結のバイパスルートが完成した。翌年3月には豊田東JCTまで延伸して全線が開通した。全線開通へのスピーディな工事が行なわれた理由の一つとして、2005年（平成17年）3月25日から愛知県で開催された2005年日本国際博覧会「愛・地球博」会場へのアクセス道路を確保するという事情があった。結果的に、国際博覧会開催の6日前に全線開通し、同時開通した東海環状自動車道 豊田東JCT - 美濃関JCTと接続することになった。また、中部国際空港が万博開幕前月に開港し、これと足並みを揃えて知多横断道路および中部国際空港連絡道路が開通したことで、知多半島道路を介して伊勢湾岸自動車道（大府IC経由）と中部国際空港が自動車専用道路で結ばれた。
全線開通により交通の流れは大きく変化し、豊明IC - 名古屋南ICの断面交通量は22,000台から41,000台に倍増した。そして東名高速の岡崎以東と名古屋都市圏間の交通は概ね5分の1の交通が伊勢湾岸自動車道に交通転換のうえ名古屋南JCT経由で都心と直結する流れとなった。ただし、この影響から空港直結と合わせて3号大高線の渋滞が慢性化したことで、その解決策として名二環と名古屋高速4号東海線の連結が待たれることになった。また、中部都市圏を東西に通過する交通が伊勢湾岸自動車道経由に転換したことで、東名、名神の交通量が減少した。その後2008年（平成20年）2月には新名神の亀山JCT - 草津田上ICが開通し、東名高速 - 新名神が伊勢湾岸自動車道と東名阪自動車道を介して連結され、名神の交通量が大きく伊勢湾岸自動車道経由に転換した。
2011年（平成23年）3月には名古屋南JCTで名古屋第二環状自動車道（名二環）と接続され、さらに同年11月には東海JCTで名古屋高速4号東海線と接続された。ただし、4号東海線の途中区間が未開通であったことから名古屋都心部への直通はならず、2013年11月の全線開通をもってアクセスした。これによって3号大高線に次ぐ2本目の都心直通路線が完成したことで、一方が渋滞もしくは通行止めになった際のバイパスルートが確保され、名二環と併せて環状道路の分散導入機能が強化された。これによって3号大高線の慢性的な渋滞は大きく緩和された。
2016年（平成28年）2月には豊田東JCTで新東名高速道路と接続され、かつて第二東名として先行開通した豊田 - 東海間と一体的に運用されることとなった。同年8月には反対側の四日市JCTで新名神高速道路と接続された。かつて公団は豊田東JCT - 四日市北JCT間61 kmを伊勢湾岸自動車道の全区間と案内したが、四日市JCT - 四日市北JCT（現・新四日市JCT）は新名神高速道路を称したことから伊勢湾岸自動車道とは別路線となった。なお、今回開通の新名神区間に出入口は無いことから、四日市JCT以西の出入りは接続する東海環状自動車道東員ICに限定された。
2019年（平成31年）3月には新名神の新四日市JCT - 亀山西JCTが開通し、四日市JCT以西の関西方面への接続が、従来の東名阪自動車道経由と新名神経由のダブルネットワークとなった。これにより、静岡県から滋賀県に至る高速道路が新東名、伊勢湾岸、新名神で直結され、東西を結ぶ基幹路線が二重化された。

### 年表
| 1998 | (3月)名古屋南IC - 名港中央IC                                                                 |
| 1999 |                                                                                              |
| 2000 | (3月)飛島IC - 湾岸弥富IC                                                                     |
| 2001 | (3月)名古屋南IC - 大府IC                                                                     |
| 2002 | (3月)湾岸弥富IC - みえ川越IC                                                                 |
| 2003 | (3月)豊田東IC - 豊田JCT・みえ川越IC - 四日市JCT・豊明IC - 名古屋南IC (12月)豊田南IC - 豊明IC |
| 2004 | (12月)豊田JCT - 豊田南IC                                                                     |
| 2005 | (3月)豊田東JCT - 豊田東IC                                                                    |

- 1964年（昭和39年）5月16日 : 名古屋港管理組合は長期港湾整備計画を発表。ここで海上横断道路（のちの名港トリトン区間）の構想を初めて示した[179][180]。
- 1967年（昭和42年）7月 : 中部圏基本開発整備計画の施設案に第二名四道路の整備構想が掲げられた[58]。
- 1969年（昭和44年） : 幹線道路整備計画調査の一環として川越 - 飛島間および名古屋港横断区間の予備設計開始[181]。
- 1973年（昭和48年） : 伊勢湾岸道路調査が大規模特殊事業調査として取り上げられる[61]。
- 1975年（昭和50年） : 名四東IC - 東海の路線予備設計開始[182]。
- 1976年（昭和51年） : 路線予備設計が豊田 - 四日市間の第二名四国道全線に及ぶ[182]。
- 1979年（昭和54年）
  - 8月10日 : 東海 - 西2区間（名古屋環状2号線海上部）が都市計画決定。道路規格第2種第1級、設計速度80 km/h[114]。
  - 12月7日 : 名港西大橋が事業許可[183]。
- 1982年（昭和57年）
  - 3月5日 : 建設相の諮問機関、道路審議会が第二東名、第二名神の建設を提言[105]。
  - 11月5日 : 新都市計画法に基づき名四東IC - 東海間の都市計画変更。道路規格第2種第1級、設計速度60 km/h[114]。
- 1985年（昭和60年）
  - 3月20日 : 金城ふ頭 - 西2区間の有料道路（名港西大橋）が暫定2車線で開通[83]。
  - 7月29日 : 建設相が名港中央大橋と名港東大橋の早期事業化の方策として民間資金活用を提案[93]。
- 1986年（昭和61年）
  - 2月13日 : 衆議院建設委員会で建設政務次官が第二東名、第二名神の調査継続と諸計画への位置付けを明確化することを証言[107]。
  - 4月15日 : 建設省が提案した伊勢湾岸道路民活問題で中部財界が協力回答[184]。
- 1987年（昭和62年）
  - 4月8日 : 愛知県知事が伊勢湾岸道路を第二東名への取り込みを希望する旨を表明[111]。
  - 6月30日 : 第四次全国総合開発計画の閣議決定により、第二東名自動車道、第二名神自動車道として東京 - 名古屋 - 神戸間が高規格幹線道路に構想される[185][186]。
  - 7月20日 : 伊勢湾岸道路東部区間早期完成を目指すための期成同盟会（会長は愛知県知事）を設立[187]。
  - 9月1日 : 国土開発幹線自動車道建設法の一部改正により、第二東海自動車道、近畿自動車道名古屋神戸線として東京都 - 名古屋市 - 神戸市間が国土開発幹線自動車道の予定路線となる[188]。
  - 11月20日 : 東海 - 金城ふ頭間（名港中央大橋、名港東大橋含む）が事業許可[98]。
- 1988年（昭和63年）
  - 2月22日 : 西2区 - 弥富間の都市計画決定。道路規格第1種第3級、設計速度80 km/h[114][189]、4車線[124]。
  - 5月31日 : 三重県知事が第二名神の伊勢湾岸道路活用を希望する旨を表明[116]。
  - 6月7日 : 建設大臣が第二東名、第二名神のルートの一部に伊勢湾岸道路をあてることを公式に表明[117]。
- 1989年（平成元年）
  - 1月31日 : 第28回国土開発幹線自動車道建設審議会で第二東名、第二名神の基本計画組み入れが決定[120]。
  - 2月17日 : 基本計画決定を反映し、第二東海自動車道横浜東海線（横浜市 - 東海市）、近畿自動車道飛島神戸線（飛島村 - 神戸市）として高速自動車国道に指定される[123]。
  - 2月27日 : 第二東名、第二名神が基本計画に策定[24][137]。
  - 5月26日 : 豊田 - 名四東間の都市計画決定。道路規格第1種第2級、設計速度100 km/h[114]。
  - 7月28日 : 伊勢湾岸道路の前後が第二東名、第二名神に組み入れられたことを反映して東海 - 金城ふ頭間（名港中央大橋、名港東大橋含む）の道路規格アップによる事業変更を実施[190]。
- 1990年（平成2年）
  - 4月4日 : 伊勢湾岸道路の東海 - 金城ふ頭間の起工式を開催[190]。
  -  8月9日 : 愛知県は県内の第二東名、第二名神のインターチェンジ予定地周辺（半径2 km以内）の地価上昇を抑えるための地価監視区域を指定。同月15日以降はインター予定地周辺における一定規模の土地取引は県への届け出が必要となった[191]。
  - 12月25日 : 長島 - 四日市間の都市計画決定。道路規格第1種第2級、設計速度100 km/h[192][127]。
- 1991年（平成3年）
  - 3月4日 : 豊田市内（豊田東JCT - 豊田東IC間）の都市計画決定（往復8車線）[193]。
  -  8月28日 : 名四東IC（大府） - 弥富間の都市計画変更。名古屋環状2号線専用部の位置付けから伊勢湾岸道路の規格に変更。道路規格第1種第2級、設計速度100 km/h[注釈 14][114][194]。
  - 12月3日 : 第29回国土開発幹線自動車道建設審議会で第二東名の長泉沼津 - 東海間[24]、第二名神の飛島 - 四日市間、亀山 - 城陽間[137]の整備計画が決定[134]。
- 1993年（平成5年）
  - 7月20日 : 名港西大橋二期線が一般有料道路として事業許可[195]。
  - 11月19日 : 建設大臣が第二東名の長泉 - 東海間と第二名神の飛島 - 四日市間、亀山 - 城陽間に施行命令を下す[196][192]。
- 1995年（平成7年）10月19日 : 第二東名の愛知県内区間の起工式を東海市名和町で挙行[197]。
- 1997年（平成9年）
  - 2月5日 : 第30回国土開発幹線自動車道建設審議会で基本計画路線に東海 - 飛島間（一般国道自動車専用道路）を組入れ[24][137][136]。この結果、第二東海自動車道横浜名古屋線、近畿自動車道名古屋神戸線として横浜市 - 名古屋市 - 神戸市が高速自動車国道に指定される[138]。
  - 4月24日 : 第二名神（飛島 - 亀山間）の起工式を桑名郡長島町（現・桑名市長島町）で挙行[198]。
  - 10月1日 : 東海 - 飛島間の一般国道302号を自動車専用道路に指定[199]。
- 1998年（平成10年）3月30日 : 名古屋南IC - 名港中央IC間が開通[200] 。ただし、大府IC - 名古屋南ICは下り線のみ開通（東海IC上り入口、大府IC下り出口と上り入口は未供用）[201]。名港中央IC - 飛島IC間（名港西大橋）が6車線化。
- 2000年（平成12年）3月25日 : 飛島IC - 湾岸弥富IC間が開通[202][150]。
- 2001年（平成13年）3月30日 : 名古屋南IC - 大府IC間の上り線が開通[203]。
- 2002年（平成14年）3月24日 : 湾岸弥富IC - みえ川越IC間が開通し[204]。飛島ICの四日市JCT方面出入口が供用開始[205]、同時に湾岸長島PAも開業[206]。
- 2003年（平成15年）
  - 3月15日 : 豊田東IC - 豊田JCT間が暫定4車線で開通し、東名高速道路と接続[207][注釈 15]。
  - 3月21日 : みえ川越IC - 四日市JCT間が開通し、東名阪自動車道と接続[208]。
  - 3月23日 : 豊明IC - 名古屋南IC間が開通し、同時に名古屋南JCTが供用して名古屋高速3号大高線と接続[152]。東海IC豊田JCT方面入口が供用開始[209]。
  - 12月25日 : 豊田南IC - 豊明IC間が開通し、大府ICの豊田JCT方面出入口が供用開始[210]。
- 2004年（平成16年）
  - 4月5日 : 刈谷ハイウェイオアシスの起工式を開催[211]。
  - 12月4日 : 刈谷ハイウェイオアシスが供用開始[212]。
  - 12月12日 : 豊田JCT - 豊田南IC間が開通し、東名高速と東名阪自動車道が伊勢湾岸自動車道で直結[158]。
- 2005年（平成17年）3月19日 : 豊田東JCT - 豊田東IC間が暫定4車線で開通し、豊田東JCTで東海環状自動車道と接続[159]。これに伴い伊勢湾岸自動車道が全線開通。
- 2008年（平成20年）2月23日 : 新名神高速道路の亀山JCT - 草津田上IC間開通により東名、名神の豊田JCT - 草津JCT間の伊勢湾岸自動車道、東名阪自動車道経由によるダブルネットワークが完成[213]。
- 2011年（平成23年）
  - 3月20日 : 名古屋南JCTで名古屋第二環状自動車道と接続[167]。
  - 11月19日 : 東海JCTで名古屋高速4号東海線と接続[168]。
- 2016年（平成28年）
  - 2月13日 : 豊田東JCTで新東名高速道路と接続[214]。
  - 8月11日 : 四日市JCTで新名神高速道路と接続[176]。
- 2017年（平成29年）7月27日 : 中部地方整備局名四国道事務所は刈谷ハイウェイオアシスにスマートインターチェンジを設置することを発表[215]。
- 2021年（令和3年）5月1日 : 飛島JCTで名古屋第二環状自動車道と接続[216]。
- 2022年（令和4年）3月26日 : 刈谷スマートIC供用開始[217]。

## 路線状況

### 車線・最高速度
| 区間                                   | 車線 上下線=上り線+下り線 | 最低速度         | 最高速度         | 最高速度              | 最高速度          |
| 区間                                   | 車線 上下線=上り線+下り線 | 最低速度         | 大特・三輪・牽引 | 大型貨物 特定中型貨物 | 左記を除く車両    |
| -------------------------------------- | ------------------------- | ---------------- | ---------------- | --------------------- | ----------------- |
| 豊田東JCT - 豊田JCT （高速自動車国道） | 8=4+4                     | 50 km/h （法定） | 80 km/h (法定)   | 90 km/h （法定）      | 100 km/h （法定） |
| 豊田JCT - 東海IC （高速自動車国道）    | 6=3+3                     | 50 km/h （法定） | 80 km/h (法定)   | 90 km/h （法定）      | 100 km/h （法定） |
| 東海IC - 飛島IC （自動車専用道路）     | 6=3+3                     | 50 km/h （指定） | 80 km/h （指定） | 80 km/h （指定）      | 100 km/h （指定） |
| 飛島IC - みえ朝日IC （高速自動車国道） | 6=3+3                     | 50 km/h （法定） | 80 km/h (法定)   | 90 km/h （法定）      | 100 km/h （法定） |
| みえ朝日IC-四日市JCT (高速自動車国道)  | 8=4+4                     | 50 km/h （法定） | 80 km/h (法定)   | 90 km/h （法定）      | 100 km/h （法定） |

### 幾何構造

伊勢湾岸自動車道と新東名、新名神高速道路の横断構成比較図。C規格である伊勢湾岸自動車道はA規格と比べると幅員が狭い。図は双方とも橋梁構造で比較している。
図典拠:『土木施工』38巻12号（1997年11月）54頁・『セメント・コンクリート』No.611(1998年1月）13頁・『日経コンストラクション』第541号（2012年4月9日）64頁

第二東海自動車道（新東名、第二東名）および近畿自動車道名古屋神戸線（新名神、第二名神）は通過する地域の特性に合わせて幾何構造基準が定められている。これは1990年（平成2年）8月6日付建設省道路局長、都市局長名の通達によるものである。基準はA規格（大都市圏間）、B規格（大都市圏内周辺部）、C規格（大都市圏内中心部）の3タイプがあり、それぞれ異なる車線幅員、路肩幅員、曲線半径、縦断勾配などが規定されている。この内、豊田市 - 四日市市間に敷設された伊勢湾岸自動車道はC規格に該当し、伊勢原市 - 豊田市間および四日市市 - 城陽市間の道路と比べて設計速度は低めに抑えられている。
| 道路の存する地域 | 道路の規格 | 道路の区間                | 設計速度            | 路肩幅員                  | 中央帯幅員 | 曲線半径   |
| ---------------- | ---------- | ------------------------- | ------------------- | ------------------------- | ---------- | ---------- |
| 大都市圏間       | A規格      | 伊勢原市付近 - 豊田市付近 | 140 km/h (120 km/h) | 左3.25 m以上 右2.0 m以上  | 7.5 m以上  | 3000 m以上 |
| 大都市圏間       | A規格      | 四日市市付近 - 城陽市付近 | 140 km/h (120 km/h) | 左3.25 m以上 右2.0 m以上  | 7.5 m以上  | 3000 m以上 |
| 大都市圏内周辺部 | B規格      | 横浜市付近 - 伊勢原市付近 | 120 km/h            | 左3.25 m以上 右1.75 m以上 | 6.0 m以上  | 1800 m以上 |
| 大都市圏内周辺部 | B規格      | 城陽市付近 - 神戸市付近   | 120 km/h            | 左3.25 m以上 右1.75 m以上 | 6.0 m以上  | 1800 m以上 |
| 大都市圏内中心部 | C規格      | 東京都付近 - 横浜市付近   | 100 km/h            | 左3.25 m以上 右1.75 m以上 | 4.5 m以上  | 1100 m以上 |
| 大都市圏内中心部 | C規格      | 豊田市付近 - 四日市市付近 | 100 km/h            | 左3.25 m以上 右1.75 m以上 | 4.5 m以上  | 1100 m以上 |

（表典拠：『高速道路と自動車』第43巻第9号（2000年9月）公益財団法人高速道路調査会、37頁）
| 画像左:刈谷PA付近から名古屋港方面を望む。路線は一部区間で曲線半径が小さく、蛇行型となっている。画像右:ダイヤモンド型を採用した豊田南IC。愛知県道56号名古屋岡崎線と直接接続し、国道419号、国道155号、衣浦豊田道路と間接接続する。  |  | 画像左:刈谷PA付近から名古屋港方面を望む。路線は一部区間で曲線半径が小さく、蛇行型となっている。画像右:ダイヤモンド型を採用した豊田南IC。愛知県道56号名古屋岡崎線と直接接続し、国道419号、国道155号、衣浦豊田道路と間接接続する。 |
| 画像左:刈谷PA付近から名古屋港方面を望む。路線は一部区間で曲線半径が小さく、蛇行型となっている。 画像右:ダイヤモンド型を採用した豊田南IC。愛知県道56号名古屋岡崎線と直接接続し、国道419号、国道155号、衣浦豊田道路と間接接続する。 |  | |

車線幅員は第二走行車線（中央車線）のみ3.75 m、両端は3.5 mである。路肩幅員は第二東名、第二名神の規格よりも狭く、中央帯幅員は概ね3.5 m、最小曲線半径も700 m付近（豊田JCT - 豊田南IC、刈谷PA - 名古屋南IC、みえ川越IC - 四日市JCT間）とC規格の半径1100 m付近という条件をクリアしない。よって、厳密にはC規格に当てはまらず、従来の道路規格第1種第2級クラスとなっている。補助車線のある豊田東JCT - 豊田JCT間を除いて全線6車線、設計速度は100 km/hである。6車線が採用されたのは、当該道路が伊勢湾周辺各都市の発展上、重要な位置付けにあり、その重要性に鑑みて定常時走行が可能な状態を確保するためである。
路線は豊田市と四日市市を東西に貫くも、路線形状は上述通りカーブ区間が一定の割合を占める。制限速度100 km/hの高速道路でありながら蛇行型が取り込まれたのは、他の自動車専用道路、国道との機能的な連絡、沿線集落への影響を最小限に抑えること、地形および地物（河・植物・建築物）への配慮等を勘案した結果である。
都市圏に敷設された伊勢湾岸自動車道は多数の一般道路と並行することが特徴で、路線はそれらの道路と機能的に連絡する。インターチェンジ形式は主としてダイヤモンド型を採用し、加えてインターチェンジ間隔が短いなど都市型高速道路の様相を呈している。豊田JCTから四日市JCTの場合、約50 kmの区間にインターチェンジは13か所あり、平均で約3.8 kmおきに設置され、最も短い場合は2.4 km（名古屋港横断区間）とその短さが際立っている。なお、これらの並行する一般道路の一部は伊勢湾岸自動車道建設にあたって都市計画変更を行ない、道路幅の拡大を行なっている。並行区間には地先道路、および歩道、一部に植樹帯を設けている。
並行する道路のギャラリー

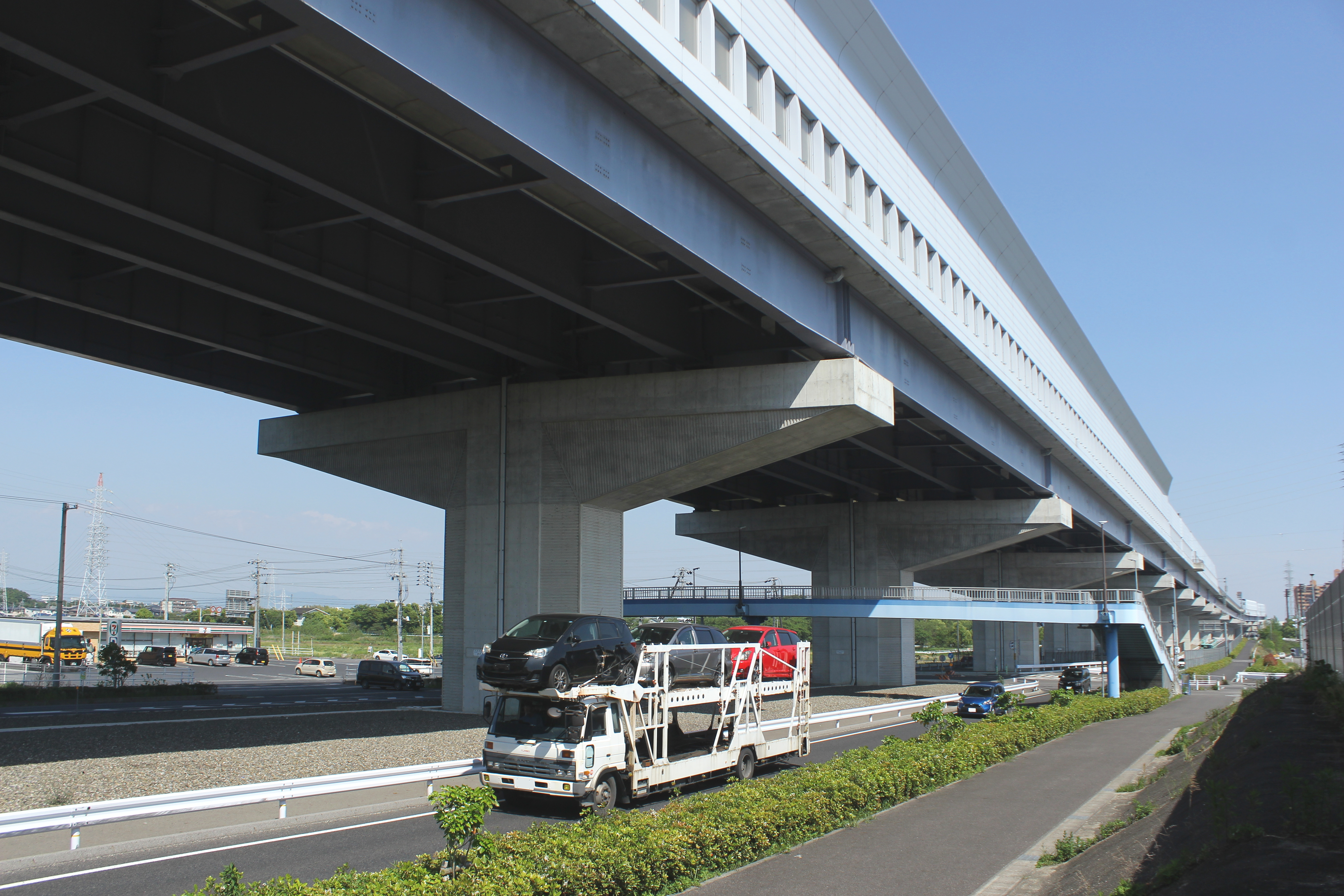
愛知県道56号名古屋岡崎線（刈谷PA付近）
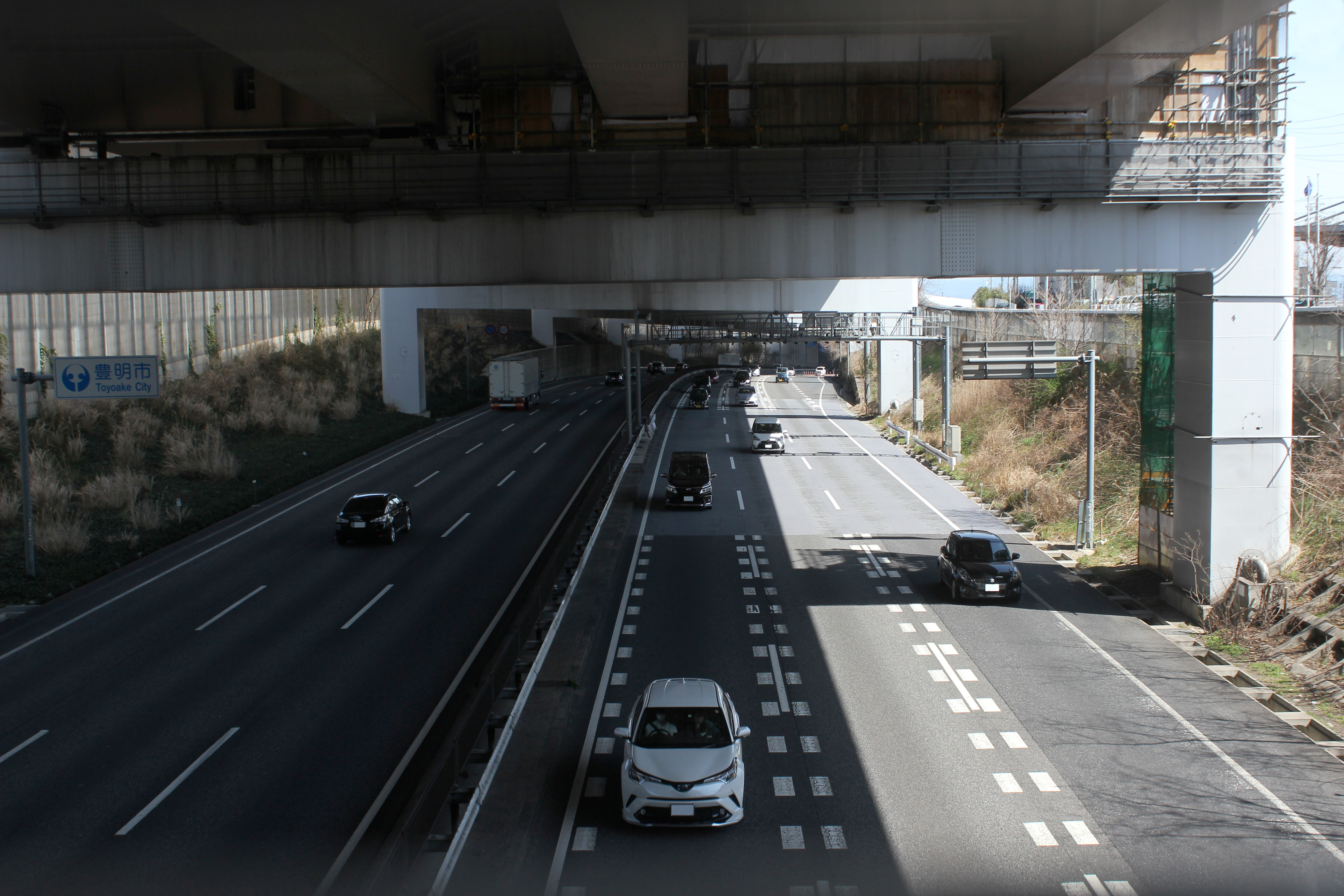
国道23号名四国道（豊明IC付近）
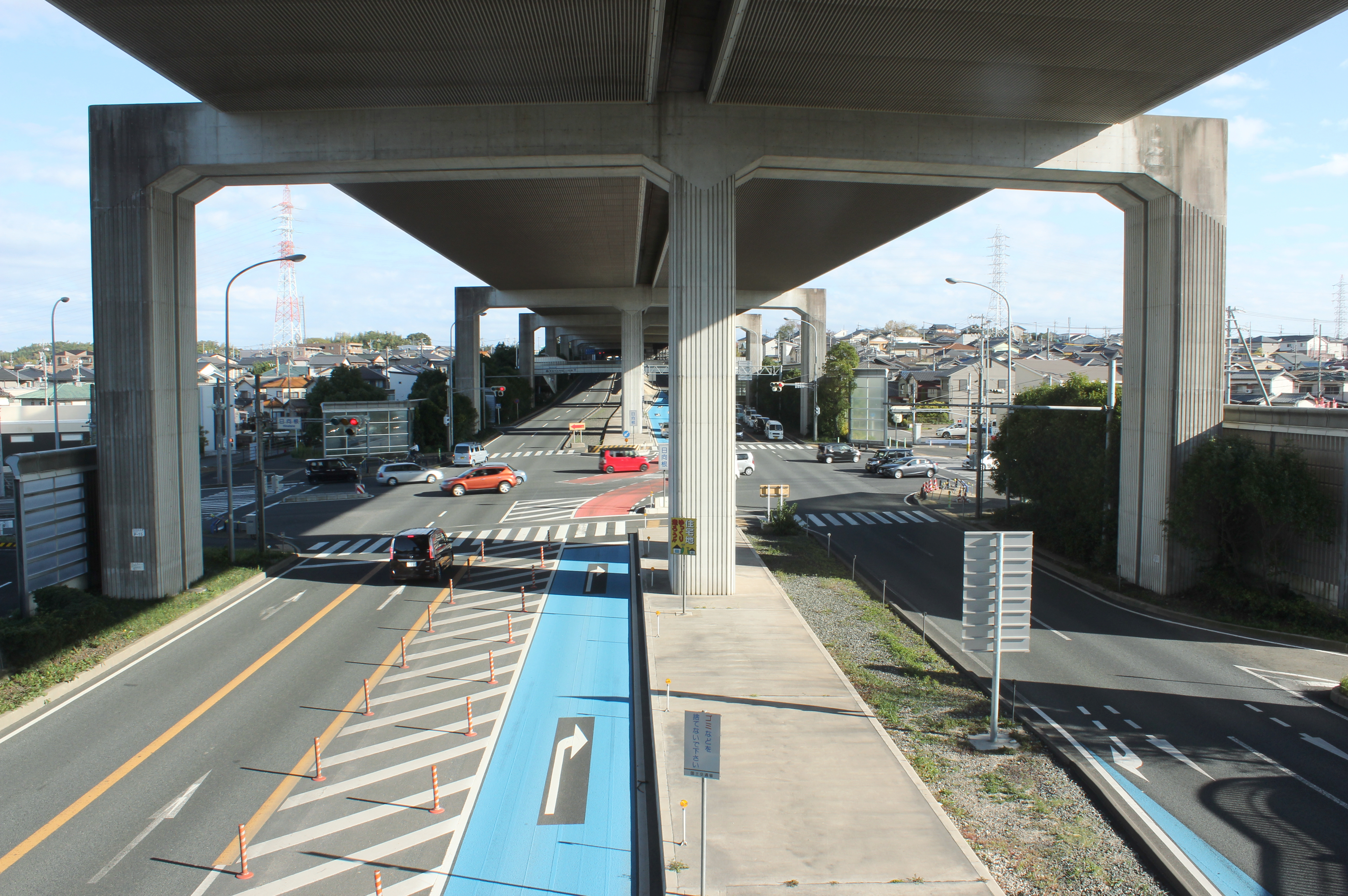
国道302号（東海IC付近）
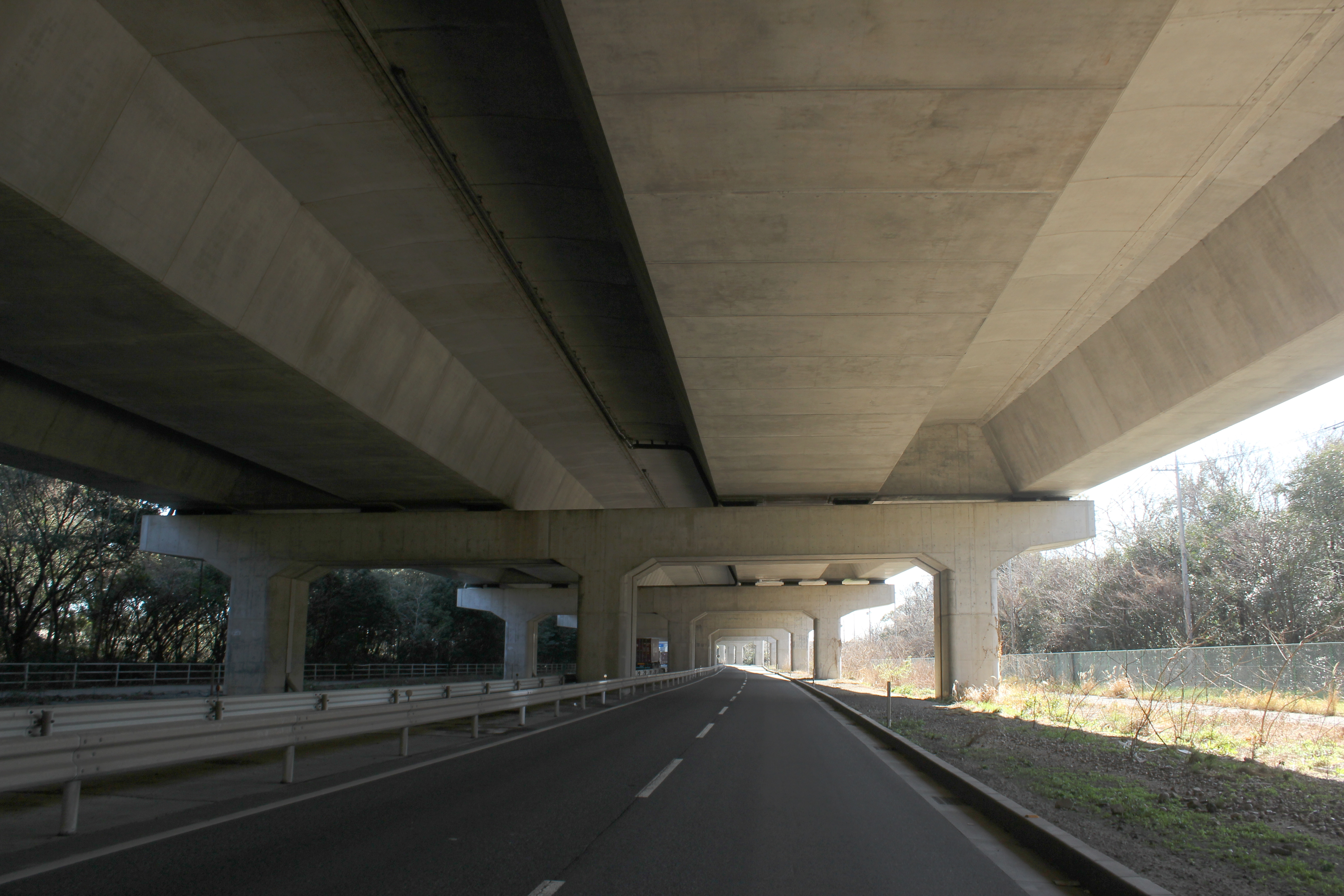
愛知県道71号名古屋西港線（湾岸弥富IC付近）
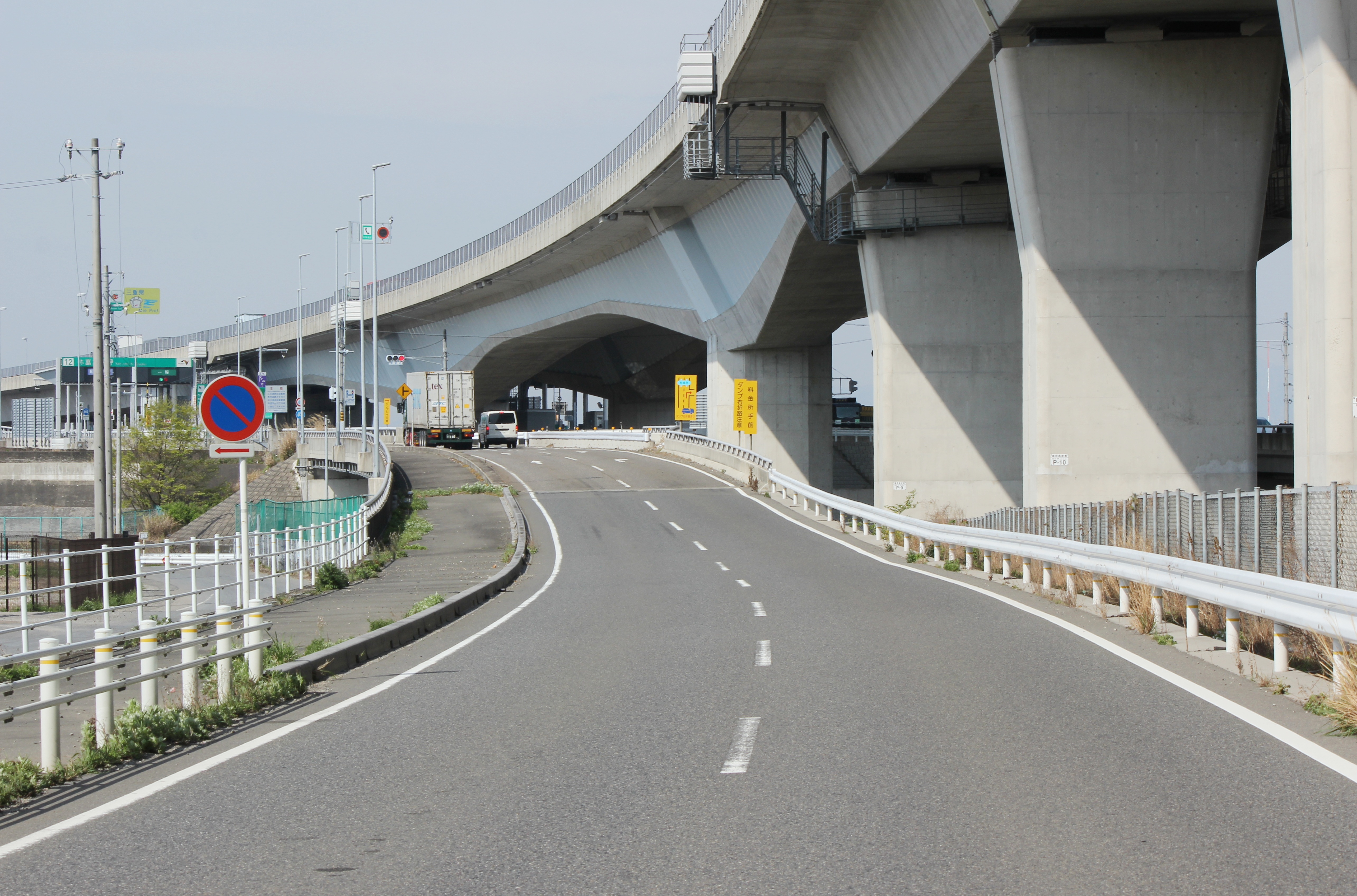
愛知県道103号境政成新田蟹江線（弥富木曽岬IC付近）
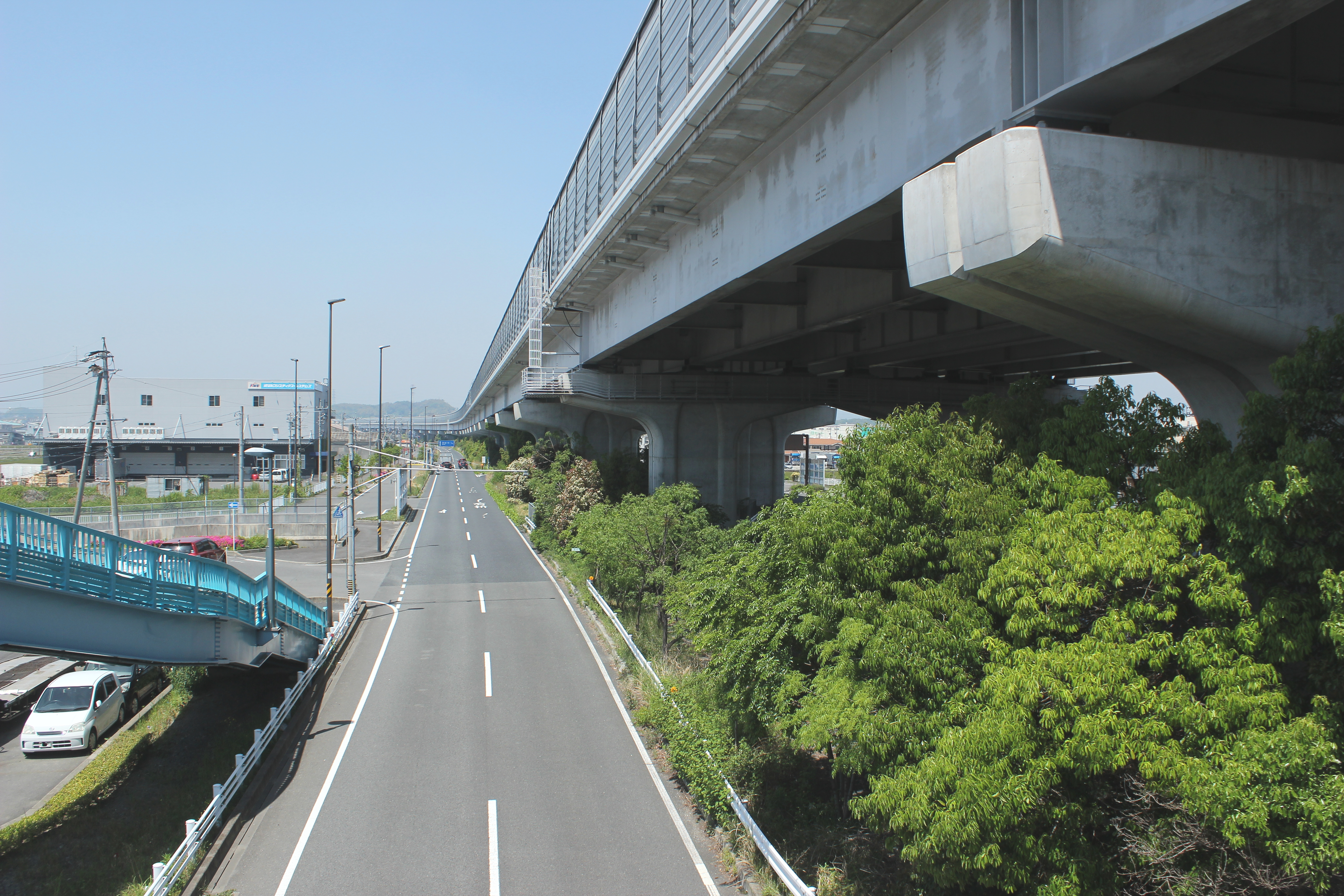
国道1号北勢バイパス（みえ川越IC付近）

なお、伊勢湾岸自動車道は当初、基本往復4車線、設計速度80 km/hの自動車専用道路「伊勢湾岸道路」として計画され、その後規格アップのうえ高速自動車国道に編入されている（歴史節で詳述）。このように木に竹を接ぐがごとく、元々規格の低い伊勢湾岸道路をハイスペックの第二東名、第二名神に接いだ結果として、設計速度の不均衡が生じ（新東名、新名神140 km/h、伊勢湾岸100 km/h）、なおかつ伊勢湾岸道路が名二環と東海環状自動車道の円環の一部を兼ねることもあって、将来的に交通量をさばききれなくなると予想された。その打開策として1994年（平成6年）に第二伊勢湾岸道路が計画され、当時の愛知県知事の弁ではこちらを本命の第二東名、第二名神と位置付け、伊勢湾岸道路の第二東名、第二名神は暫定形であるとした。第二伊勢湾岸道路は「名古屋三河道路」「四日市湾岸道路」のセットで、第二東名の岡崎付近から知多半島を横断、名古屋港の高潮防波堤とポートアイランドに沿って木曽岬に至り、以西は四日市市沖までを結ぶ道路として計画されたが、財源面で課題が多く、実現には紆余曲折が予想された。のちに愛知県の地域高規格道路の候補路線となったが、事業化にはほど遠いのが実情である。

### 道路施設

#### サービスエリア・パーキングエリア
| 湾岸長島パーキングエリア（左）と刈谷パーキングエリア（右）。 |  | 湾岸長島パーキングエリア（左）と刈谷パーキングエリア（右）。 |
| 湾岸長島パーキングエリア（左）と刈谷パーキングエリア（右）。 |  |                                                              |

伊勢湾岸道ではサービスエリア (SA) は設けられておらず、刈谷パーキングエリア (PA) と湾岸長島PAの2つのパーキングエリアがある。どちらも売店とレストラン（刈谷PAのレストランは隣接するハイウェイオアシス内）があり、ガソリンスタンドが刈谷PAに設置されている。24時間営業は、刈谷PAのガソリンスタンドと刈谷PAのハイウェイオアシス内にあるファミリーマートのみ。いずれも中日本エクシスとは一切関係ない。なお、刈谷PAには、集客性に優れ、地域のランドマークともなることから観覧車を設置しており、高速道路からよく目立つ場所に置きたいとのことで、下り線側パーキングエリア付近に敷設されている。

#### 主な橋
伊勢湾岸自動車道は伊勢湾北端を通過することから、名古屋港をはじめ、伊勢湾に注ぐ大規模河川を横断するための橋梁が複数設けられている。なかでも、名古屋港を横断する3つの斜張橋（名港トリトン）と木曽川、揖斐川を渡河する2つのエクストラドーズド橋（トゥインクル）、矢作川に架かる豊田アローズブリッジが代表的である。本節では主として陸上高架橋について解説する。海上、河川に架かる下表の6橋についてはそれぞれの項目を参照されたい。ただし河川に架かる橋の景観的配慮、生態系への配慮については本項の環境対策節で簡潔に解説する。

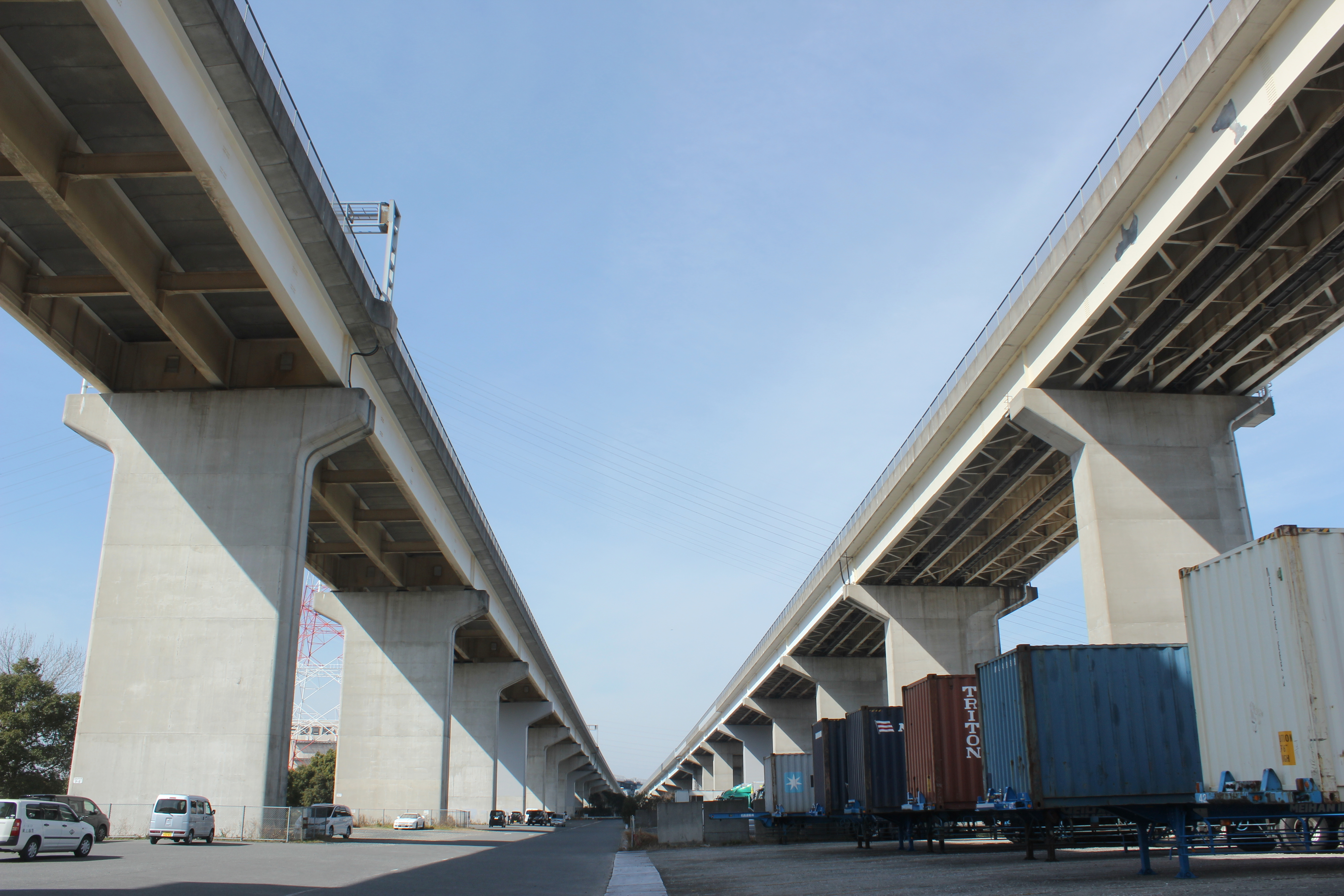
第二東名、第二名神建設では低コスト化も重要なテーマとなった。画像は名港西大橋につながる飛島側の陸上高架橋で、右の橋の約13年後に建設された左の橋は主桁本数が少数化され新旧工法の違いを実見できる。溶接箇所を最小にして人件費を圧縮することが狙いだが、こうしたコスト縮減策はプレキャストセグメント工法とも相まって第二東名、第二名神全区間に波及することになった。

海上、河川に架かる橋のギャラリー

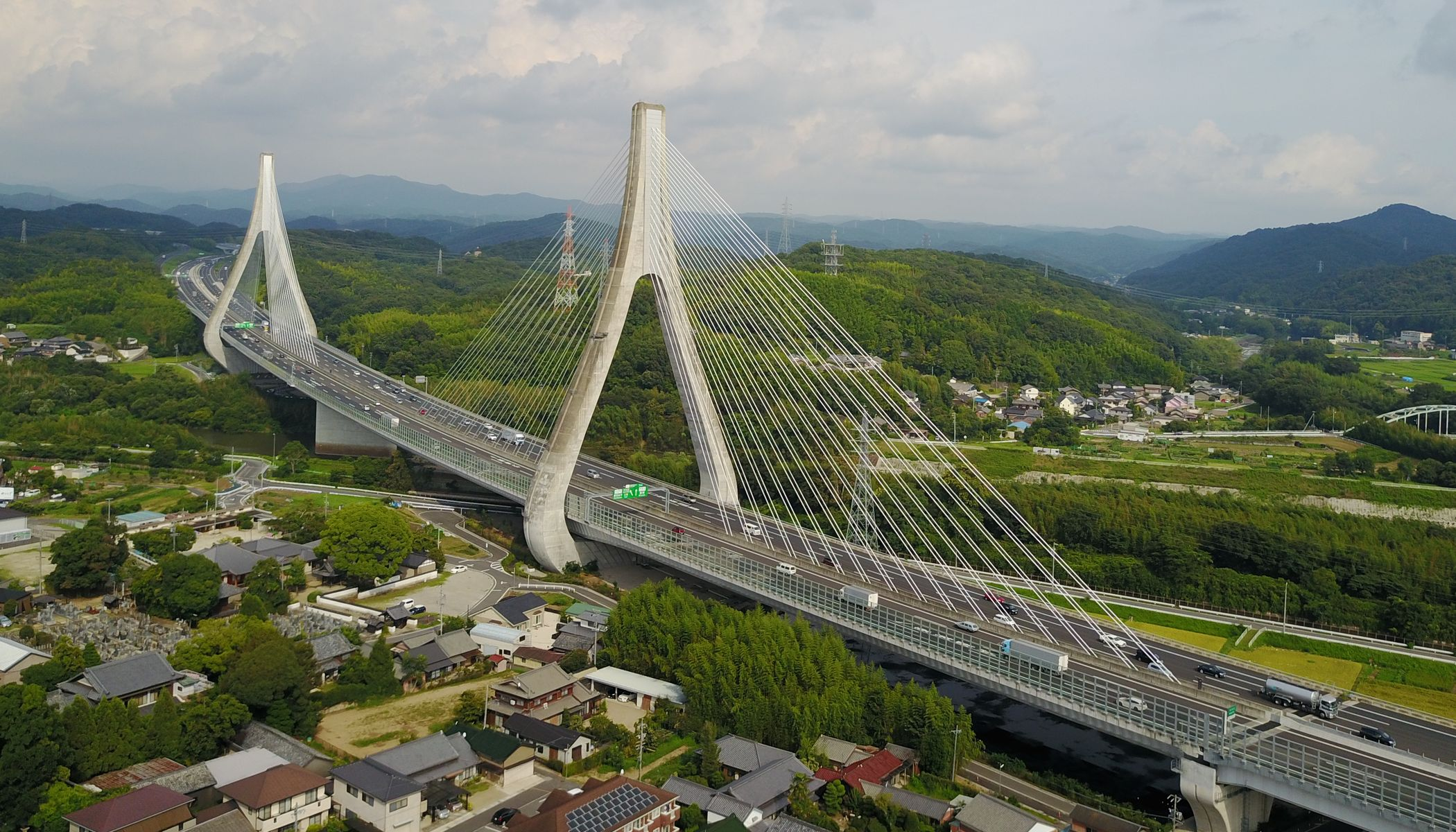
豊田アローズブリッジ
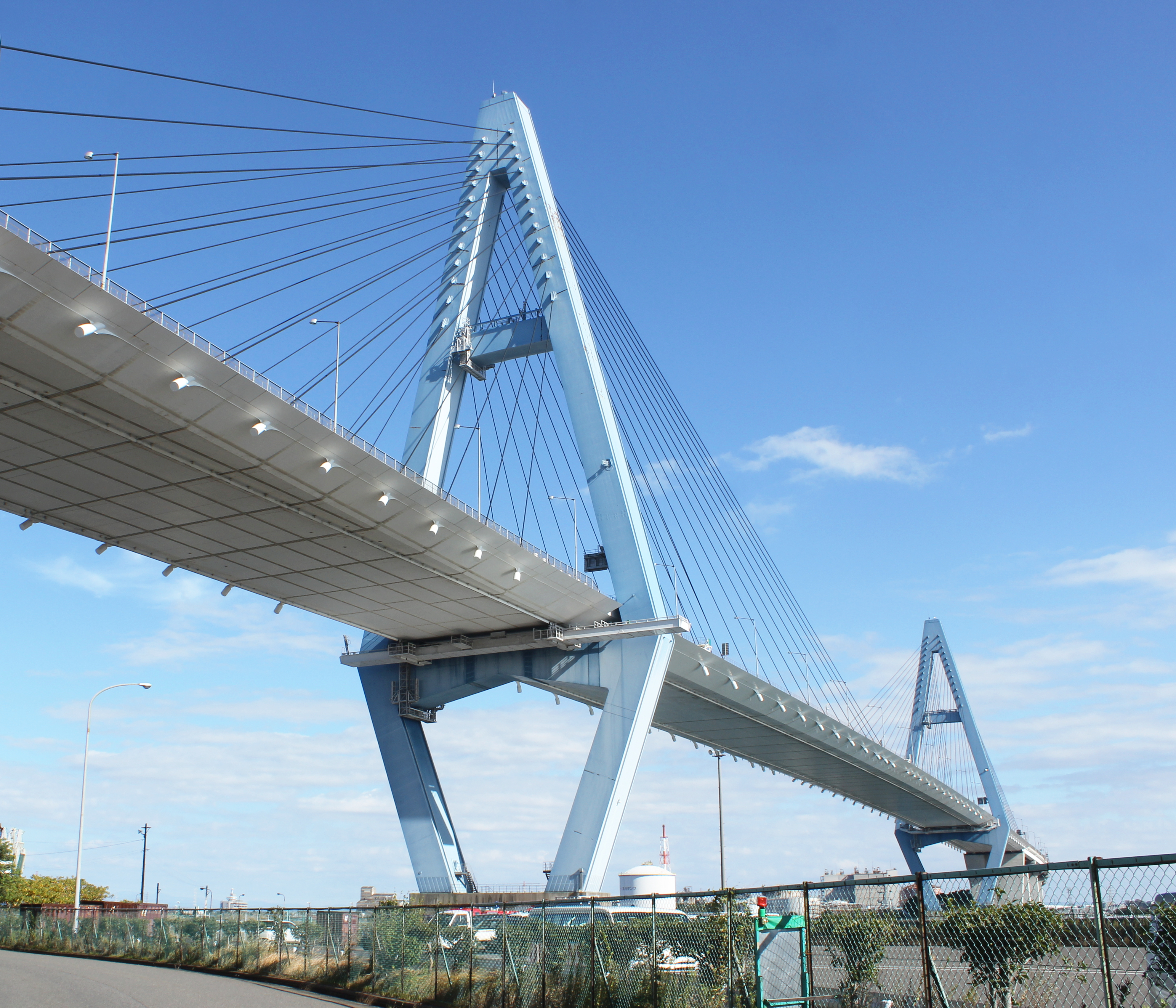
名港東大橋
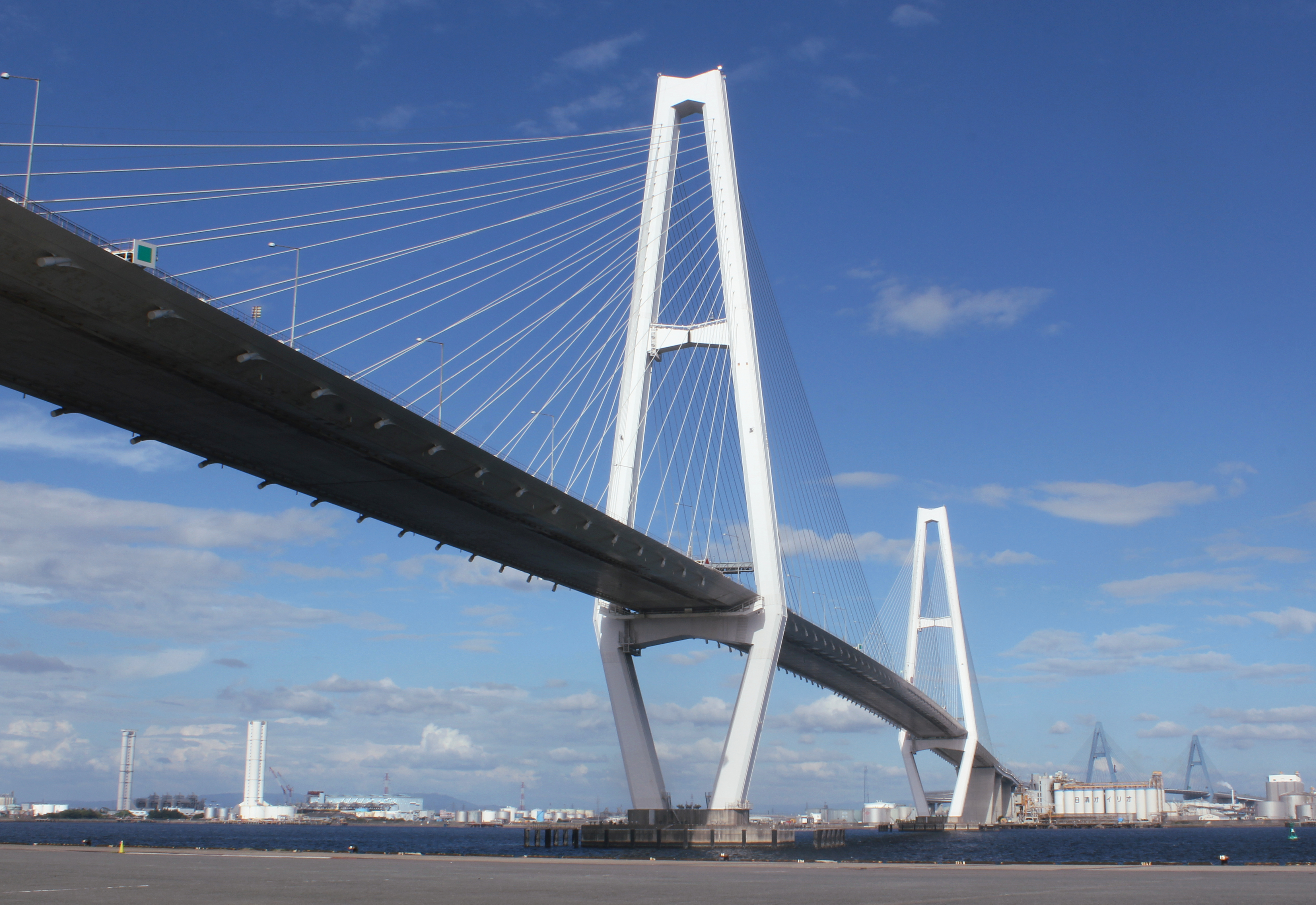
名港中央大橋
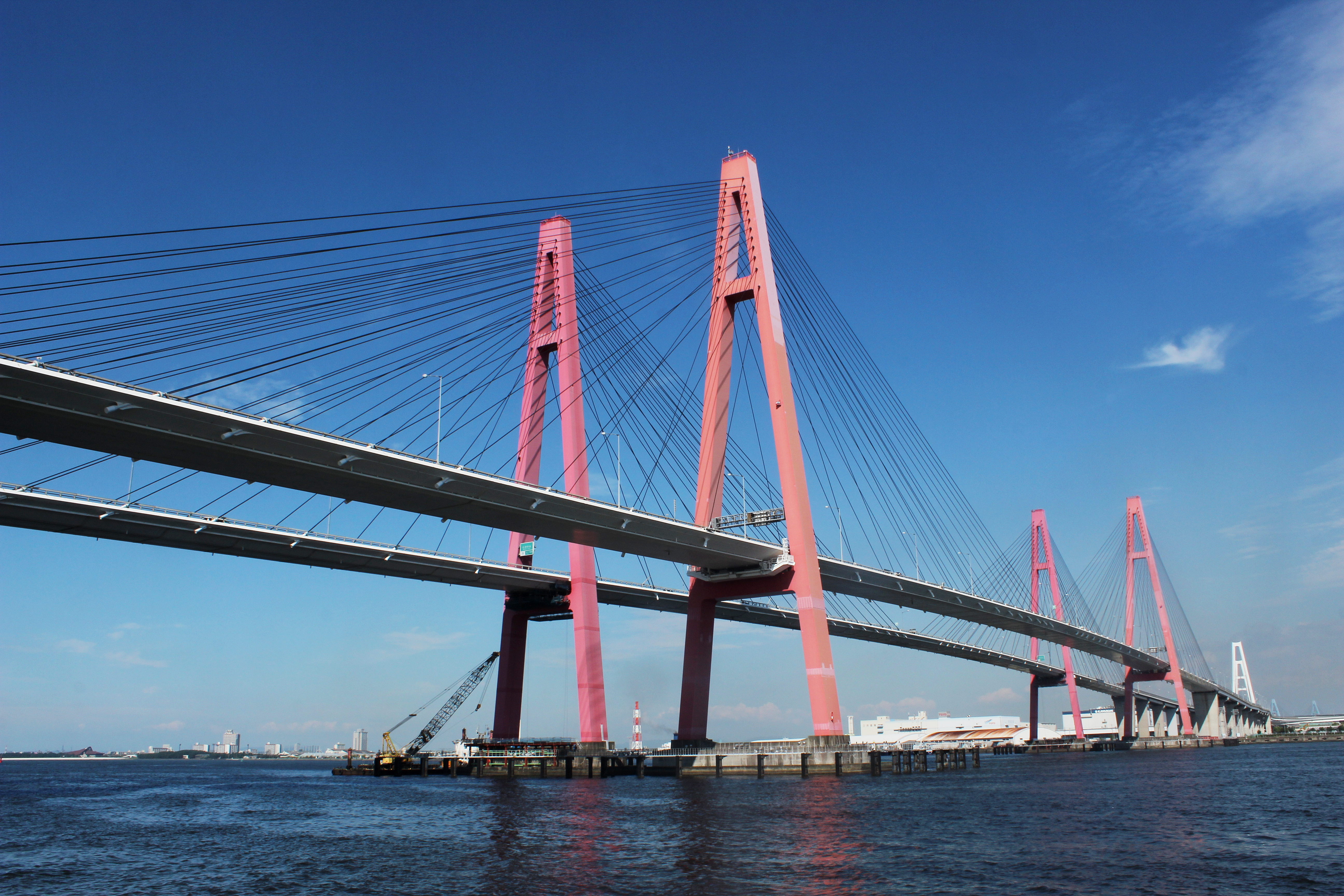
名港西大橋
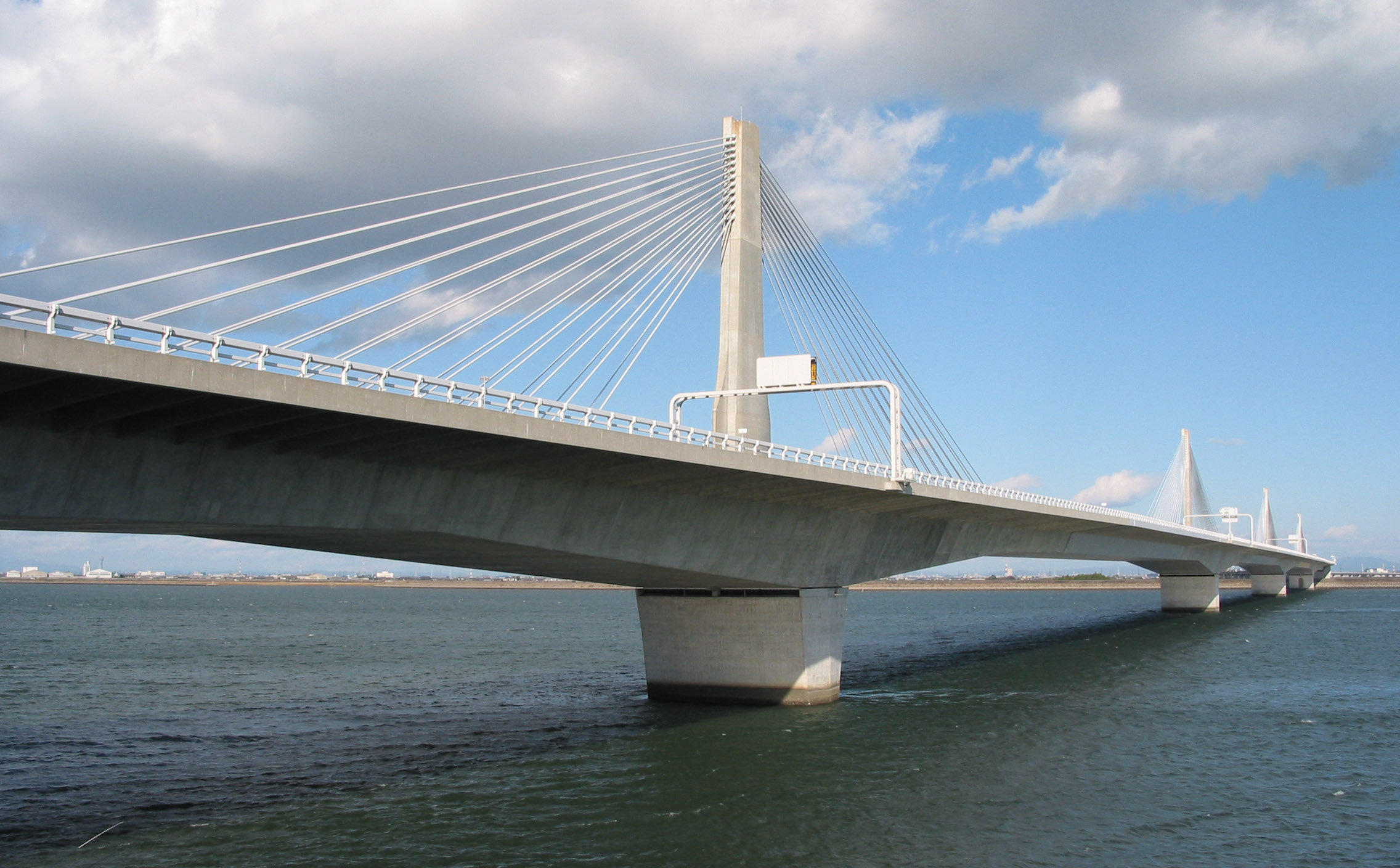
湾岸木曽川橋
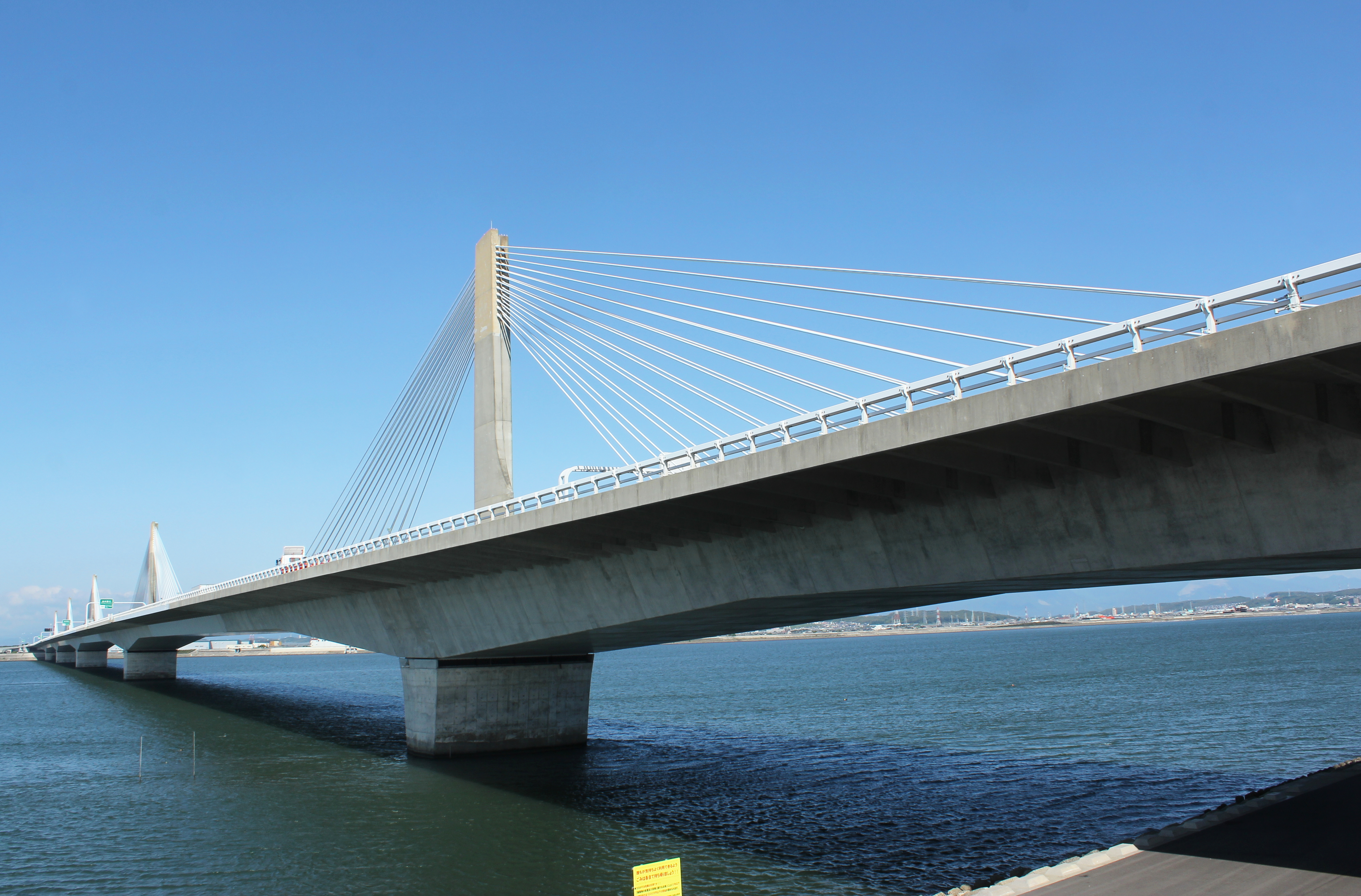
湾岸揖斐川橋

| 区間                      | 構造物名             | 長さ   | 形式                           |
| 豊田東JCT - 豊田東IC      | 豊田アローズブリッジ | 820 m  | PC・鋼複合斜張橋               |
| 東海IC - 名港潮見IC       | 名港東大橋           | 700 m  | 鋼斜張橋                       |
| 名港潮見IC - 名港中央IC   | 名港中央大橋         | 1170 m | 鋼斜張橋                       |
| 名港中央IC - 飛島IC       | 名港西大橋           | 758 m  | 鋼斜張橋                       |
| 弥富木曽岬IC - 湾岸長島IC | 湾岸木曽川橋         | 1145 m | PC・鋼複合エクストラドーズド橋 |
| 湾岸長島IC - 湾岸桑名IC   | 湾岸揖斐川橋         | 1397 m | PC・鋼複合エクストラドーズド橋 |

当該道路はそのほとんどが市街地を通過することから、路線も高架橋主体である。そして当該道路は第二東名（新東名）、第二名神（新名神）の一部であることから、第二東名と第二名神に課せられた低コスト化および工期短縮の要請を反映することになった。そのために木曽川、揖斐川横断ではエクストラドーズド橋を採用し、陸上高架橋ではPC箱桁橋を採用したほか、鋼橋では主桁本数を削減して人件費抑制に努めた。これは、人件費が鋼材価格よりも低かった時代の工法をそのまま人件費が鋼材価格を上回る時代に応用すると、溶接に要する期間が長引くことで人件費が高額となることから、溶接箇所を出来るだけ減らすために主桁本数の削減に踏み切ったのであった。なお、鋼材の組み立て方法として、ボルト接合よりも現場溶接を優先するのは、塗膜の劣化は添接部から発生するというデータに基づくからである。

プレキャストセグメント工法によるPC箱桁橋（愛知県弥富市鍋田の鍋田高架橋：左写真）。一見すると主桁はコンクリートで一体的に構築されたように見えるが、実際は輪切りの主桁（セグメント：右画像のブロック）をケーブルで連結して数珠つなぎとしたものである。セグメントに設けられた複数の穴にケーブルを通して連結する。セグメントの突起はせん断キー、スラブキーと呼ばれ、片面は凸、もう片面は凹の形状で、これがかみ合うことでセグメント相互の位置を正しく固定し、一体性を確保する。図のセグメントの重量は80トンである。

また、PC箱桁橋においては、主桁を輪切りにしたブロック（セグメント）を現場ヤードで製造しながら直接架橋地点に輸送してケーブルで継ぎ合わせるプレキャストセグメント工法（Pre-Cast:あらかじめ製作された、Segment:分割された部材）を採用した。当該工法は道路建設に一貫生産ラインの工場を持ち込んだようなもので、橋脚建設近傍の広大な敷地内で次々と輪切りのPC箱桁が大量生産され、従来型の手作りの部分が多かった橋の建設はライン化されることで人件費低減につながり、併せて品質のばらつきや天候による工事日程の遅れも回避されることとなった。さらに、橋脚等の下部工とセグメントが同時進行で仕上がるために工期の大幅短縮に寄与した。特に有料道路事業では安価な建設費で早く造って早く供用することが命題であるため、当該工法はこの点でも大変有利であった。
こうした利点の多いプレキャストセグメント工法も、施工延長が長く取れないことや、セグメント製作ヤードが確保できない等の理由により、これまで大規模に採用された例は少なかった。しかしながら、第二名神区間の湾岸弥富IC付近 - みえ川越IC間では本線に隣接、ないし近接して広大なストックヤードの確保が可能で、かつ大型トレーラーにおけるセグメントの運搬が可能であること、また、河川横断区間を除いて支間をコントロールする物件が少ないことで、ほぼ同一支間、同一形式の橋梁を連続させられること（弥富高架橋で1.5 km）があることも踏まえて大幅採用に踏み切ったものである。特に長島高架橋のストックヤードは、湾岸長島パーキングエリア、インターチェンジとなる用地を有効活用している。
なお、みえ川越IC - みえ朝日IC間の古川高架橋は、市街地に建設されることもあって広大なヤードの確保が不可能であった。ヤードが確保出来ないことは、工場でセグメントを製作のうえ現場まではトレーラーによる運搬となるが、従来型のセグメントは巨大かつ80トンの重量があり、このままでは法的な制約から公道による輸送は不可能である。よって本高架橋では、セグメントを3分割のうえ最も重量のある中央部を30トン以下まで軽量化することで公道輸送を行なうこととした。この結果、弥富、長島高架橋では本線直近のストックヤードからの輸送であったものが、古川高架橋では本線からおよそ遠く離れた滋賀県神埼郡能登川町（現、東近江市）や三重県多気郡明和町の工場からの公道輸送を可能とした。古川高架橋の成功は現場近傍にヤードを確保出来ない市街地や山間部でもプレキャストセグメント工法による構築の可能性を示すことになった。また、豊田市の一部と安城市内の通過ルート（上和会高架橋、安城高架橋）も市街地を通過するため、セグメントは工場直送とされた。ただし古川高架橋と異なり、セグメントは片幅員2箱桁により構成されている。よって幅員31 mの断面に4つのセグメントが居並ぶ特異な光景となっているが、これも工場製作と公道輸送を可能とするために知恵を絞った結果である。
セグメント両側の壁面を「ウエブ」と呼ぶが、これがコンクリート製である場合はコンクリートウエブ、鋼板製で波形である場合は波形鋼板ウエブと呼ぶ。湾岸弥富IC - 弥富木曽岬IC間ではこの波形鋼板ウエブが支間長の長い区間で採用された。波形鋼板ウエブの特徴はコンクリートウエブに比べて10 - 20 %軽量化できることから主桁の自重を抑えて支間長を長く取れること、および波形であることでせん断や座屈に対して高い耐荷力を発揮できることである。だが当該区間で波形鋼板ウエブが採用されたのは主として外ケーブルと内ケーブルの施工性によるものである。支間長の長いプレキャストセグメント工法の場合、コンクリートウエブではケーブル本数が多く、これが中間支点へのケーブル定着が複雑化して施工が困難と判定され、結果的にケーブル本数が少なくて済む波形鋼板ウエブが採用された。採用に先立って同方式で施工された東海北陸自動車道本谷橋のデータを参考として、プレキャストセグメント工法としては世界初の波形鋼板ウエブによる工法が確立された。
陸上高架橋のギャラリー

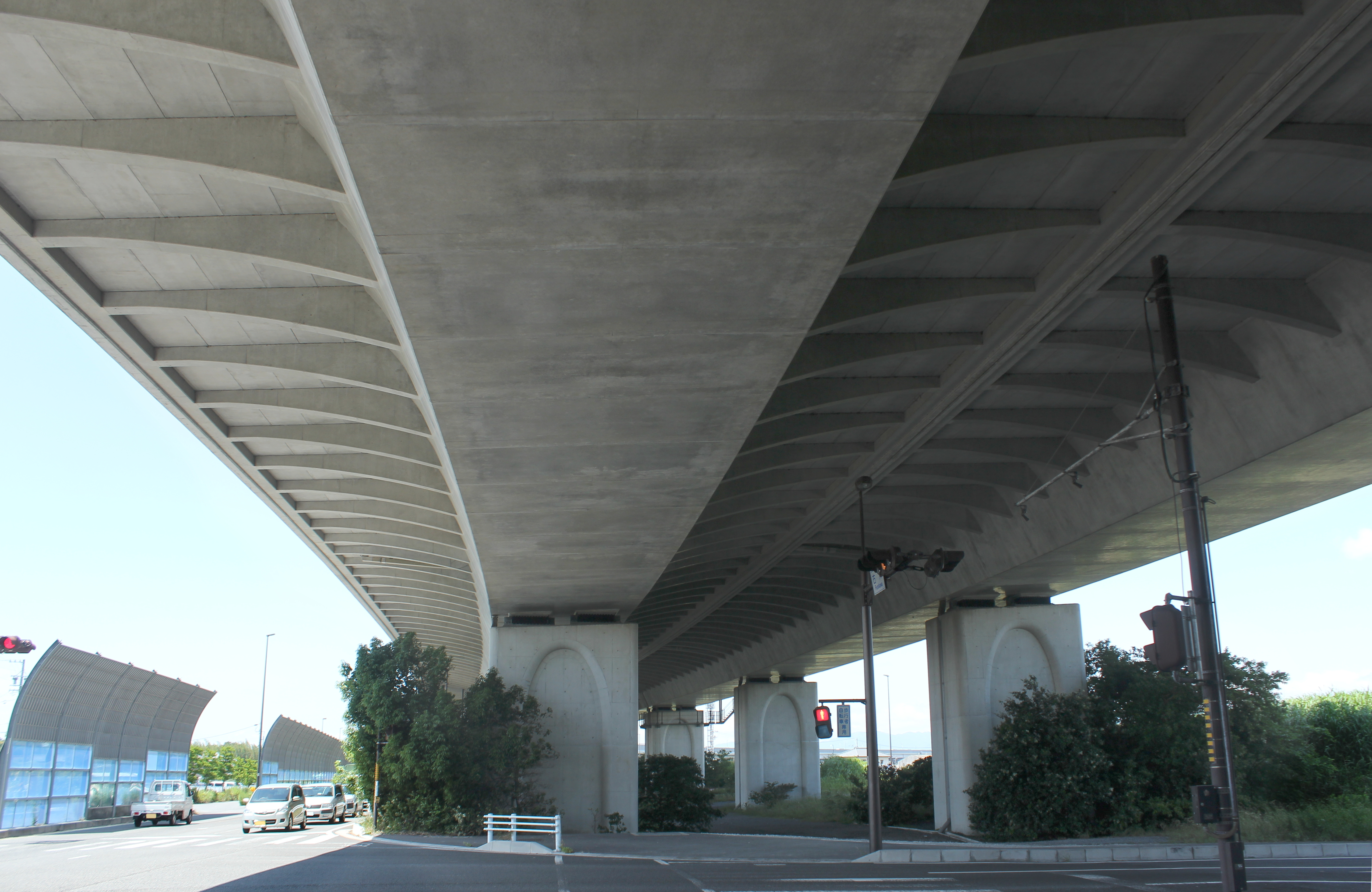
両端のリブが特徴的な古川高架橋。周辺景観との調和のため、リブは曲線とした[260]。
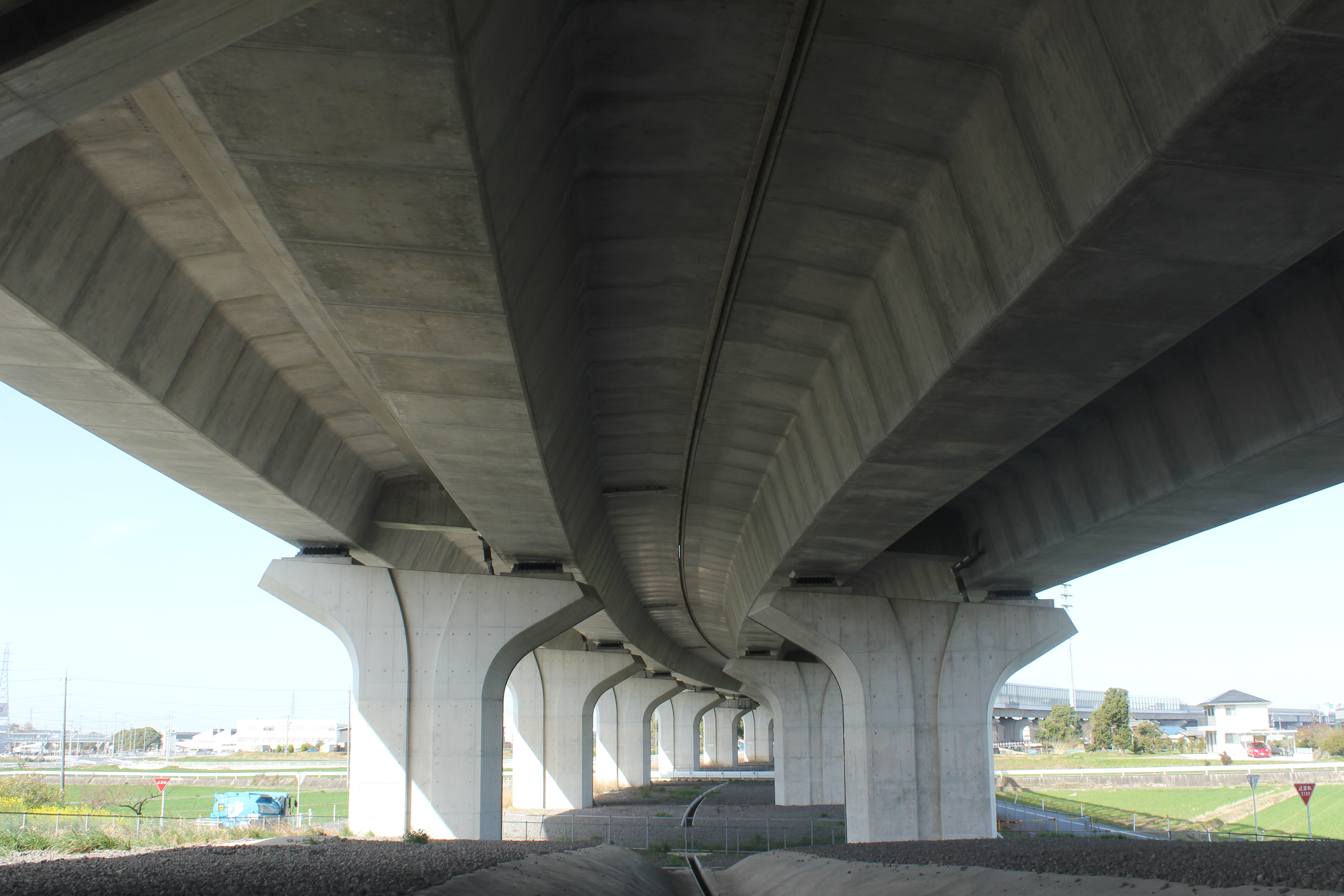
幅員31 mの道路内に箱桁が4つ居並ぶ安城高架橋。
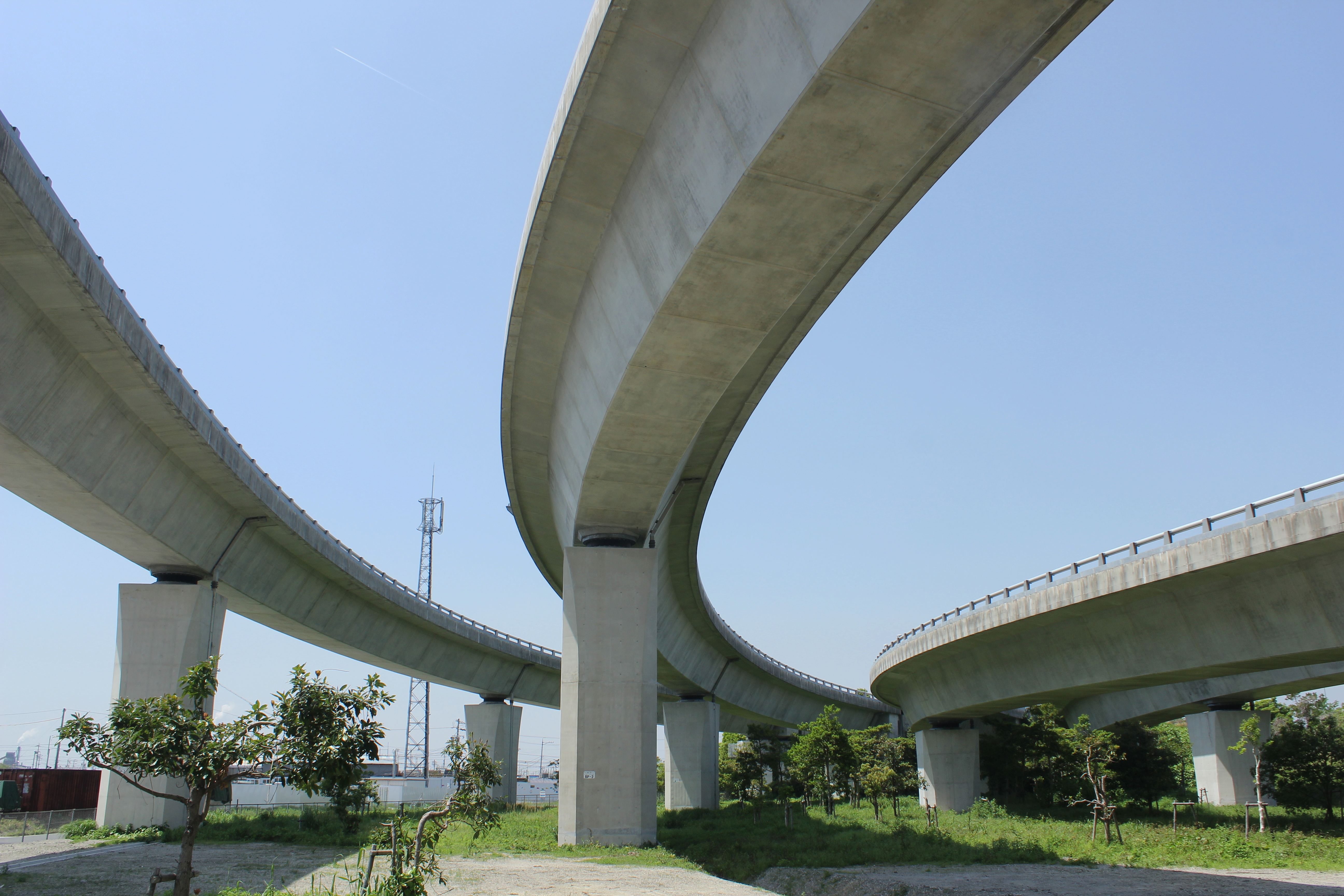
プレキャストセグメント工法による曲線形状と勾配が特徴の川越高架橋（みえ川越IC付近）[261]。
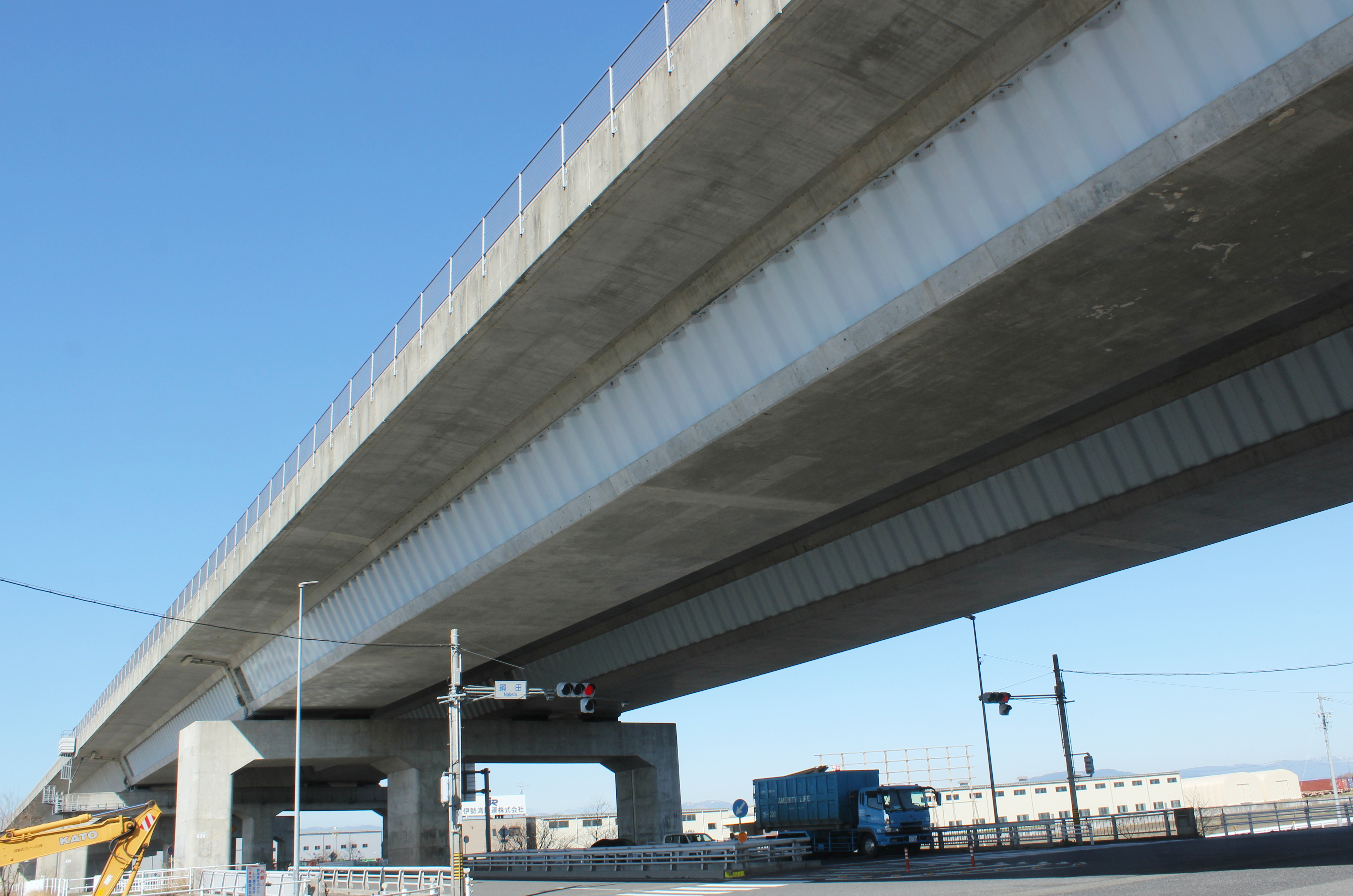
鍋田高架橋の支間長の長い区間では波形鋼板ウエブを採用した[255]。
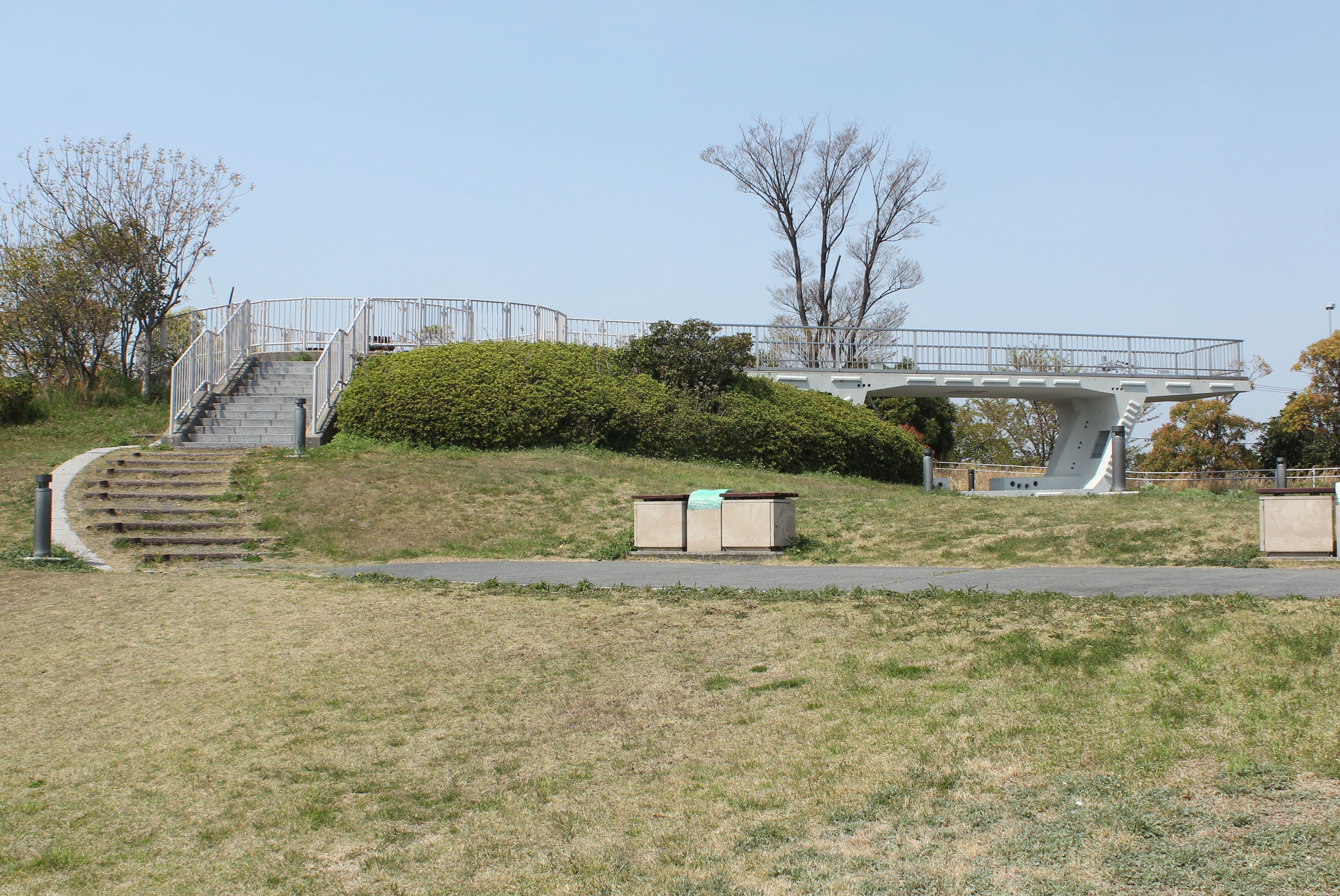
湾岸長島PA（下り線側）の展望台には第二名神建設で使われたものと同型のセグメントが使用されている[232]。

### 土工区間

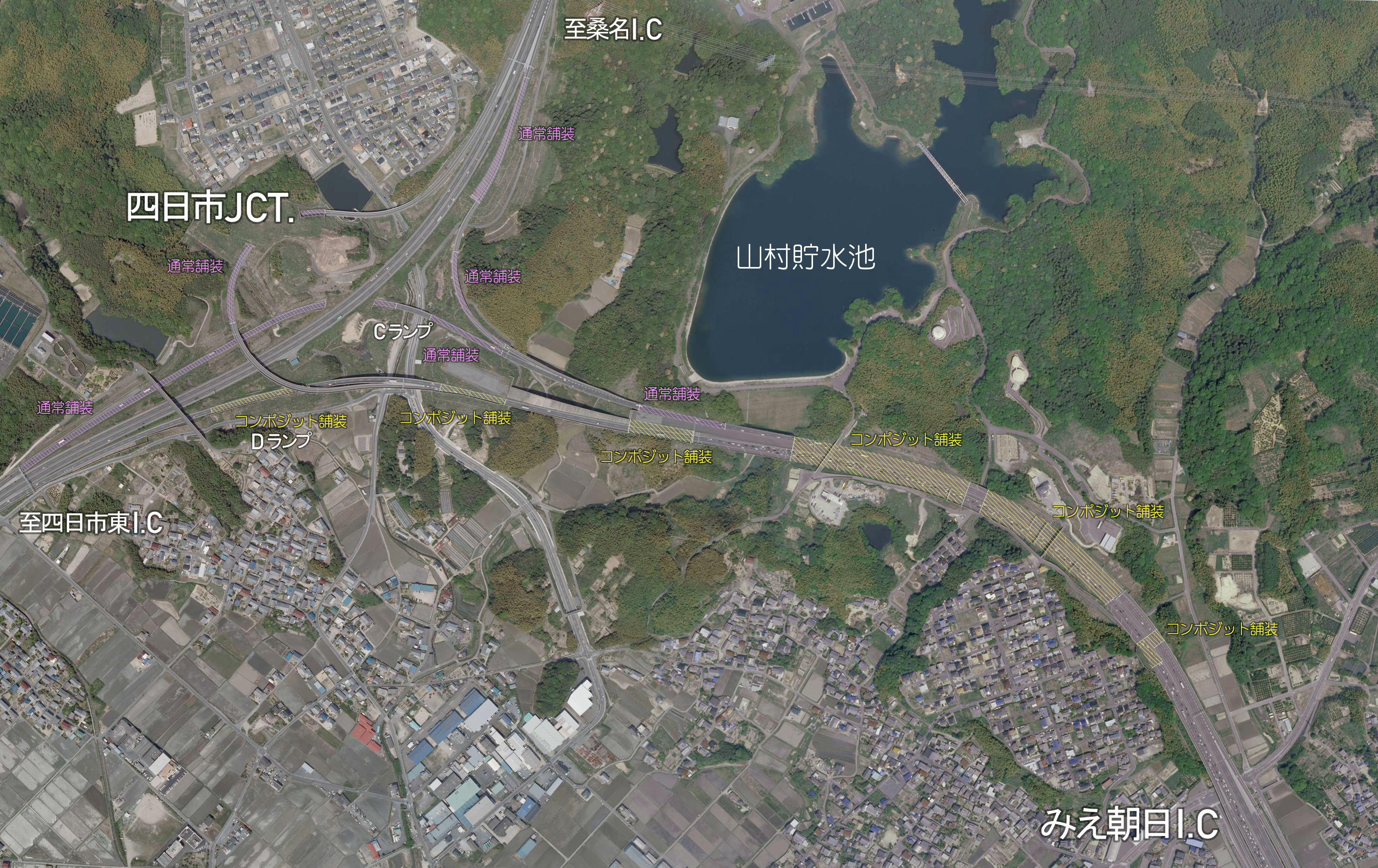
みえ朝日IC - 四日市JCT間における舗装区分。当区間は土工部と橋梁部が交互に介在することから、コンポジット舗装区間は数か所に分断されている。ジャンクションでは重交通が期待できるCランプとDランプが比較対象に選ばれ、Dランプをコンポジット舗装とした。

路線に占める橋梁の比率が圧倒的に高い伊勢湾岸自動車道であるが、土工（盛土）区間も少なからず存在する。起点の豊田東JCT、豊田東IC、刈谷PA、名古屋南JCT/IC、終点の四日市JCT付近に設けられている。
土工区間で特筆することは、2003年（平成15年）に開通したみえ朝日IC - 四日市JCT間においてコンポジット舗装の試験施工が行われたことである。コンポジット舗装とは、交通量の多い重交通路線において、度重なる通過車両の荷重により路面が変形することを抑えるための、鉄筋コンクリートを活用した舗装のことである。最下層の路盤と最上層のアスファルトの間に鉄筋コンクリート版を挟むことで、走行性と耐久性、容易な補修作業を実現できるものとされる。舗装とは、いくつもの層によって構成されており、従来は下層に石（砂利）の層を幾重にも築き、上層にアスファルトを敷き詰める工法が主流であった。やがて1980年代半ばも過ぎる頃、高速道路において流動わだち掘れが発現し、これに伴う路面の変形が表層以下の深い層まで達することが確認されるに至り、高速道路の土工区間において何らかの対策を講じる必要に迫られた。それというのも、路面の変形が上層だけならばアスファルトの打替えだけで済み、比較的短期間で修繕可能であるが、変形が路盤等の下層まで及ぶと長期間の工事が必要となり、通行止めないし、昼夜連続規制などの対処が必要となって渋滞が避けられない状況となる。従来の舗装技術では短期間の変形が伴うことから、長期的耐久性に優れ、メンテナンスに要する費用低減に資するコンポジット舗装に注目があつまることとなった。
高速道路におけるコンポジット舗装の先駆は、1990年（平成2年）11月開通の山陽自動車道の河内IC - 西条IC間である。アスファルトの下に鉄筋コンクリート版を15センチメートルの厚さで構築したが、アスファルト舗装に対して高い耐久性を示したものの、補修を要するひび割れ（クラック）が発生するなど課題が残った。引き続きコンポジット舗装のデータ収集のために館山自動車道、山陽自動車道の別区間で試験施工のうえ継続調査した結果、コンポジット舗装の流動わだち掘れの進行量は通常のアスファルト舗装の半分以下、ひび割れの速度も抑えられ、補修サイクルはアスファルト舗装の1.5倍以上長く設定出来ることなどが判明し、併せてコンポジット舗装の設計手法が確立されるに至った。この新しい設計基準において長期耐久性の試験施工区間に選ばれたのが伊勢湾岸自動車道のみえ朝日IC - 四日市JCT間における土工区間であった。特に本区間が選ばれたのは、東に第二東名（新東名）、西に東名阪自動車道に挟まれることから、最新の設計によるコンポジット舗装における重交通が期待できるためである。
本区間におけるコンポジット舗装の目的はあくまで長期耐久試験であることから、従来の通常舗装とコンポジット舗装との比較検証が必要なこともあって、四日市JCTのCランプを通常舗装に、Dランプをコンポジット舗装とした。比較をほかのランプや本線ではなく、CとDのランプによった理由は、高盛土区間があり、交通量も多く（伊勢湾岸自動車道と東名阪自動車道亀山方面の相互交通）、車線利用状況の相違が本線よりも少ないためである。一方で本線は原則的にコンポジット舗装としたが、土工区間と橋梁が交互に連続することからコンポジット舗装は数か所に分断された。このコンポジット舗装は名古屋南JCT/IC付近の土工区間でも採用されている。

### 環境対策

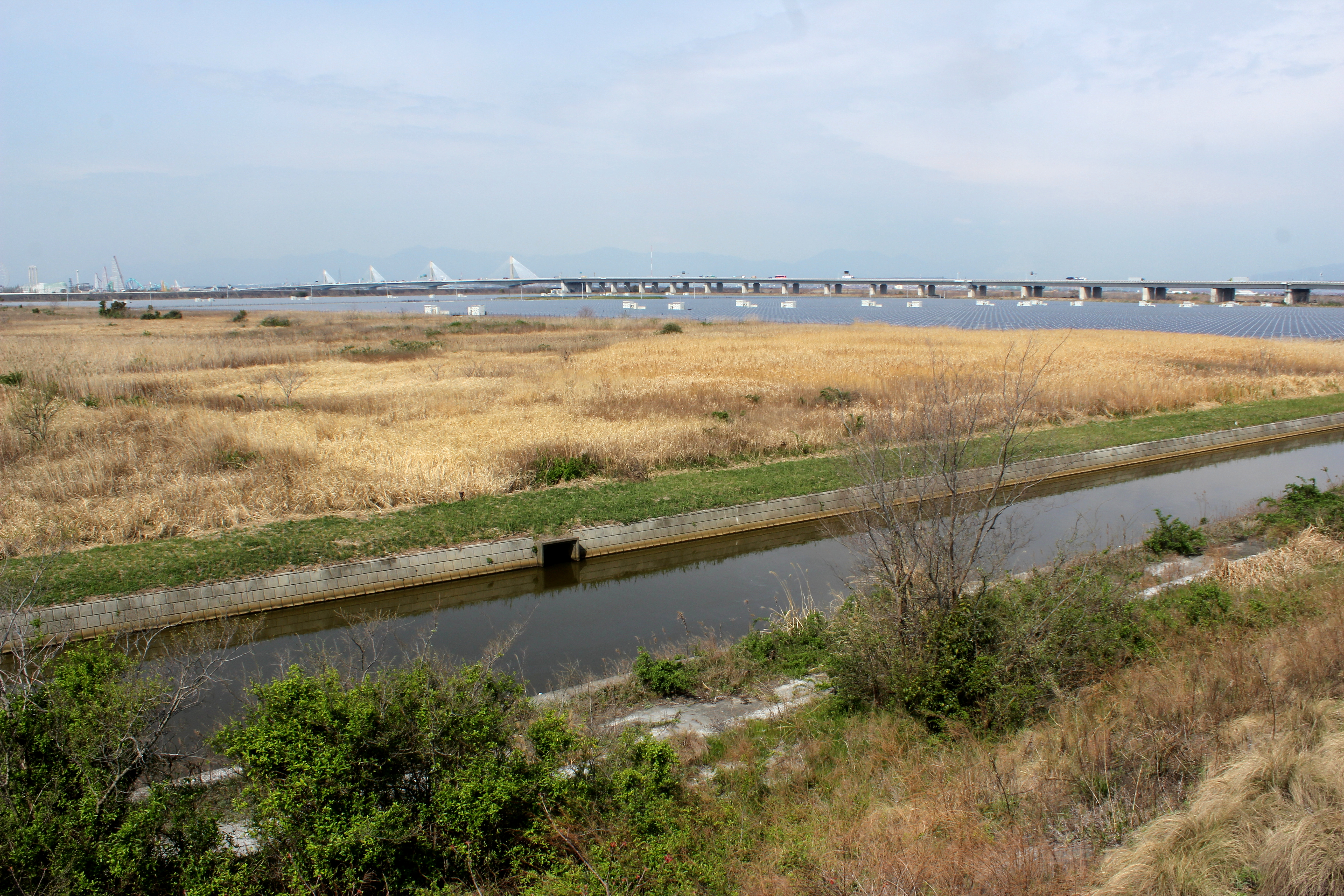
木曽岬干拓地と木曽川通過地点。1994年6月に県境問題は一応の決着をみたが、当該区域の都市計画は未決定のままである。画像手前の水路より少し奥が県境である。

伊勢湾岸自動車道は都市圏に敷設されていることもあって路線の大部分が都市計画区域に跨がり、そのため環境影響評価（環境アセスメント）を実施のうえ都市計画決定を行なっている。
環境影響評価の実施は高速自動車国道の新設において義務づけられているもので、開発を決定する前に公害の防止、自然環境保全の観点から調査、予測のうえ、代替案を検討し、その選択過程を公衆に情報公開して意見表明の機会を与え、それを踏まえて最終的な意思決定に反映させるために行なっている。都市計画手続きはこのアセスメント手続きと同時に実施されている。これらの手続きを通すことで、沿道住民に対しての情報公開と事業に伴う環境リスクを明らかにしている。高速道路を造ろうという時に、完成してから公害の存在や自然破壊に気づいても遅いことから、公害や自然破壊に至らないかを計画段階で見極めることが環境影響評価実施の意義である。
なお、唯一都市計画決定されていないのは木曽岬干拓地と木曽川横断区間約2.6 km（弥富木曽岬IC付近 - 湾岸長島IC付近）で、当区間のみ事業アセスメント対象とされた。都市計画未決定の理由は定かではないが、1960年代に発現した三重県と愛知県の木曽岬干拓地における県境問題に原因があるとされる。
以下、伊勢湾岸自動車道の環境対策を列挙する。

#### 騒音・日照対策
| 画像左:大型分岐型遮音壁の実物大モデル（豊田市花園町の若園緑地）。背後は当該遮音壁を用いた伊勢湾岸自動車道の豊田南IC付近。画像右:先端部をトナカイの角のように左右に分岐させることで、音の多重回帰、相互干渉作用を生じさせることで騒音を低減する。 |  | 画像左:大型分岐型遮音壁の実物大モデル（豊田市花園町の若園緑地）。背後は当該遮音壁を用いた伊勢湾岸自動車道の豊田南IC付近。画像右:先端部をトナカイの角のように左右に分岐させることで、音の多重回帰、相互干渉作用を生じさせることで騒音を低減する。 |
| 画像左:大型分岐型遮音壁の実物大モデル（豊田市花園町の若園緑地）。背後は当該遮音壁を用いた伊勢湾岸自動車道の豊田南IC付近。画像右:先端部をトナカイの角のように左右に分岐させることで、音の多重回帰、相互干渉作用を生じさせることで騒音を低減する。 |  | |

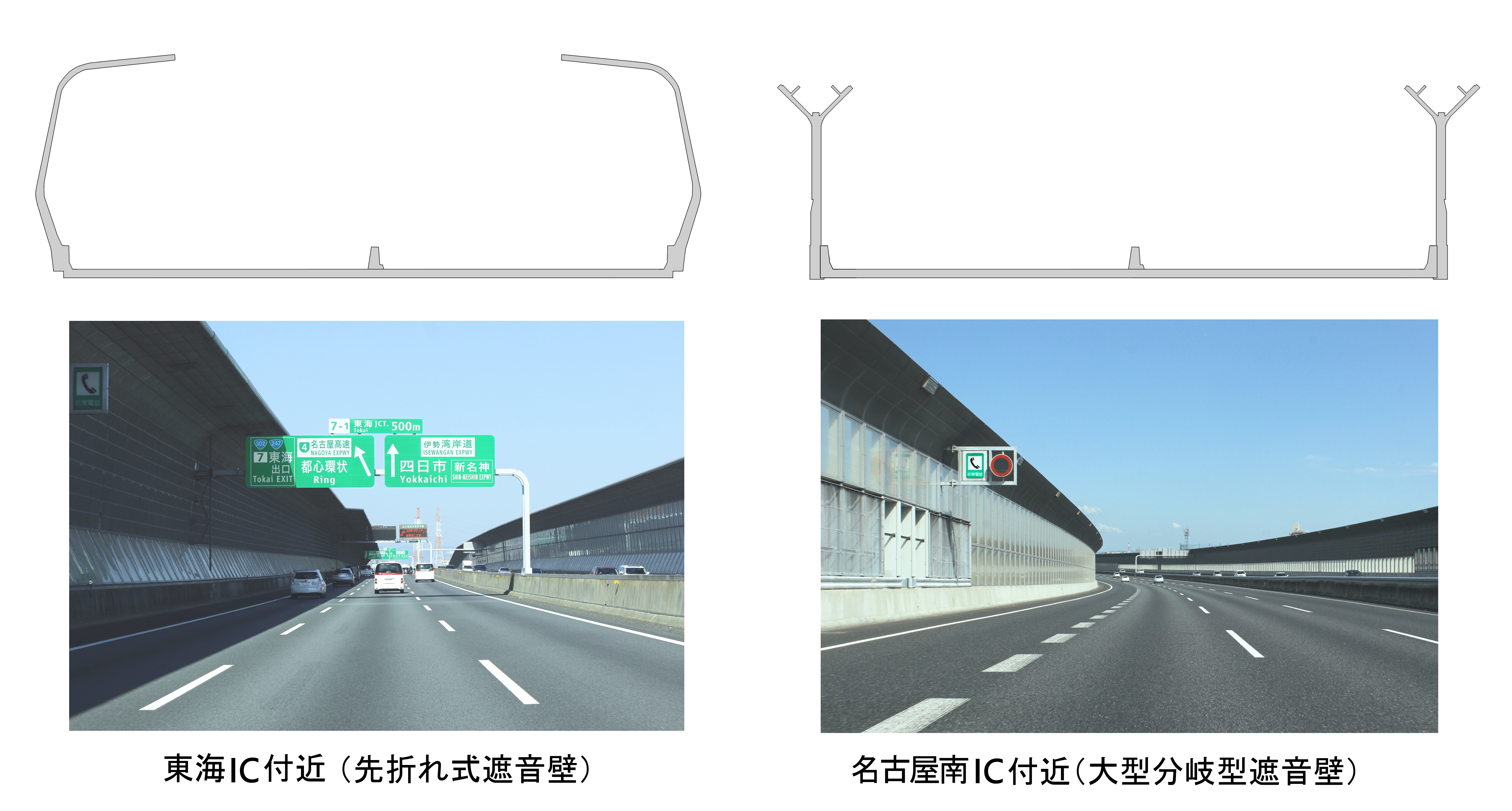
伊勢湾岸自動車道で採用された遮音壁2例。左は東海IC付近で採用された高さ8 mの先折れ式遮音壁。右は名古屋南IC以東で採用された大型分岐型遮音壁。
図典拠：『プレストレストコンクリート』vol.40 No.2 1998年3月、20頁・『ハイウェイ技術』2004年8月、20-27頁

伊勢湾岸自動車道として最初に供用された東海市、大府市では通過ルートを対象とした環境アセスメントを実施したところ、場所によっては環境保全目標の50ホンを上回ることが明らかとなった。このことから、先折れ式の高層遮音壁（高さ8 m）を連続設置して目標値以下に押さえ込むことになった。これは地元住民を対象とした説明会で明らかにされた。なお、沿線は電波障害も懸念されることから、有線化対策工事も実施している。また、路面はタイヤ音と路面水を吸収する舗装を施し、走行音の低減に努めた。
後年開通した名古屋南JCT以東は日本道路公団とブリヂストンが共同開発した大型分岐型遮音壁を採用し、先折れ式と比較してコスト3割減と経済性が向上した。一見するとY字型に見える遮音壁だが、先端部でさらに細かく分岐している。音波は障害物に接触するとその裏に回り込もうとする回折という性質があり、音波はその性質から大型分岐型遮音壁の枝分かれした先端部分を何度も回り込みながら進むことになる。結果、長い距離を進むことになり、その間に先端部に貼り付けられた吸音材によって騒音が吸収されていく仕組みである。また、枝分かれした先端部を通過することで反響した音が互いに打ち消し合う「干渉」効果もある。当該遮音壁の施工に先立ち、第二名神の弥富市内の区間で試験施工を行なってから第二東名の本区間で施工された。なお、名四国道との併走区間は環境影響評価書でも要騒音対策区間としてリストアップされて沿道全域にわたって遮音壁を設置して騒音レベルを環境保全目標値内に押さえ込むことが明記され、当該区間では重点的に大型分岐型遮音壁が設置されている。
遮音壁には近隣の日照を考慮して主に北側にはポリカーボネートによる大型の透光版を設置したほか、南側にはドライバーの閉塞感を緩和するために小型の透光板を設けた。
路線中、住民交渉で難航したのが豊田市花園町、吉原町の住宅地帯通過ルートである。閑静な住宅街に高速道路と並行する一般道路が建設され、それが街を分断することもあって建設阻止に向けた動きが特に強かった。環境アセスメントでは当該地域一帯は高速道路、県道共に騒音抑制のための遮音壁を設置することが明記された。だが、住民側はそれでは不十分として騒音、排気ガスを封じ込めるために地下トンネル化を要望するも、公団は応じず膠着状態が続いたが、都市計画で2.5 mと決定された植樹帯を大幅に拡幅することで住民の譲歩を引き出した。これは並行する一般道路を高架下に入れ込むことで、両サイドの空いたスペースを植樹帯に転用したものである。さらに市によって側道の外側に緑地帯を整備することも併せて決定された。なお、公団は施行命令を受けてから建設予定地に立ち入って設計のための測量はじめ諸々の調査を行ない、その上で設計協議に合意した地域から用地買収に取りかかる。第二東名では1994年（平成6年）から調査が始まったが、当該地域は公団の立ち入りを拒否し、ようやく調査の目処が立ったのは上記の緑地帯拡幅を公団が受け入れた1997年（平成9年）末のことであった。
四日市市では1980年代後半に伊勢湾岸自動車道（第二名神）とは全く関係ない場所（四日市市三滝台）で道路建設に対する抗議が行なわれた。これは閑静な住宅街の隣りを国道1号北勢バイパスが貫くことに対する抗議であったが、北勢バイパスが川越町と朝日町、四日市市の一部区間で第二名神と重複、一体的に計画されていたことから、抗議による計画遅延は第二名神の都市計画決定に影響を及ぼすことになった。県は遮音壁設置で二酸化窒素濃度の環境保全目標をクリアできると主張したが、住民側は反対姿勢を崩さないことから県は住民の同意は無理と判断、都市計画の諮問に移行した。結果、当初予定の1989年（平成元年）12月の都市計画決定が一年遅れの1990年12月にずれ込むことになった。伊勢湾岸道路の三重県サイドの都市計画決定が愛知県（1989年5月決定）より遅れたのはこうした事情からである。

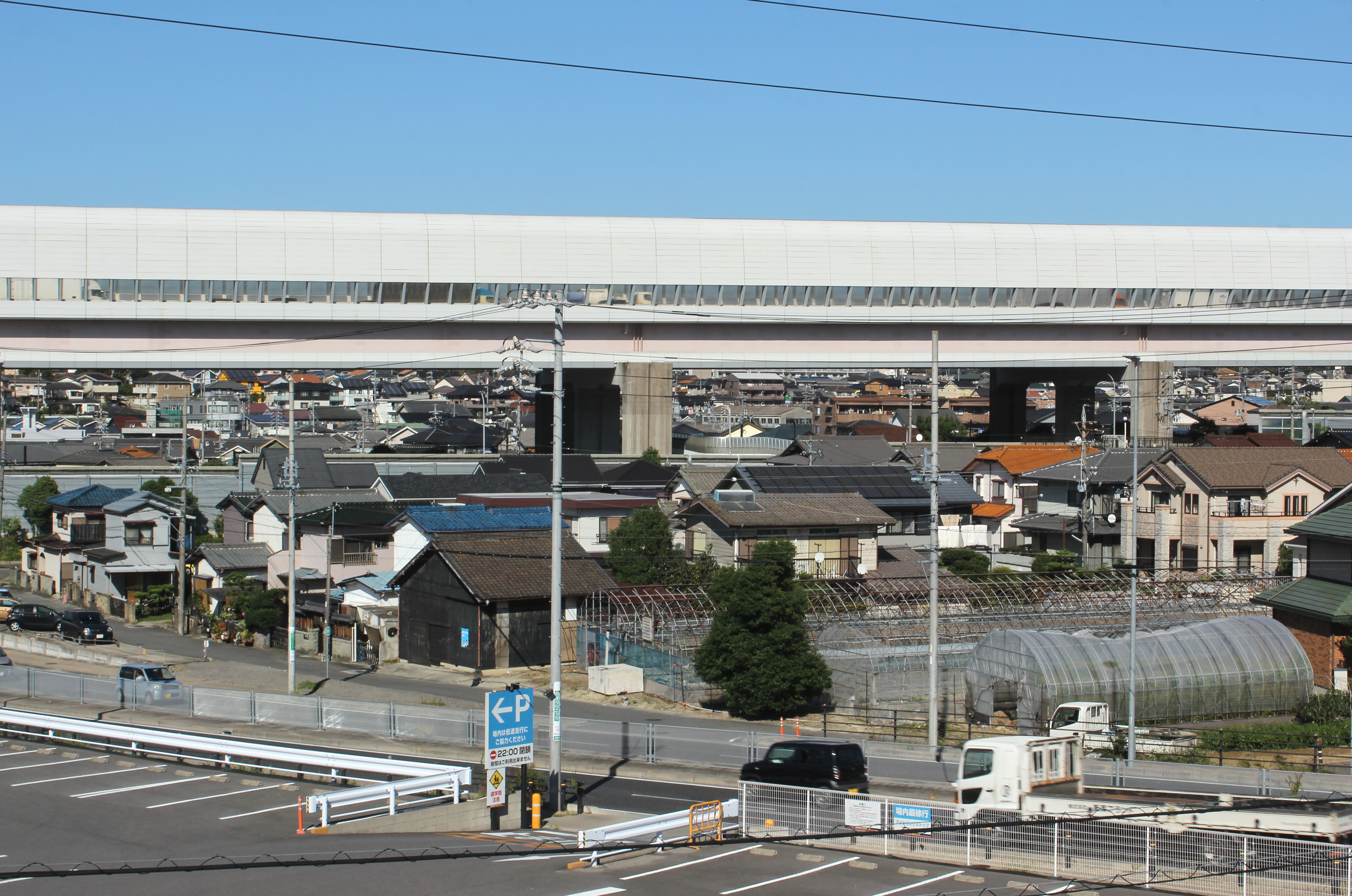
先折れ式遮音壁区間を市街地より望む。住宅街に隣り合うため騒音レベルを基準値以下に押さえ込んでいる（東海市名和町）。
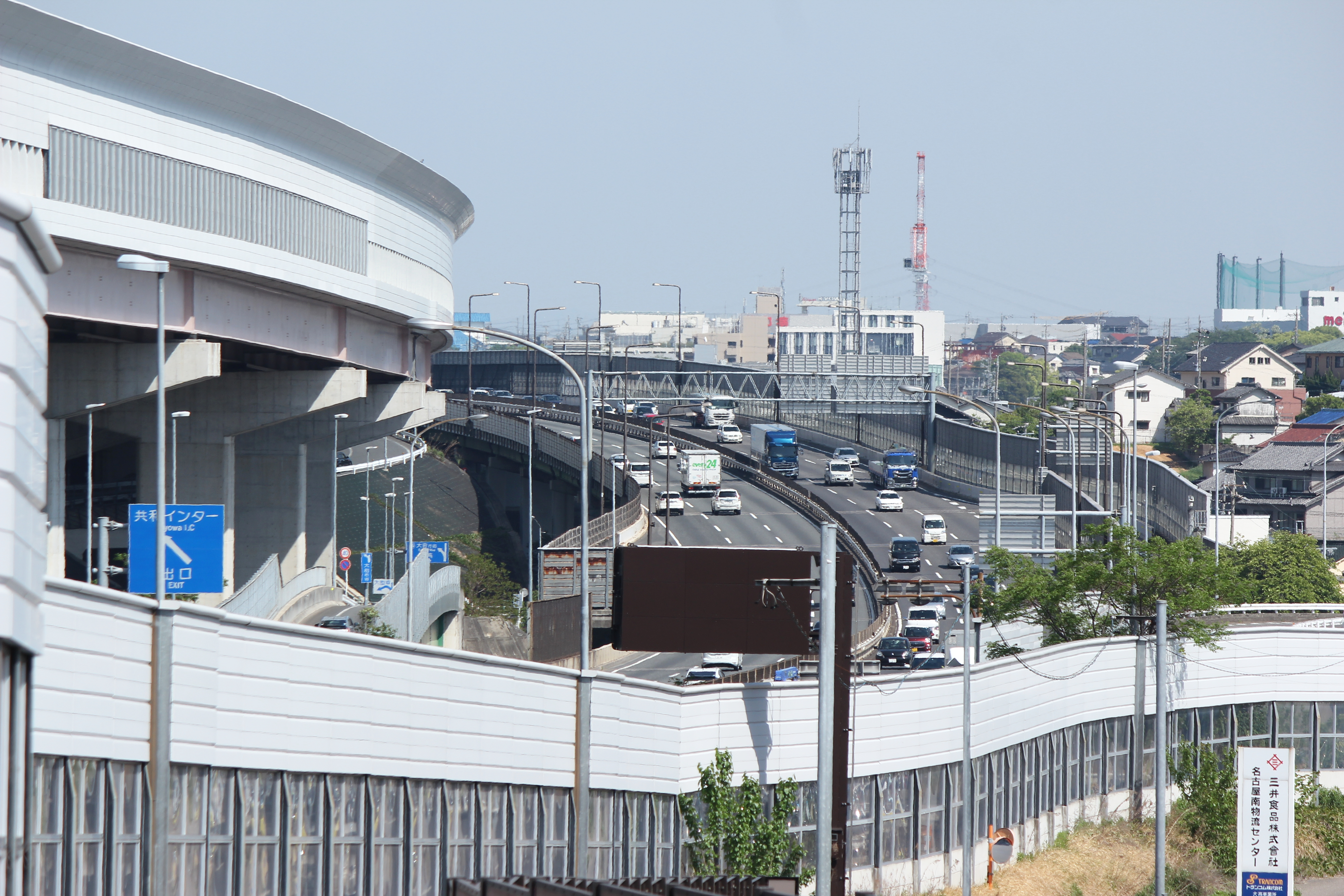
道路幅員約95 mの国道23号名四国道並行部[288]。この付近は特に騒音公害が心配され、第二東名、国道23号共に遮音壁で覆われた[287]（名古屋市緑区）。
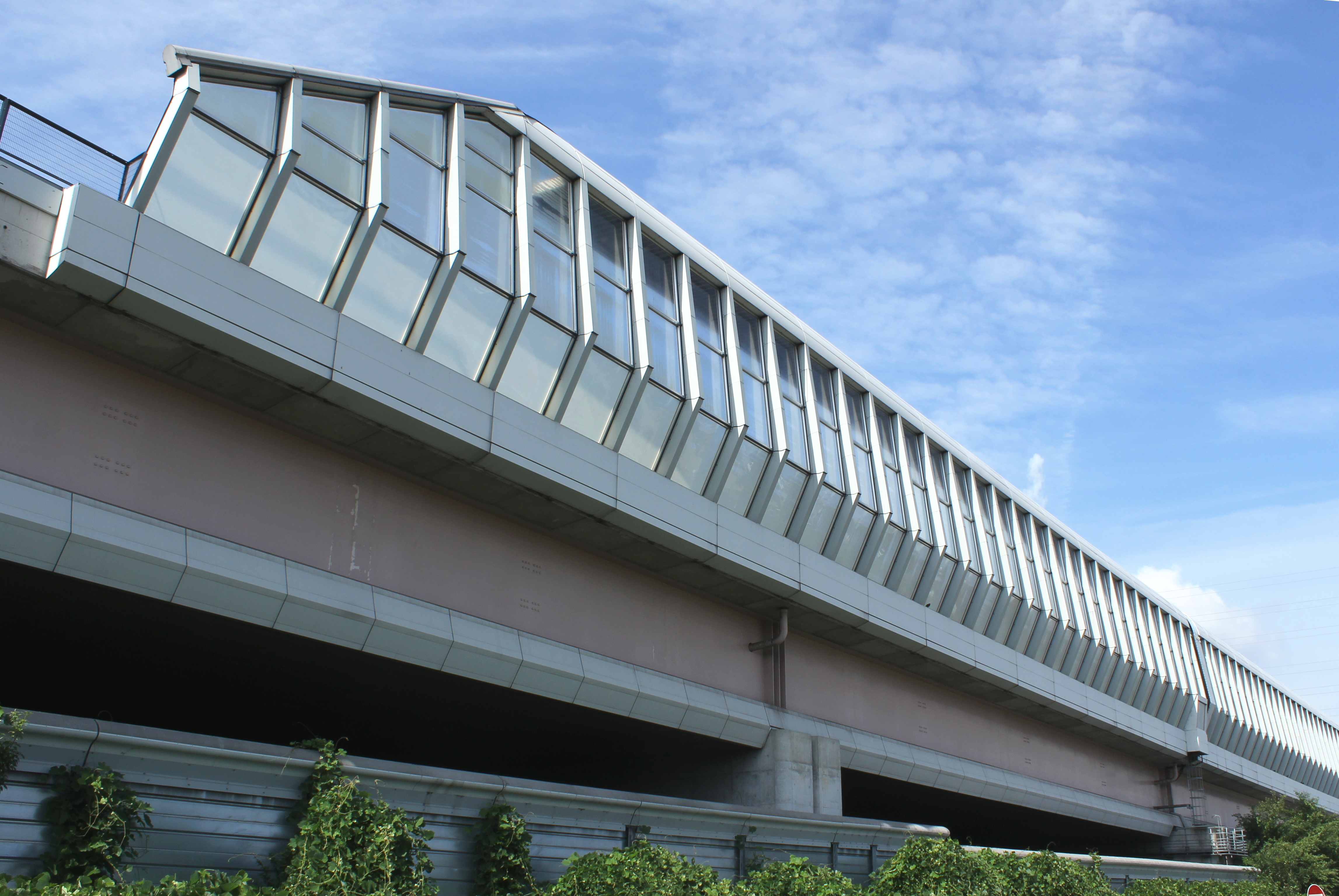
先折れ式遮音壁の北側は透光版を採用して近隣の日照に配慮（東海市名和町）[283]。
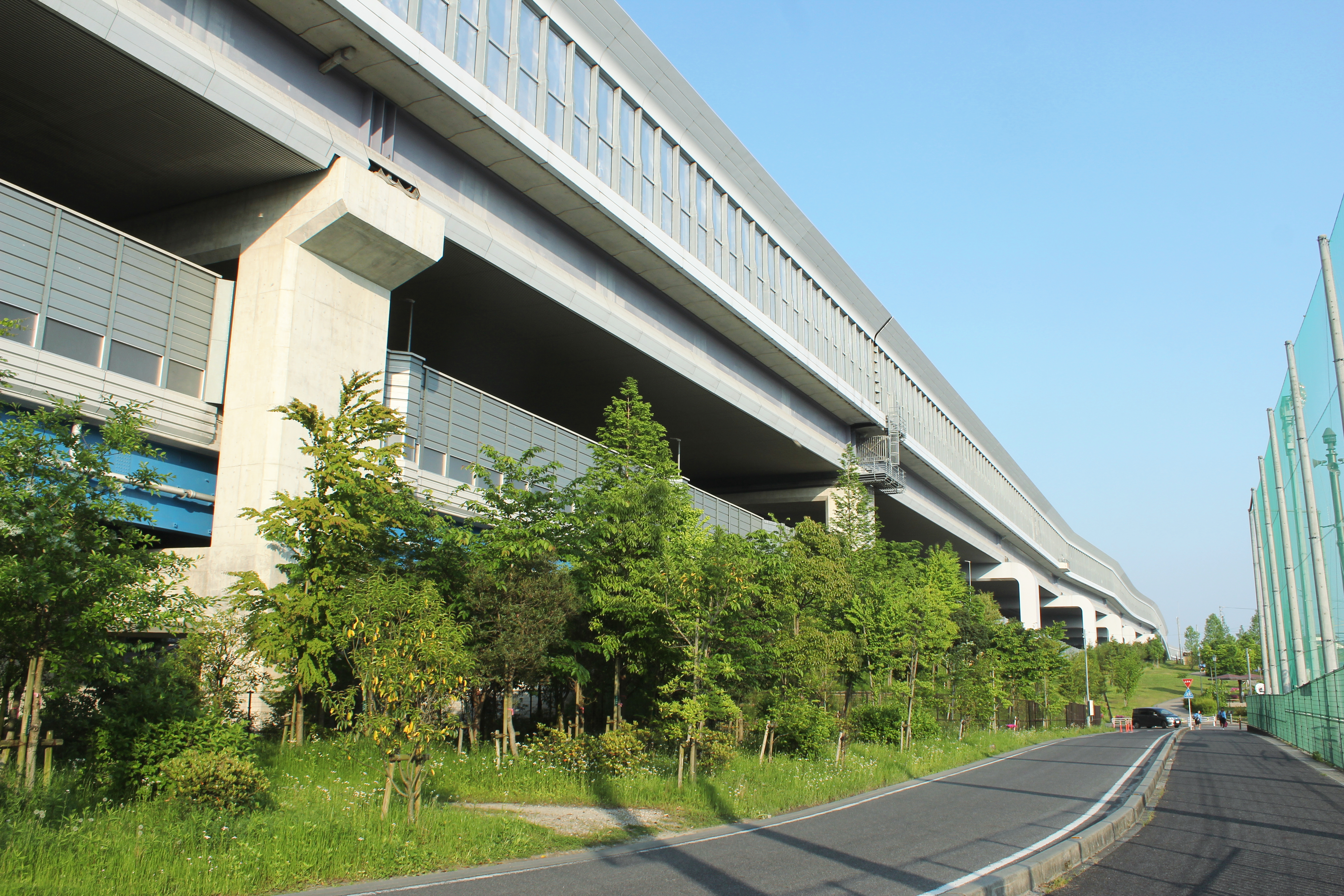
豊田市花園町通過区間は植樹帯の幅員が大幅に拡大された。
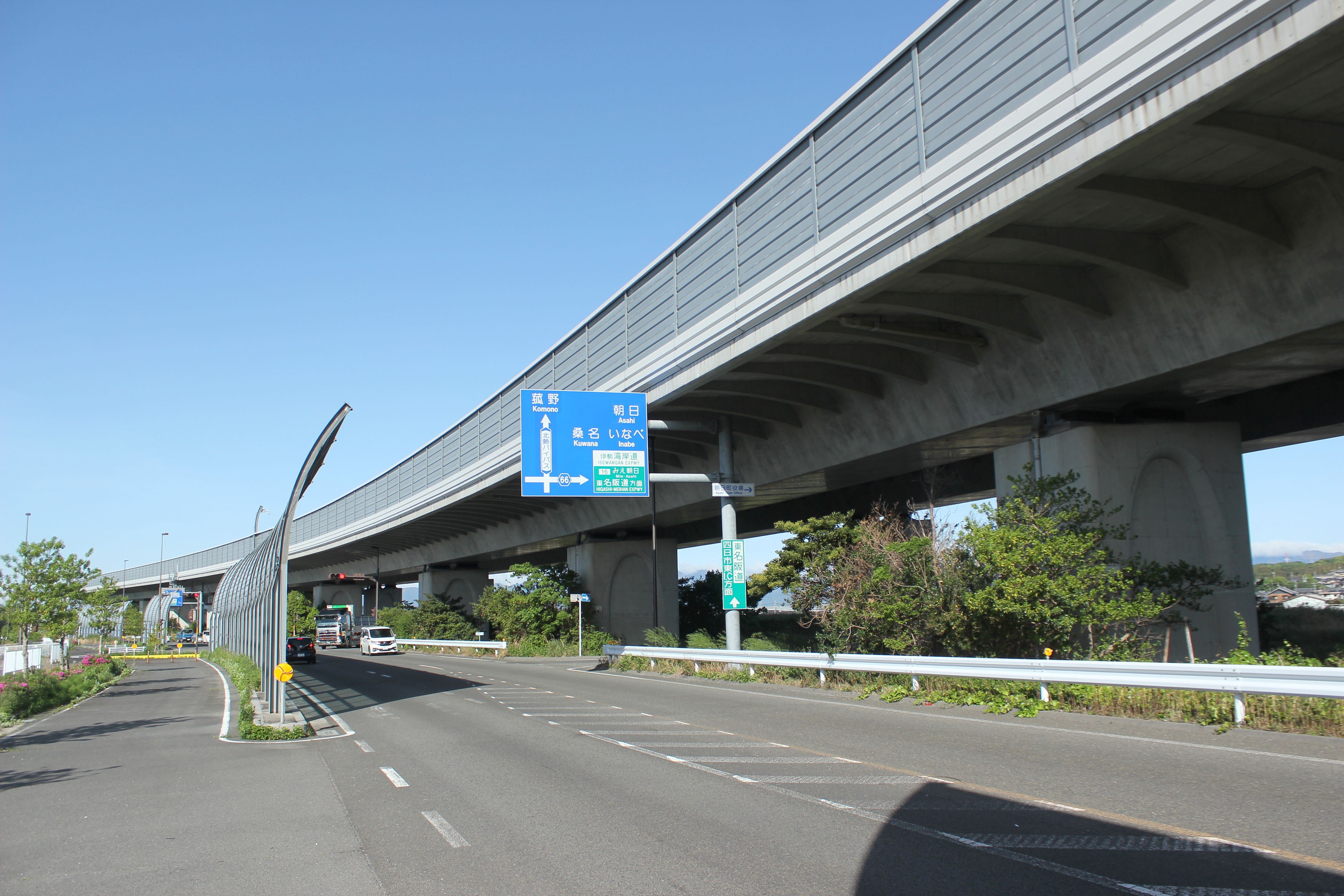
高速道路と一体的に計画された北勢バイパス。住民抗議によって第二名神の都市計画決定が遅れた（三重郡川越町）。

#### 景観
| 画像左:PAと併せてハイウェイオアシスとして岩ヶ池公園と一体的に整備された刈谷ハイウェイオアシス。画像右:テクノフォレストのデザインコンセプトを採用した豊田JCT。橋脚を樹木に見たてている。 |  | 画像左:PAと併せてハイウェイオアシスとして岩ヶ池公園と一体的に整備された刈谷ハイウェイオアシス。画像右:テクノフォレストのデザインコンセプトを採用した豊田JCT。橋脚を樹木に見たてている。 |
| 画像左:PAと併せてハイウェイオアシスとして岩ヶ池公園と一体的に整備された刈谷ハイウェイオアシス。画像右:テクノフォレストのデザインコンセプトを採用した豊田JCT。橋脚を樹木に見たてている。 |  | |

| 木曽川橋と揖斐川橋の主塔とケーブルは歌川広重の東海道五十三次「七里渡口」に描かれた帆掛け船をイメージしている。 |  | 木曽川橋と揖斐川橋の主塔とケーブルは歌川広重の東海道五十三次「七里渡口」に描かれた帆掛け船をイメージしている。 |
| 木曽川橋と揖斐川橋の主塔とケーブルは歌川広重の東海道五十三次「七里渡口」に描かれた帆掛け船をイメージしている。 |  | |

| 画像左:矢作川沿い、および明治用水の右岸取水口付近に敷設された水源公園。付近は水辺環境と一体化している。画像右:豊田アローズブリッジ主塔。水源公園を含めた周辺景観に配慮して水滴をモチーフにしたデザインを採用。 |  | 画像左:矢作川沿い、および明治用水の右岸取水口付近に敷設された水源公園。付近は水辺環境と一体化している。画像右:豊田アローズブリッジ主塔。水源公園を含めた周辺景観に配慮して水滴をモチーフにしたデザインを採用。 |
| 画像左:矢作川沿い、および明治用水の右岸取水口付近に敷設された水源公園。付近は水辺環境と一体化している。画像右:豊田アローズブリッジ主塔。水源公園を含めた周辺景観に配慮して水滴をモチーフにしたデザインを採用。 |  | |

路線は刈谷市内で洲原風致地区の南端を通過する。ここは刈谷市における景勝地であるが、そのために道路高さを極力抑えて景観に配慮している。この付近には岩ヶ池公園と刈谷パーキングエリア (PA) が敷設されているが、もともと沿線にPAを併設する計画はなく、構想が出されたのは第二東名の施行命令が下された1993年頃であった。その有力候補地として刈谷市が選定されたが、従来型のPAは閉鎖的で地元に恩恵を与える効果は無かった。そこで刈谷市は地元にもメリットを与えるために洲原風致地区と一体的に整備することで来客を増やそうとする「ハイウェイオアシス」構想を策定するに至った。そのために岩ヶ池による水辺環境や丘陵の緑を生かし、刈谷市をアピールするにふさわしい景観を目指すための植栽計画や公園形成を行なうこととした。なお、PAは当初、付近住民の交流も考えて高架構造を検討したが、最終的に土盛り構造とされている。
東名高速と接続する豊田JCTは視界の開けた田園風景のただなかに建設され、ジャンクションのデザイン展開にあたっては、この田園風景と巨大人工物の共存、風景づくりが念頭に置かれた。担当デザイナーは橋脚が林立し、その上を道路が駆け巡るジャンクションに悠久の深い森のイメージを掛け合わせて「テクノフォレスト」（Techno forest:構造物の森）というデザインコンセプトを提案した。そこでJCTの森の樹木を表現する手法として、周辺景観と融合する6色を選んでコンクリート製橋脚に着色することにしたが、着色は塗装によらず、顔料をコンクリートに練り込むことで素材感を表現した。顔料は3色を用意のうえ、これを混ぜ合わせて6色に生成し、これをおおまかに3パターン（明るい橙色〈ライトテラコッタ〉、澄んだ黄金色〈ハニーゴールド〉、爽やかなミントの葉の色〈グレイッシュミント〉）にカテゴライズした。これをJCTの中心から同心円状に展開するグラデーションで表現、さらに橋脚に載る主桁は空色を採用して自然の森のように木々の上に広がる大空を表現した。
木曽川、揖斐川に架かるエクストラドーズド橋の景観設計にあたっては、かつて江戸時代にこの付近が東海道五十三次の海路として栄えた歴史に留意することとした。そのことから「七里の渡し」と称した船が帆に風をたなびかせながら航行していたイメージを元に橋梁のデザイン設計を行なうことになった。イメージのベースとなったのは歌川広重の東海道五十三次「七里渡口」に描かれている帆掛け船とした。よって、エクストラドーズド橋の主塔形状とケーブルはこの帆掛け船をアレンジしたものとなっている。ケーブルカラーが白とされたのも帆のイメージに近づけるためである。
自然と人工物を調和させるというテーマは矢作川を横断する豊田アローズブリッジにも適用された。水辺環境をイメージして「アクアリズム」というテーマを設け、水の持つ透明感や水が曲線を描きながら流れるイメージを表現した。
大府市から東海市に至る東海大府高架橋では、橋脚と遮音壁も含めて同一デザイナーに依頼して一体感を持たせた。橋脚はスリムにデザインされ、縦方向に複数のスリットが入った。従来の橋脚と異なり、デザイン的に細くなった橋脚に施工業者は「こんなに細くていいのだろうか」と心配になったとされる。施工側はそのデザインを表現するためにガムテープ、目地棒を駆使して凹凸型に仕上げるなど手間をかけ、なおかつ工事の前年に発生した阪神・淡路大震災による現地の橋脚倒壊を教訓として、強度を増す一環として配筋が複雑化したことから、業者にとっては負担の大きい工事となった。

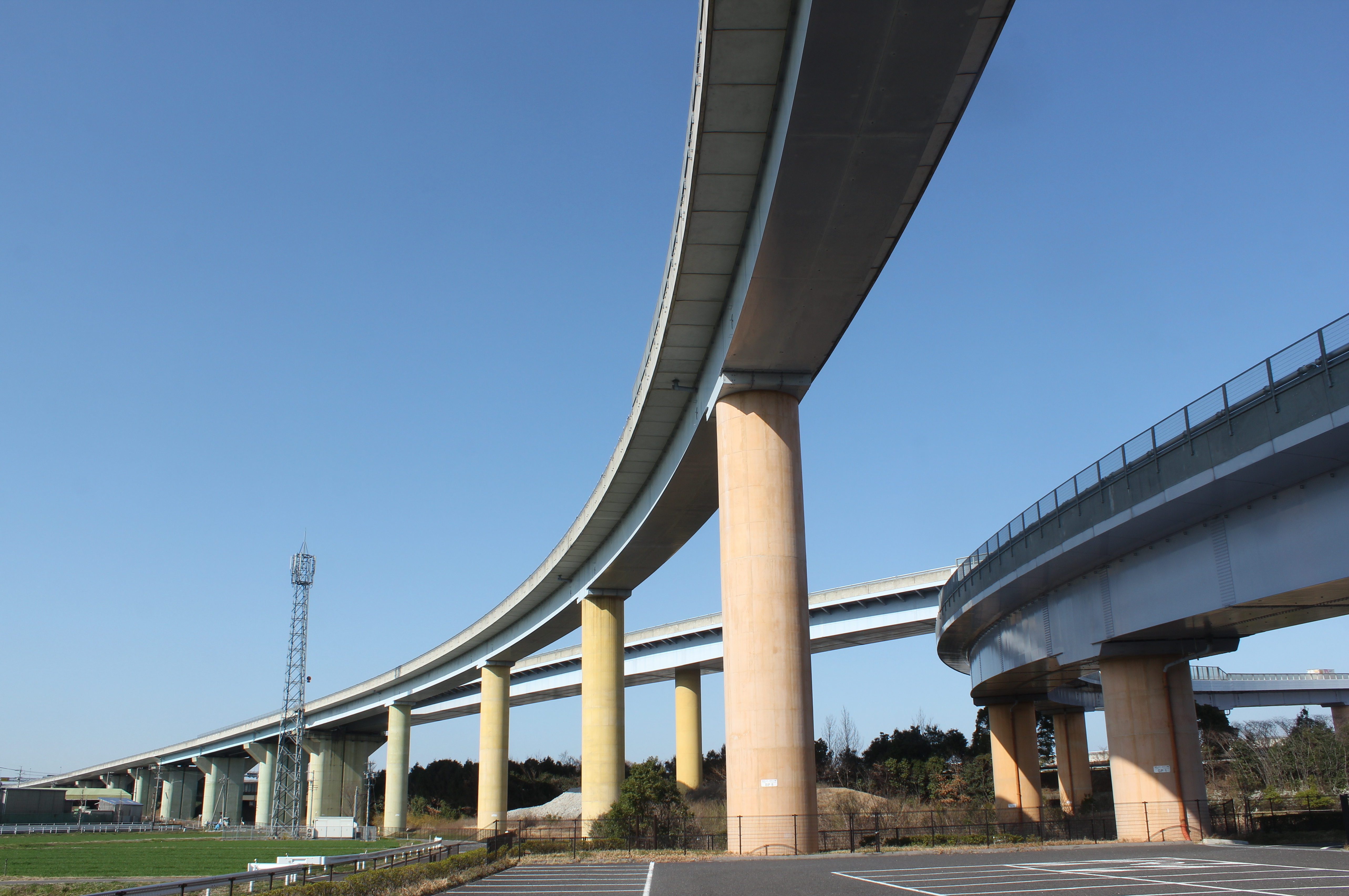
豊田JCTのカラーコンクリートと空色の主桁。
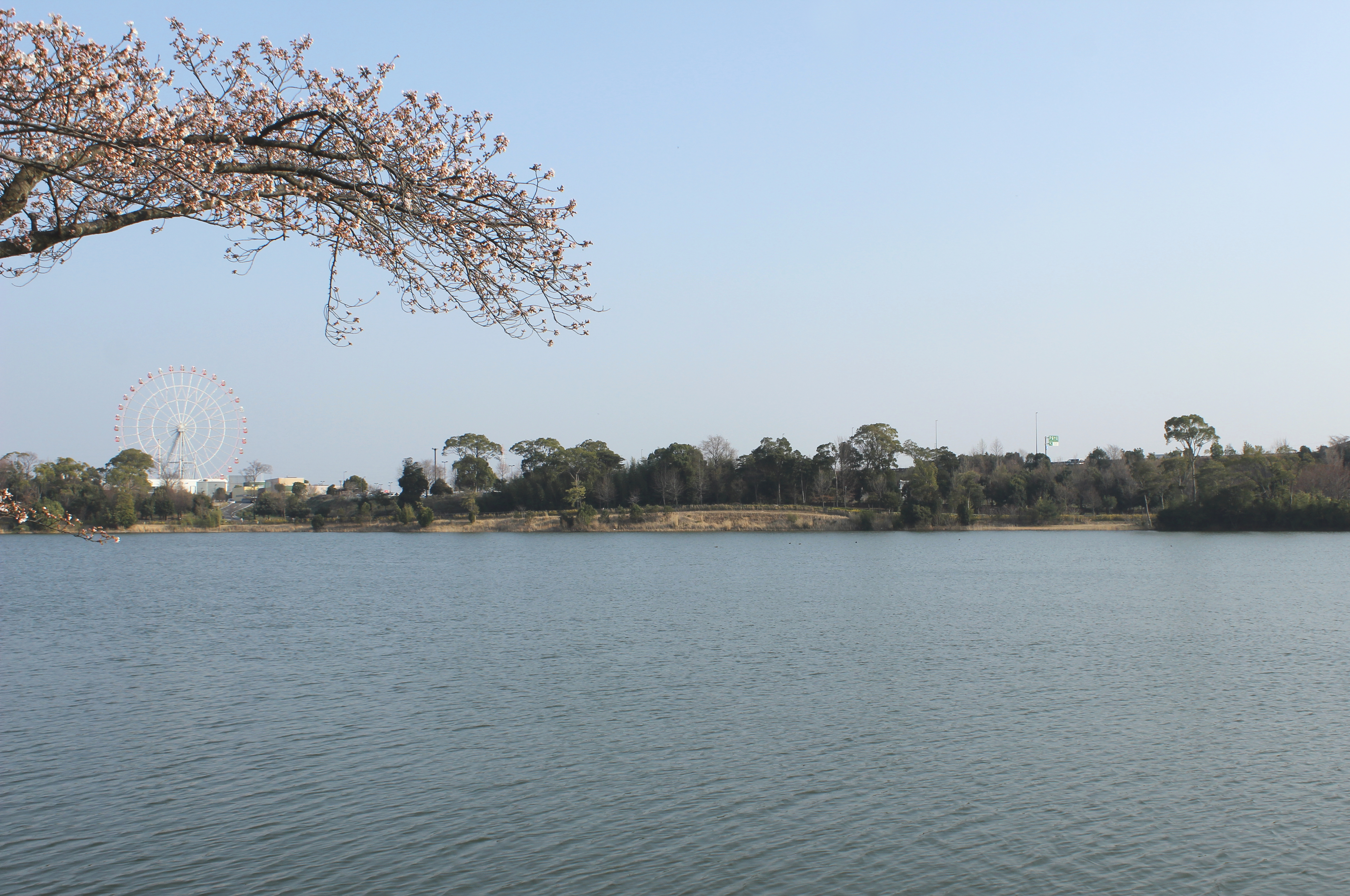
風致地区の岩ヶ池。景観に配慮して高速道路の高さを抑えた（右奥）。左奥は刈谷PA。
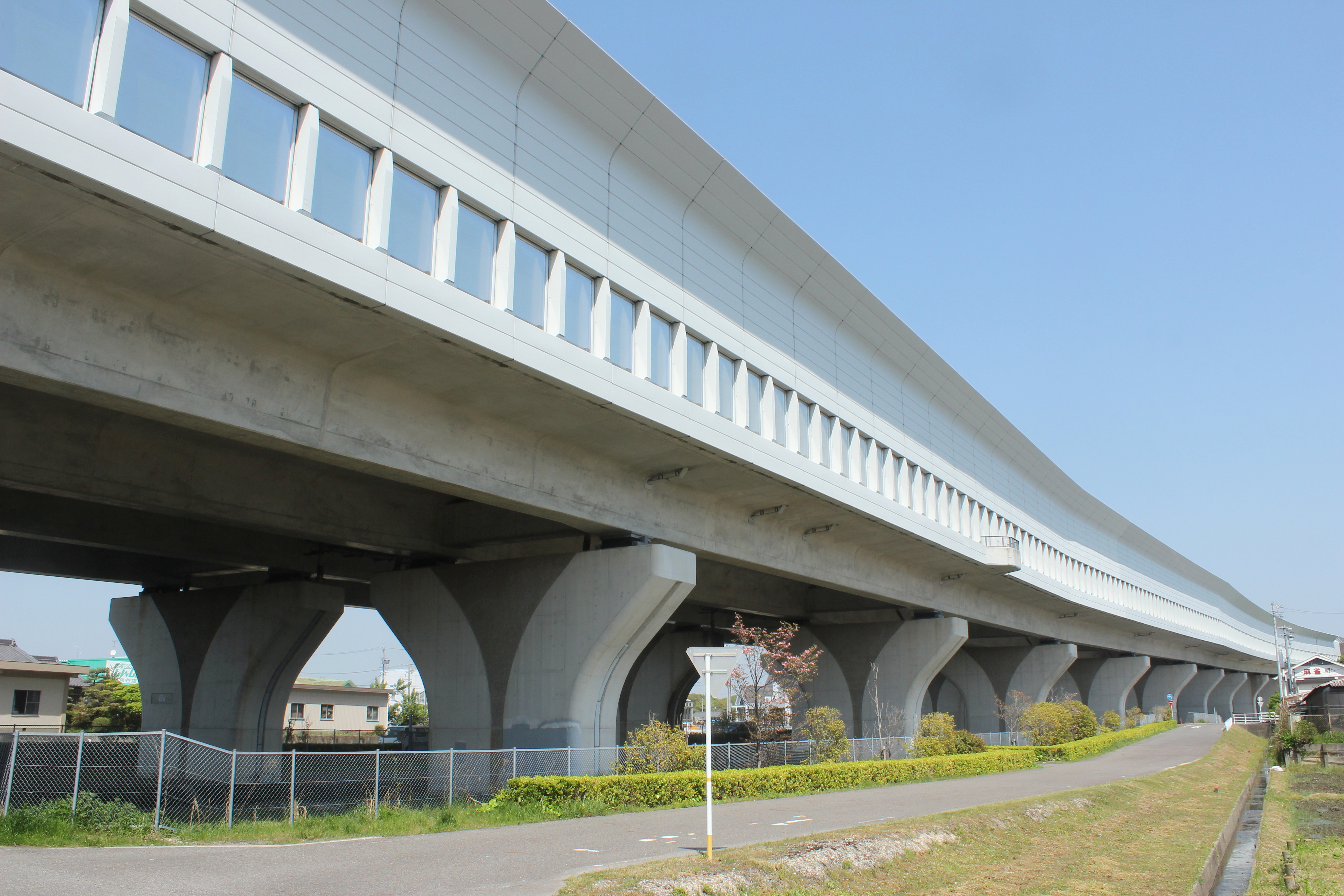
洲原風致地区の景観に配慮してその付近は桁高さを抑え、デザインにも気を遣った。
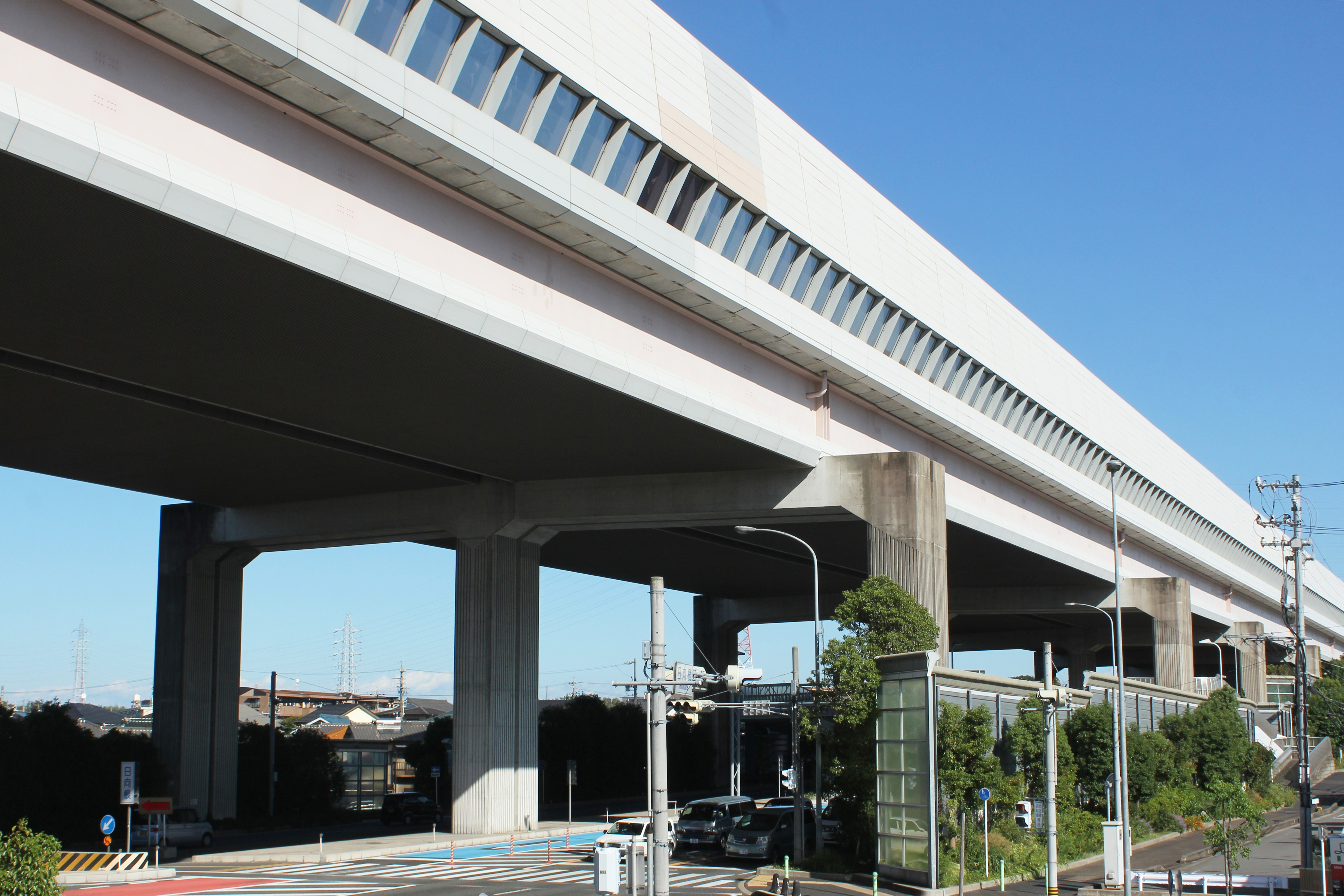
東海大府高架橋は遮音壁と橋脚を同一デザイナーが一体的にコーディネイトした。
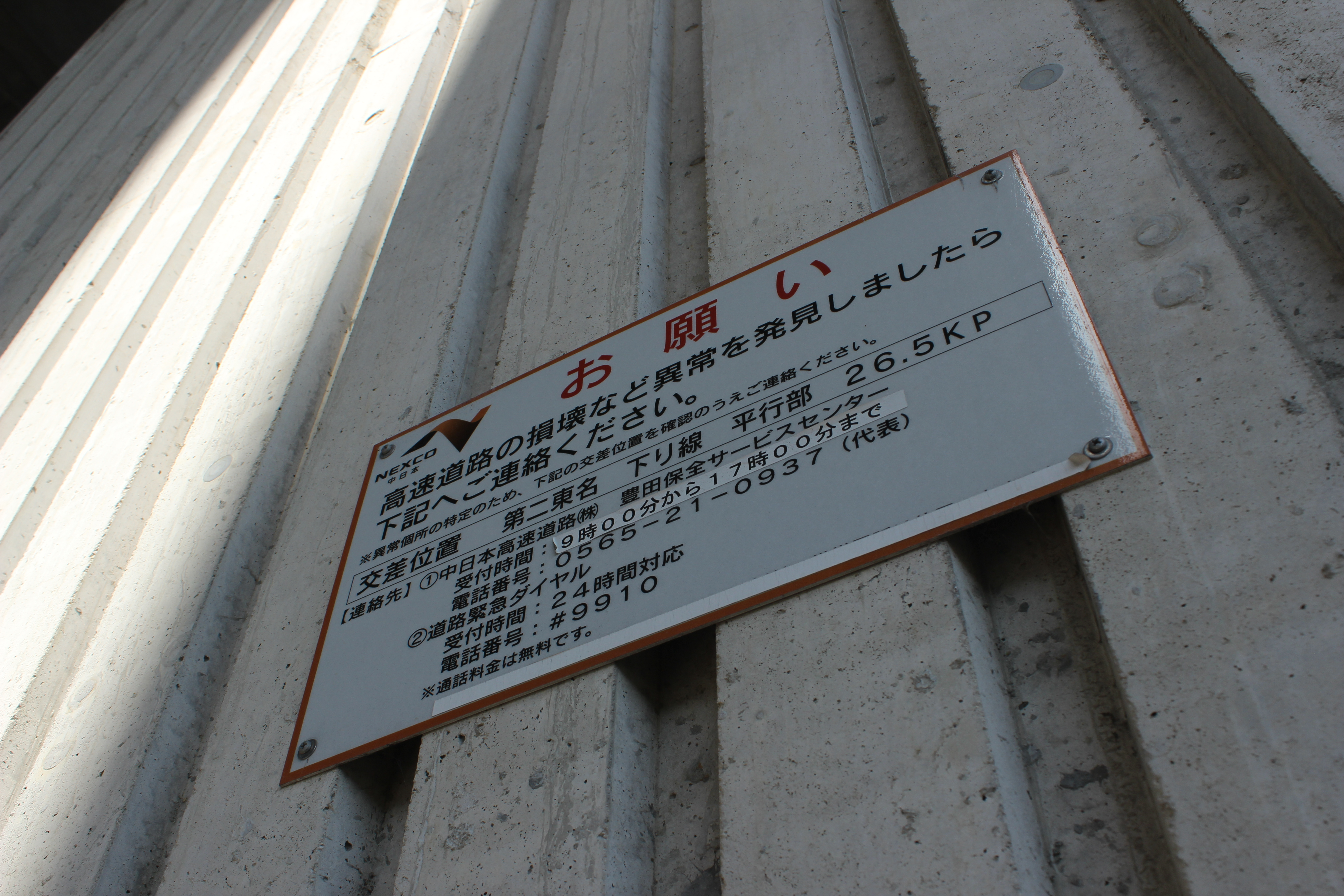
東海大府高架橋の溝型デザイン処理。ガムテープや目地棒を使って製作。

#### 生態系

鳥類の保護を目的として遮光フェンスや高欄埋込式照明が採用された湾岸弥富IC付近。昼間時（左画像）と夜間点灯時（右画像）。

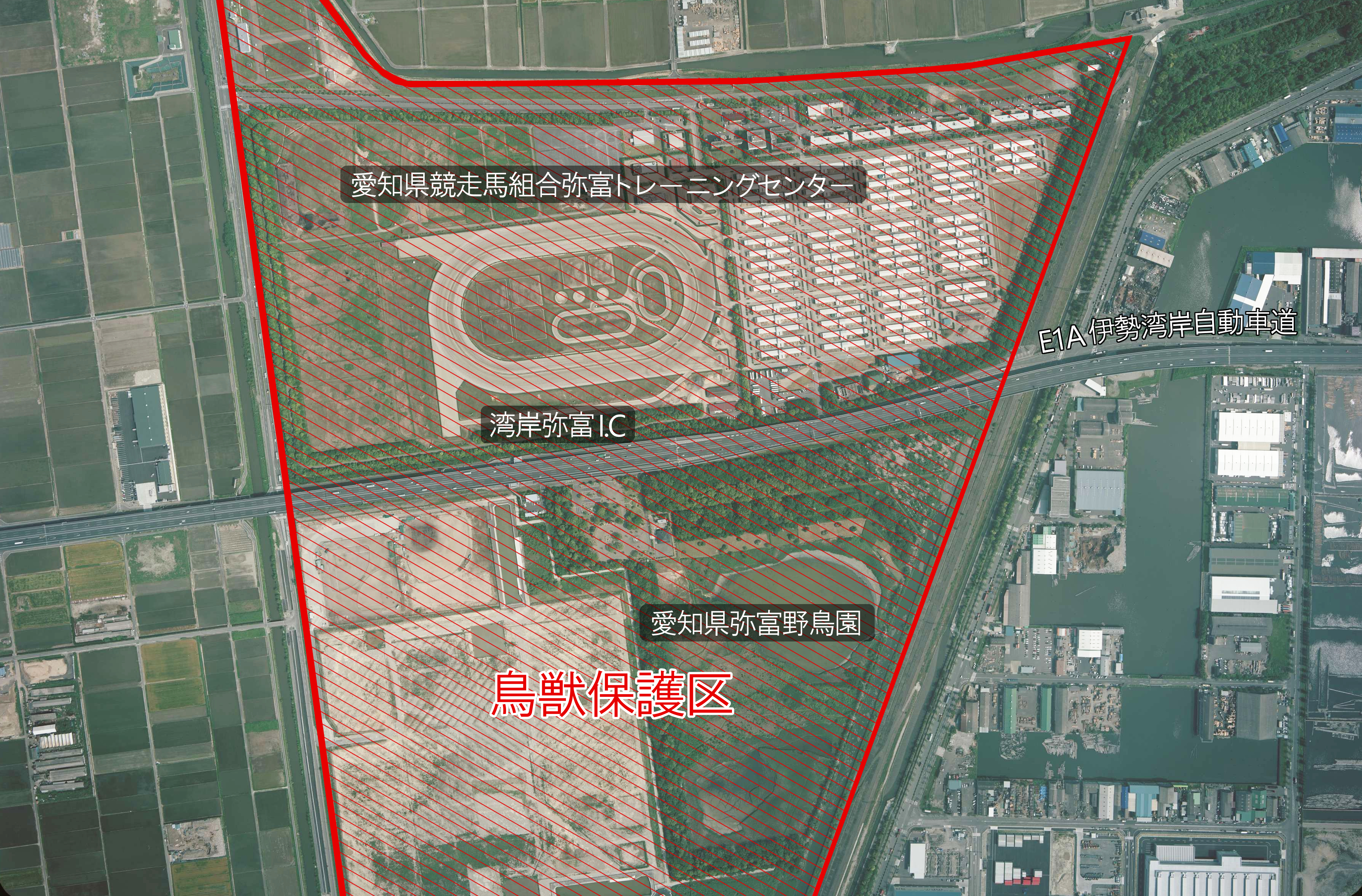
湾岸弥富IC近辺の状況図。一帯が鳥獣保護区に指定されているほか、愛知県競馬組合の弥富トレーニングセンターが近接する。

愛知県弥富市の通過ルートは一部が鳥獣保護区に指定されており、なかでも愛知県弥富野鳥園に隣接することから、車両ヘッドライトから発する遺漏光が林縁部で繁殖したり休眠する鳥類へ影響を及ぼすことが懸念された。対策として園内に光が遺漏しないように高さ4 mの遮光フェンスの設置や高欄埋込み式照明灯の採用を行なった。なお、この付近には競走馬トレーニングセンターが隣接するため、上り線側の遮光フェンスは遮音壁仕様になっている。
矢作川は年間数百万匹の鮎が遡上する清流である。ここに建設された矢作川橋（豊田アローズブリッジ）は鮎の遡上を妨げないように主塔と橋脚位置を決定している。よって主塔2基の中間に位置する橋脚1基は河川の澪筋（みおすじ:船の通行に適する底の深い水路の筋）を避けて建設された。
木曽三川の河口付近は海苔と三重県桑名市の特産であるハマグリの養殖が行なわれている。そこを横断する湾岸木曽川橋と湾岸揖斐川橋（トゥインクル）は漁場への影響を最小限に食い止めるために橋脚の数を出来るだけ減らす工夫を行なっている（建設コスト低減も兼ねる）。そのために河川内の橋脚は川幅が約1 kmであるにもかかわらず、木曽川橋が4本、揖斐川橋が5本にとどめられた。なお、建設に当たっては工事が漁場に与える影響を把握するために伊勢湾内の水質を検査し、データは逐一漁業協同組合に公開した。

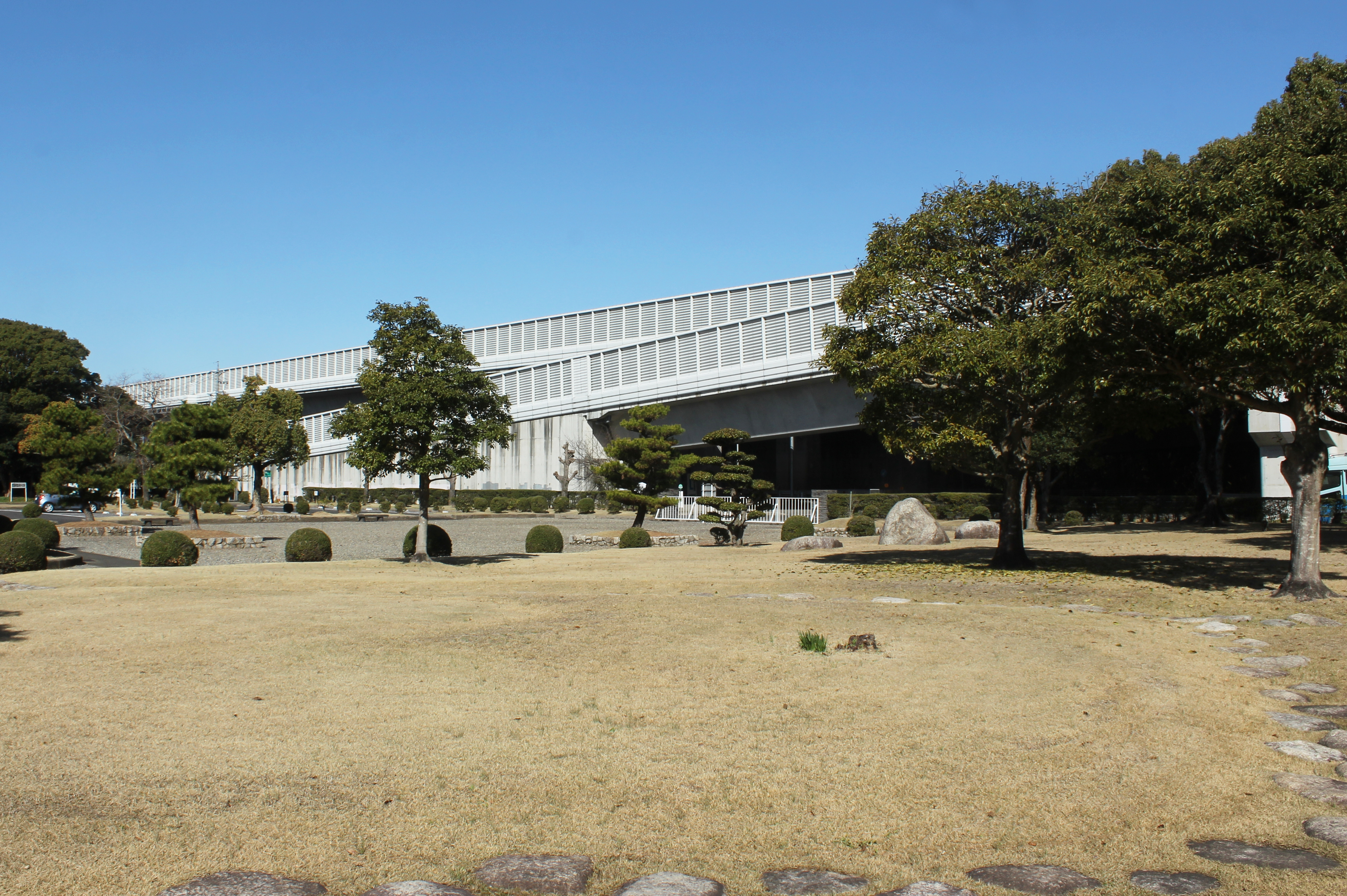
愛知県弥富野鳥園から見た伊勢湾岸自動車道。
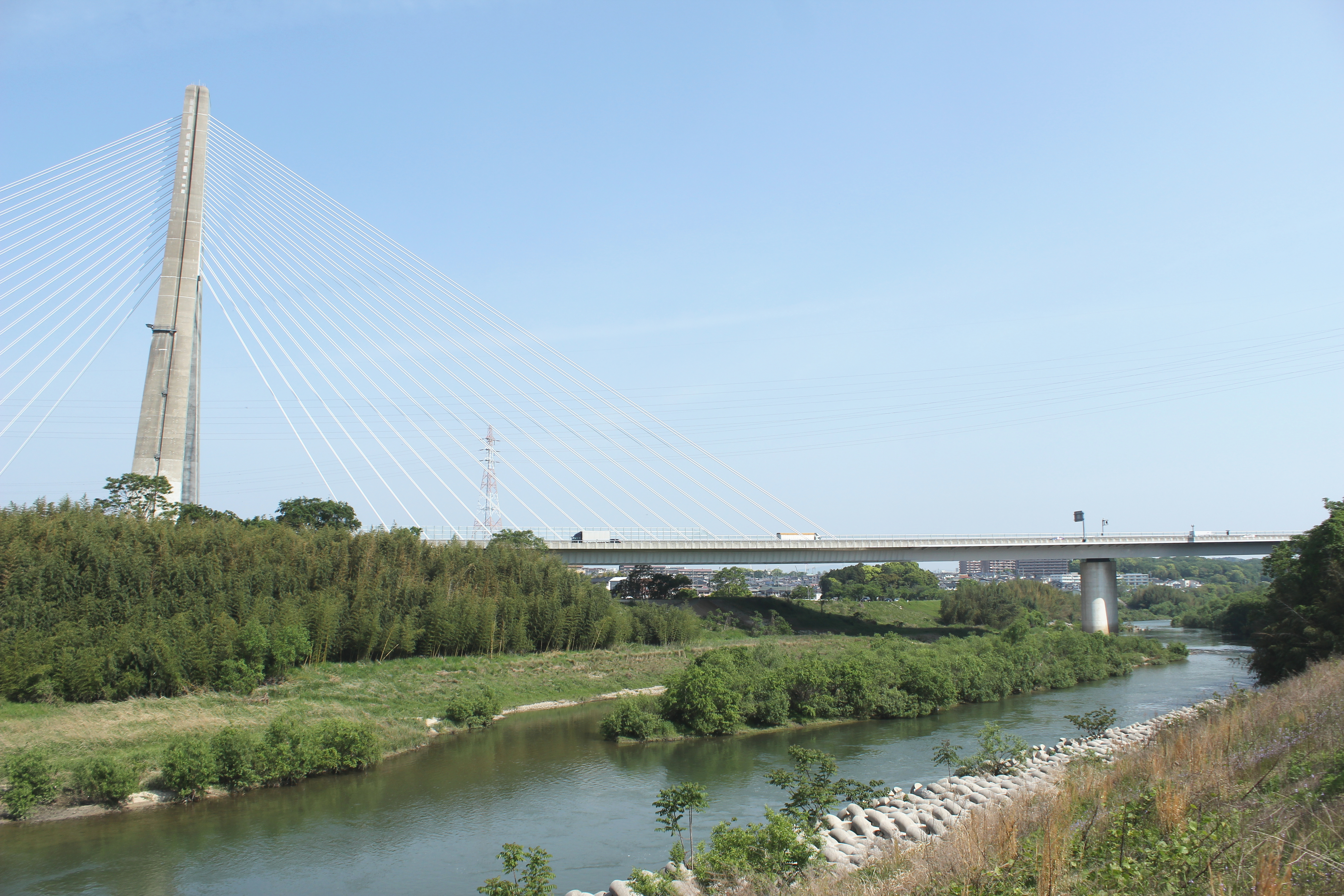
矢作川の澪筋を避けて建設された中間橋脚（右側）。

### 料金
高速自動車国道の区間と一般有料道路「伊勢湾岸道路」の区間で料金体系が異なる。
豊田東JCT - 東海IC間および飛島IC - 四日市JCT間
この区間は高速自動車国道の普通区間である。普通車の利用距離当たりの料金は消費税抜きで24.6円/kmである。
なお、2021年（令和3年）5月1日より東海環状自動車道とその内側の高速道路の料金水準が大都市近郊区間の料金水準に統一されているが、伊勢湾岸自動車道にこの料金水準は適用されず、上記の料金水準のままとなっている。
東海IC - 飛島IC間
前述の通り、この区間は一般有料道路「伊勢湾岸道路」であり、高速自動車国道とは別に料金が定められている。東海IC - 飛島IC間の通行料金は普通車890円である。消費税率が5%の時の同区間の料金は普通車850円であった。
東海IC - 飛島IC間の通行料金から消費税およびターミナルチャージ150円を差し引いて計算した利用距離当たりの料金は108.1円/kmとなる。2014年（平成26年）4月から当面10年間、ETC限定で本州四国連絡道路海峡部および東京湾アクアラインの料金水準が伊勢湾岸道路の料金水準にまで引き下げられている。

#### 割引
伊勢湾岸道路と高速国道との連続利用割引
伊勢湾岸道路（東海IC - 飛島IC間）全線を利用し、かつ、この区間と接続する高速国道と連続して利用する場合、普通車では150円割引される。ETCの利用有無に関わらず適用されるため、料金検索では本割引適用後の額を通常料金として表示している。ETC時間帯割引や障害者割引は、本割引適用後の料金に対して重複適用する。
特別区間割引、社会実験《終了》
「高速道路の有効活用・機能強化」の一環で、高速道路利便増進事業を活用して2009年（平成21年）5月13日開始。ETC車に限り30%引き。割引後料金は24捨25入により50円単位に端数処理を行う。時間帯割引の重複適用はしないが、上記連続利用割引は重複適用する（連続利用割引を先に適用）。2014年3月31日限りで終了した。
また、並行する名四国道（国道23号）の木曽川大橋・揖斐長良大橋で工事による車線規制が行われる場合、迂回利用のために、みえ川越IC - 飛島IC間の相互間の利用に限り50%引きになった（2007年7月25日 - 同年10月12日、2009年10月1日 - 2010年4月13日及び2010年10月1日 - 2011年3月25日に実施。ETCでなくても適用。時間帯割引の重複適用はなし）。
1998年（平成10年）3月30日の伊勢湾岸自動車道の開通に伴い、料金抵抗を緩和する目的から向こう5年間の全車種を対象とした割引が実施された。伊勢湾岸道路全区間と大府、名古屋南のインターを通しで利用する場合に限って、100円から350円の範囲で割り引いた。日本道路公団はこれを利用促進のためとした。なお5年間としたのは、第二東名と東名高速との接続が整備されるまでの期間を想定したものである。
ETC黎明期の頃、国道23号混雑解消の一環で社会実験が実施された。これは、伊勢湾岸道路（東海IC - 飛島IC間）の通行料金が割高なこともあって、片道のみ利用して復路は国道23号を使うパターンが多いことから、IC出口で復路無料通行券を発行して往復利用を促す実験であった。期間は2004年（平成16年）9月15日から1か月間のみで実施された。結果は伊勢湾岸道路の通行量が1割増加し、逆に国道23号は2 %減少した。

### 交通量
24時間交通量（台）　道路交通センサス
| 区間                        | 平成11（1999）年度 | 平成17（2005）年度 | 平成22（2010）年度 | 平成27（2015）年度 | 令和3（2021）年度 |
| --------------------------- | ------------------ | ------------------ | ------------------ | ------------------ | ----------------- |
| 豊田東JCT - 豊田東IC        | 調査当時未開通     | 17,256             | 25,089             | 025,302            | 073,849           |
| 豊田東IC - 豊田JCT          | 調査当時未開通     | 29,931             | 39,517             | 041,737            | 082,029           |
| 豊田JCT - 豊田南IC          | 調査当時未開通     | 42,290             | 73,661             | 088,144            | 095,215           |
| 豊田南IC - 刈谷SIC          | 調査当時未開通     | 43,572             | 72,804             | 089,213            | 100,002           |
| 刈谷SIC - 豊明IC            | 調査当時未開通     | 43,572             | 72,804             | 089,213            | 100,002           |
| 豊明IC - 名古屋南JCT/IC     | 調査当時未開通     | 46,839             | 74,850             | 100,856            | 112,126           |
| 名古屋南JCT/IC - 大府第一IC | 02,827             | 47,073             | 72,095             | 101,019            | 097,319           |
| 大府第一IC - 大府第二IC     | 02,827             | 47,073             | 72,095             | 101,019            | 088,964           |
| 大府第二IC - 東海JCT/IC     | 08,043             | 46,640             | 71,183             | 083,133            | 097,909           |
| 東海JCT/IC - 名港潮見IC     | 14,142             | 52,439             | 76,137             | 092,444            | 095,172           |
| 名港潮見IC - 名港中央IC     |                    | 55,082             | 78,838             | 095,284            | 097,526           |
| 名港中央IC - 飛島IC         | 24,850             | 56,624             | 82,259             | 097,245            | 100,056           |
| 飛島IC - 湾岸弥富IC         | 調査当時未開通     | 41,594             | 69,189             | 080,488            | 084,549           |
| 湾岸弥富IC - 弥富木曽岬IC   | 調査当時未開通     | 38,244             | 64,891             | 076,249            | 079,216           |
| 弥富木曽岬IC - 湾岸長島IC   | 調査当時未開通     | 39,900             | 71,396             | 078,550            | 081,833           |
| 湾岸長島IC - 湾岸桑名IC     | 調査当時未開通     | 37,858             | 69,634             | 076,169            | 079,421           |
| 湾岸桑名IC - みえ川越IC     | 調査当時未開通     | 31,977             | 61,156             | 069,272            | 073,774           |
| みえ川越IC - みえ朝日IC     | 調査当時未開通     | 25,933             | 48,416             | 059,055            | 062,773           |
| みえ朝日IC - 四日市JCT      | 調査当時未開通     | 27,398             | 50,314             | 060,802            | 064,558           |

（出典：「交通量調査集計表」（愛知県ホームページ）・「平成22年度道路交通センサス」・「平成27年度全国道路・街路交通情勢調査」・「令和3年度全国道路・街路交通情勢調査」（国土交通省ホームページ）より一部データを抜粋して作成）
- 令和2年度に実施予定だった交通量調査は、新型コロナウイルスの影響で延期された[330]。

伊勢湾岸道・新名神高速道路の開通に伴う交通量の変化 (PDF) 

#### 渋滞
| 画像左:伊勢湾岸自動車道と新名神高速道路がそれぞれ連結したことによって渋滞が慢性化した東名阪自動車道（鈴鹿IC付近）。画像右:飛島IC豊田方面からの出口は2009年10月以降、渋滞緩和のため飛島ふ頭方面（左折専用）と国道302号方面に分離された。 |  | 画像左:伊勢湾岸自動車道と新名神高速道路がそれぞれ連結したことによって渋滞が慢性化した東名阪自動車道（鈴鹿IC付近）。画像右:飛島IC豊田方面からの出口は2009年10月以降、渋滞緩和のため飛島ふ頭方面（左折専用）と国道302号方面に分離された。 |
| 画像左:伊勢湾岸自動車道と新名神高速道路がそれぞれ連結したことによって渋滞が慢性化した東名阪自動車道（鈴鹿IC付近）。画像右:飛島IC豊田方面からの出口は2009年10月以降、渋滞緩和のため飛島ふ頭方面（左折専用）と国道302号方面に分離された。 |  | |

名港トリトンのみが開通した当初は交通量が少なく、無駄な公共事業の代表例として取り上げられたこともある。2004年（平成16年）12月に実質的な全線開通（豊田JCT - 四日市JCT）を果たし、伊勢湾岸道を介して東名 - 東名阪道が連絡されてからは交通量が大幅に増加した（2004年度の通行台数は2583.4万台と、前年比1151.4万台増であり、これは全ての高速自動車国道の中でも最大の増加量であった）。伊勢湾岸道が全通する以前は豊田 - 四日市の移動は名古屋ICから東名阪道（現在の名二環）や名古屋高速を利用する必要があり、伊勢湾岸道の全通で東名高速の岡崎以東から名古屋IC間と名古屋市中心部の渋滞も若干緩和された。さらに、2008年（平成20年）2月には新名神亀山JCT - 草津JCT間が部分開通したことで、東京・静岡方面と関西方面を行き来する車両の多くが東名・名神ルートから新名神ルートにシフトし、交通量が更に増加した。ただし、そのあおりを受けて接続する東名阪自動車道の鈴鹿IC - 亀山JCT間で受け入れ容量超過により慢性的な渋滞が発生することになった。一方、伊勢湾岸自動車道内の混雑は、コンテナターミナルに近接する飛島ICの大型トレーラーによる混雑が顕著であったが、2009年（平成21年）に飛島ICの下り線出口に飛島ふ頭方面出口を増設することで対応した。

### 道路管理者
- 中日本高速道路株式会社 名古屋支社
  - 豊田保全・サービスセンター : 豊田東JCT - 飛島IC
  - 桑名保全・サービスセンター : 飛島IC - 四日市JCT

#### ハイウェイラジオ
- 豊田南（豊田JCT - 豊田南IC）
- 刈谷（豊田南IC - 豊明IC）
- 豊明（豊明IC - 名古屋南IC）
- 名港潮見（東海IC - 名港中央IC）
- 湾岸桑名（湾岸長島IC/PA - 湾岸桑名IC）
- みえ川越（みえ川越IC - 湾岸長島IC/PA ）

#### 所管警察
- 愛知県警察
  - 高速道路交通警察隊豊田分駐隊 : 豊田東JCT - 愛知県・三重県境[334]
- 三重県警察
  - 高速道路交通警察隊第二小隊 : 愛知県・三重県境 - 四日市JCT[335]

### 沿道への効果

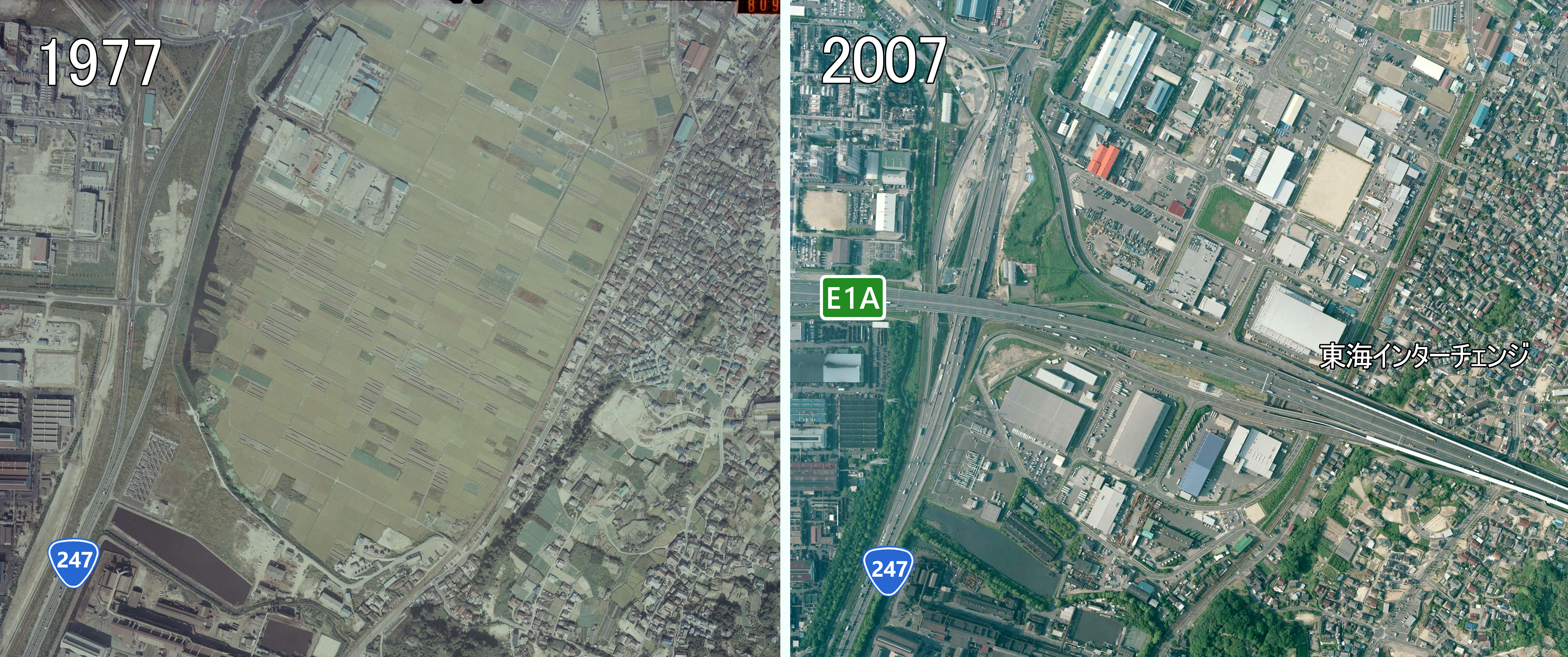
愛知県東海市浅山新田付近における企業の立地状況の変化。画像左が1977年（昭和52年）、画像右が2007年（平成19年）。伊勢湾岸自動車道開通に伴って沿道には多くの企業が進出した。

新規の道路開通は関連地域にさまざまな経済的影響をもたらし、特に道路のレベルが高いほどその影響は大きい。伊勢湾岸自動車道もそうした道路であり、以下、その開通効果を記述する。

#### 産業
伊勢湾岸自動車道の中央部に位置する名古屋港は、輸出入における加工貿易で利益を上げる東海地方の工業にとって重要な港である。豊田市内の自動車メーカ－の場合、従来は名古屋港への往来が1日2往復であったが、伊勢湾岸自動車道開通後は1日3往復に増加して物流コストの低減を実現している。また、亀山市内の液晶テレビメーカーは、製品を概ね120分かけて名古屋港のコンテナヤードまで陸送していたものが、開通後は50分まで短縮された。さらに、路線の東側で東海環状自動車道と連結することで、東濃、中濃、西三河と名古屋港のアクセスが飛躍的に向上し、東海環状自動車道沿道に進出した企業群に大いなる恩恵をもたらしている。
こうして伊勢湾岸自動車道は開通以来、物流支援、企業間取引に欠かせない道路としての地位を確立し、沿道には多くの企業、物流センターが敷設されるに至った。特に自動車および関連部品製造の街（例:豊田市や刈谷市、安城市）を沿線に持つことで、それらの企業の支え手としての役割を担っている。また、沿道の工業系地価も伊勢湾岸自動車道全線開業以来、大幅な増加となっている。
伊勢湾岸自動車道における流通は企業支援のみならず、家庭への食糧支援も担っている。愛知県内の食卓に並ぶ牛肉や豚肉の一部は、名古屋市中央卸売市場の南部市場で加工されているが、それらの牛や豚を三重県や岐阜県、愛知県の各地から市場に輸送する際に伊勢湾岸自動車道が使われている。特にストレスの面で自動車輸送の揺れに弱い牛豚の安定した輸送のためにも、高速道路は食肉の品質を確保する上で重要な輸送手段となっている。

#### 観光
沿道にはナガシマリゾート、名古屋港水族館、レゴランドジャパンがあり、特にナガシマリゾートは入込み客数が年々増加傾向にあるが、これも伊勢湾岸自動車道によるアクセスが主要因とされている。また、刈谷ハイウェイオアシスは東海圏の観光施設ではナガシマリゾート（2015年度の入込み客数1515万人）に次いで2番目の入込み客数（同999万人）を記録し、刈谷市の知名度向上に寄与するだけでなく、地元の農産物販売も行なわれることで生産者にも寄与している。

## 地理

### 通過する自治体
- 愛知県

通過自治体。

  - 豊田市 - 安城市 - 豊田市 - 刈谷市 - 豊明市 - 大府市 - 名古屋市緑区 - 大府市 - 名古屋市緑区 - 大府市 - 東海市 - 名古屋市港区 - 海部郡飛島村 - 弥富市
- 三重県
  - 桑名郡木曽岬町 - 桑名市 - 三重郡川越町 - 三重郡朝日町 - 三重郡川越町 - 三重郡朝日町 - 四日市市 - 三重郡朝日町 - 四日市市

### 接続する高速道路
- E1A 新東名高速道路（豊田東JCTで直結）
- C3 東海環状自動車道（豊田東JCTで接続）
- E1 東名高速道路（豊田JCTで接続）
- C2 名古屋第二環状自動車道（名古屋南JCTで接続）
- 名古屋高速3号大高線（名古屋南JCTで接続）
- 名古屋高速4号東海線（東海JCTで接続）
- C2 名古屋第二環状自動車道（飛島JCTで接続）
- E23 東名阪自動車道（四日市JCTで接続）
- E1A 新名神高速道路（四日市JCTで直結）

## 沿線のギャラリー
左上より起点の豊田東JCTに近く、右下に向かうほどに終点の四日市JCTに近い画像となっている。

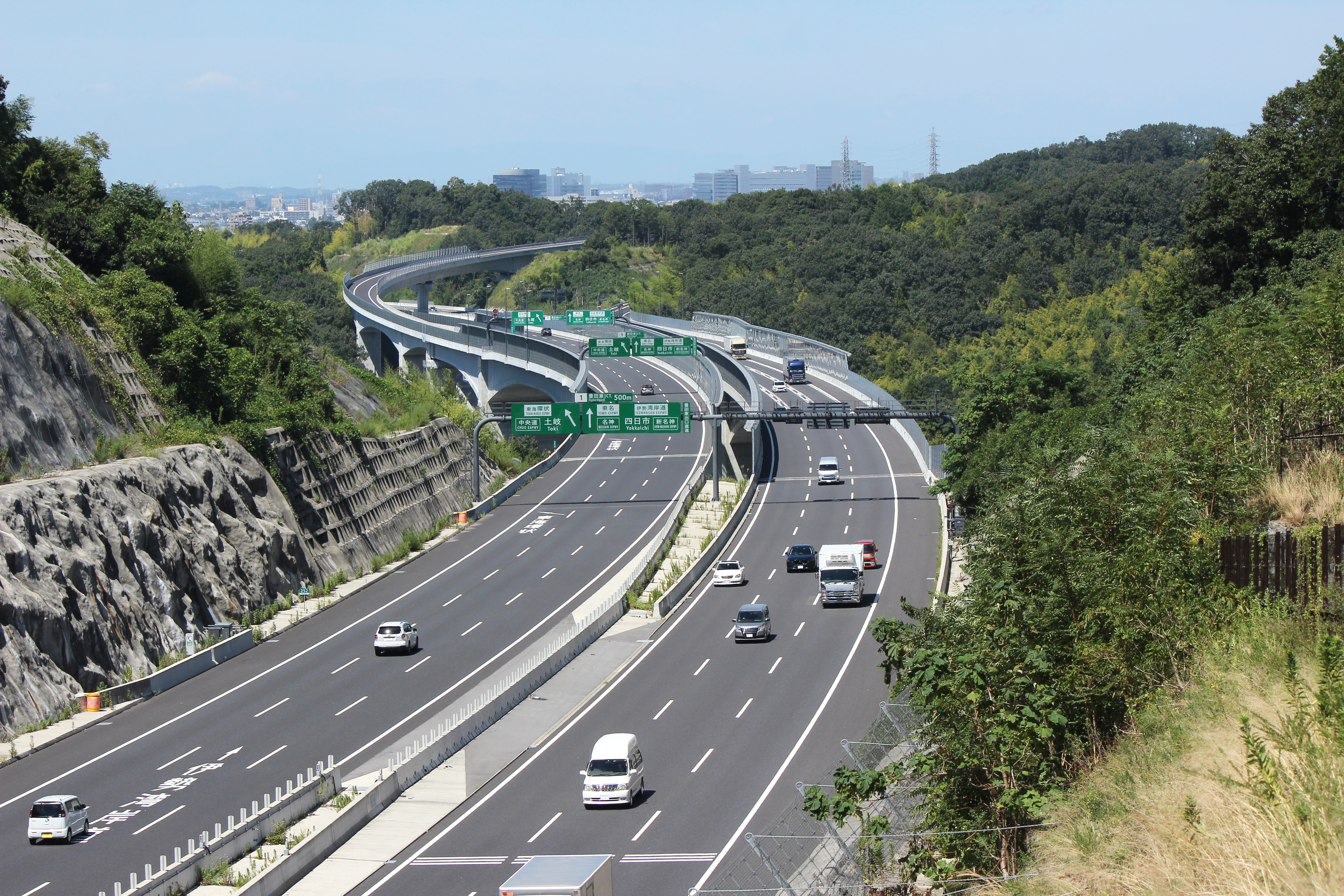
新東名から豊田東JCTを望む。伊勢湾岸自動車道の起点は山間部であるが、すぐに平野に移行する。奥に豊田市街を望む。
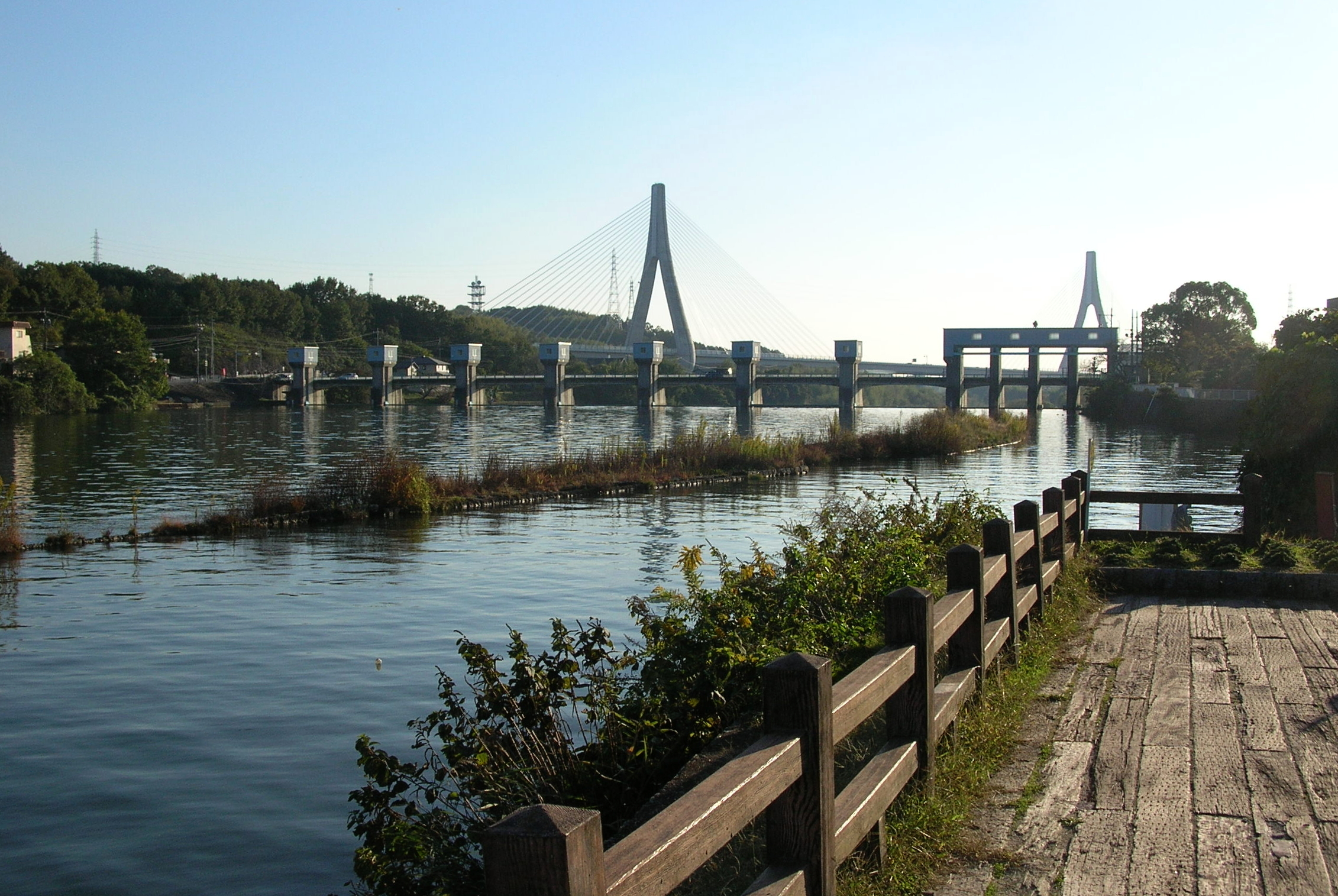
江戸時代は信州への塩の道、明治以後は明治用水で知られる矢作川を渡河[343]。
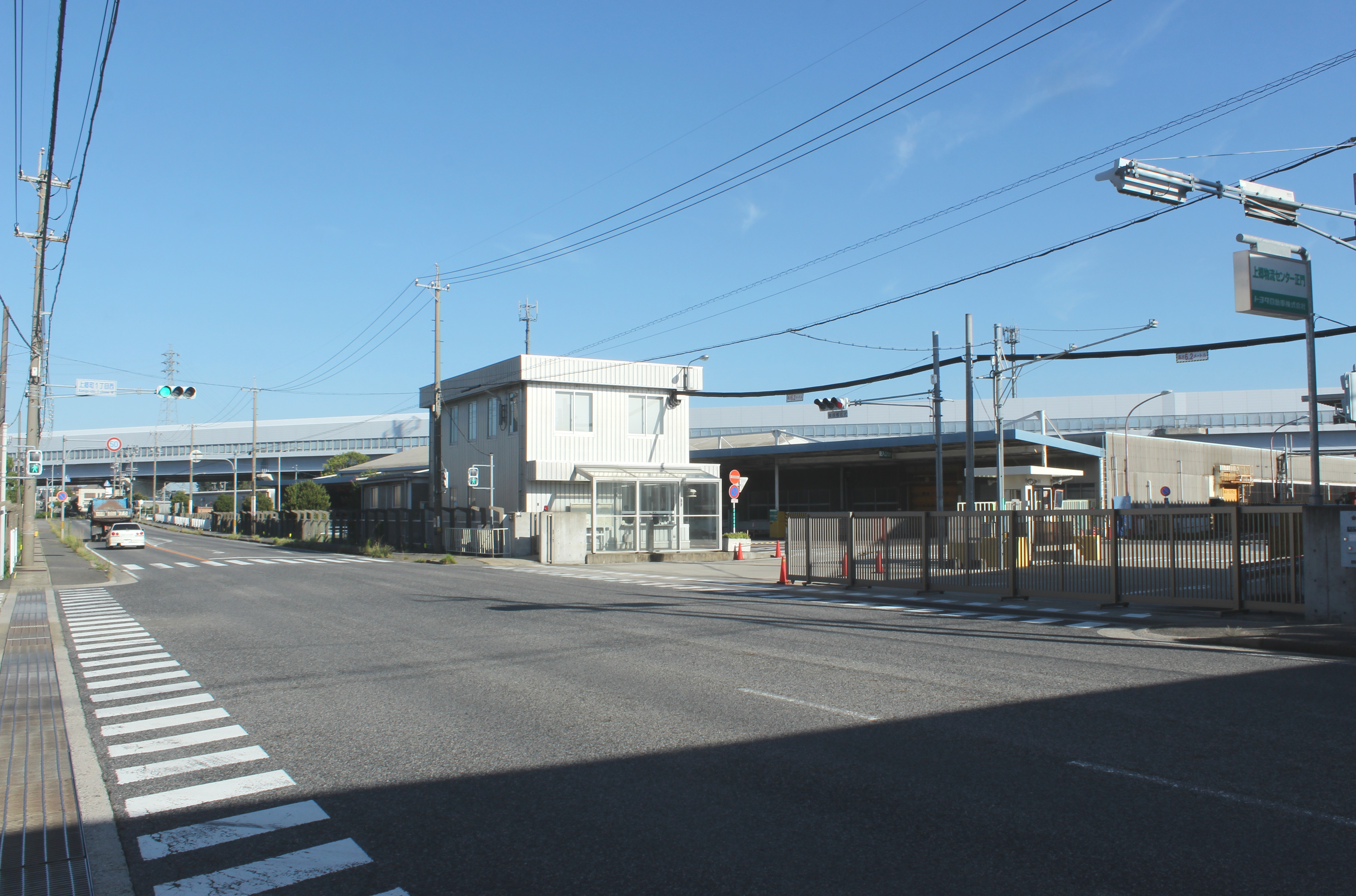
豊田市上郷町付近。トヨタ自動車の物流センターを横目に見る。沿道は自動車関連産業が盛んである[18]。
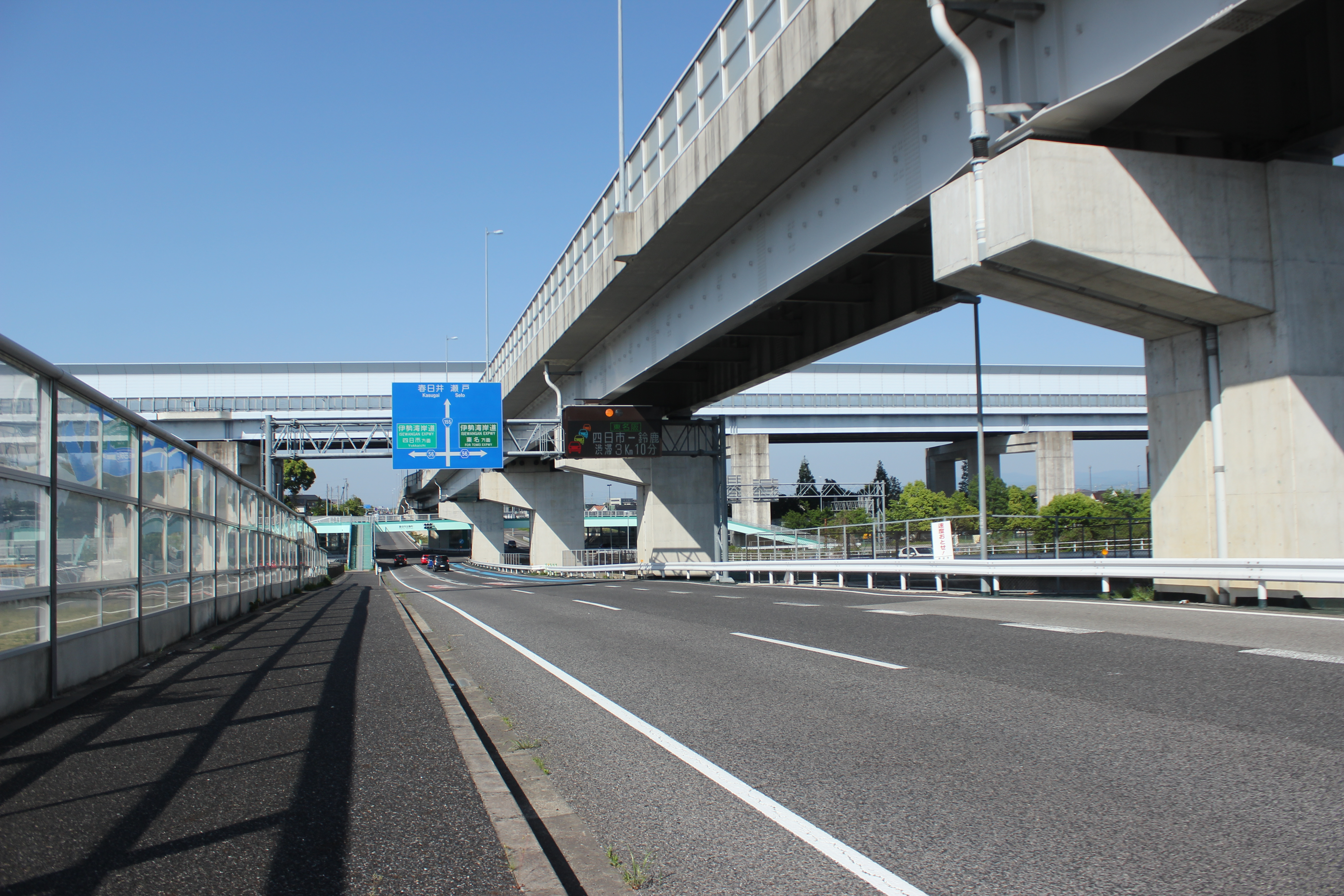
衣浦豊田道路と豊田市中心部を連絡する国道155号と接続。
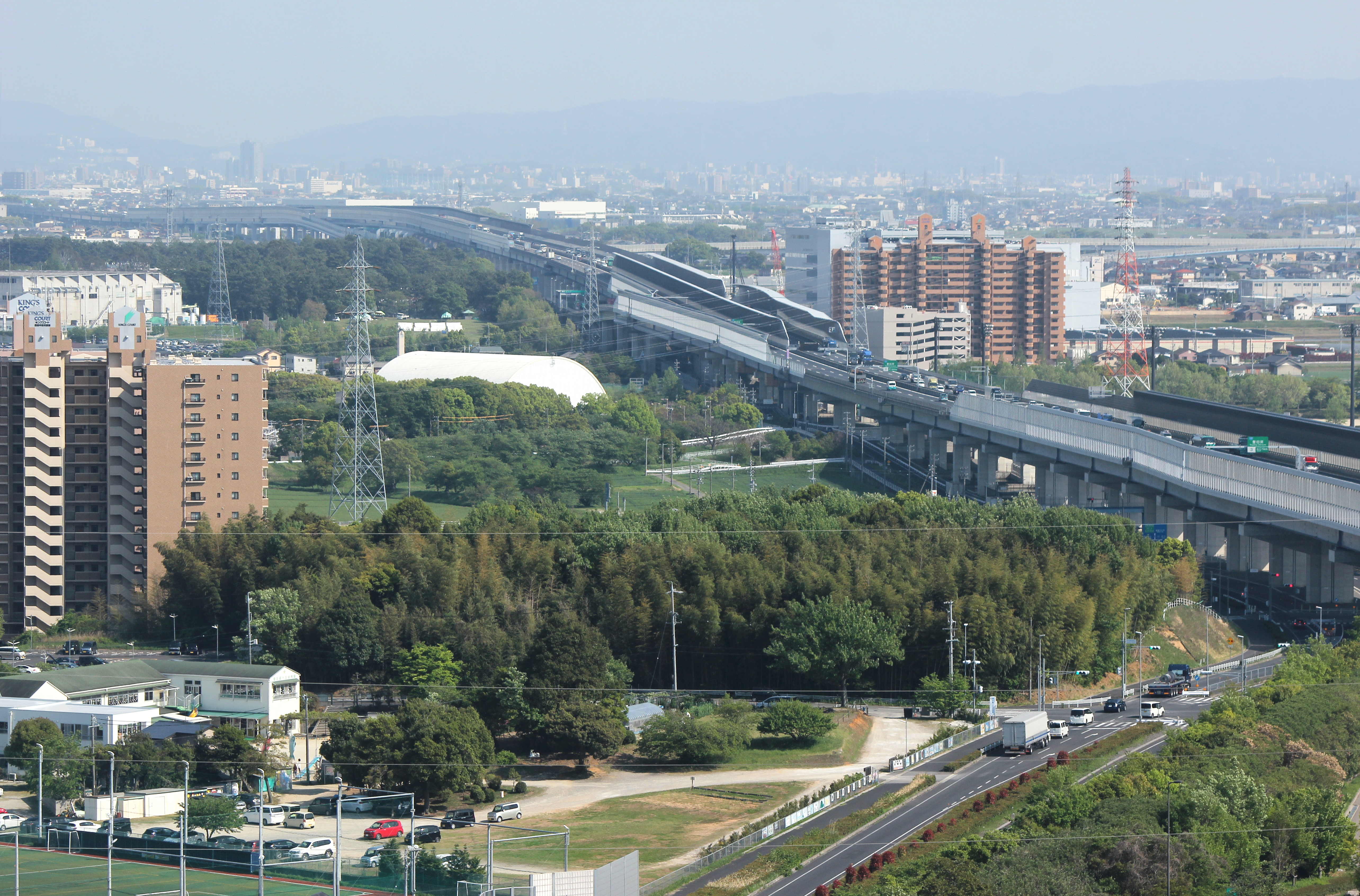
豊田市南端を通過。安城市や知立市、刈谷市と接する。付近はやはり自動車産業が優勢である。
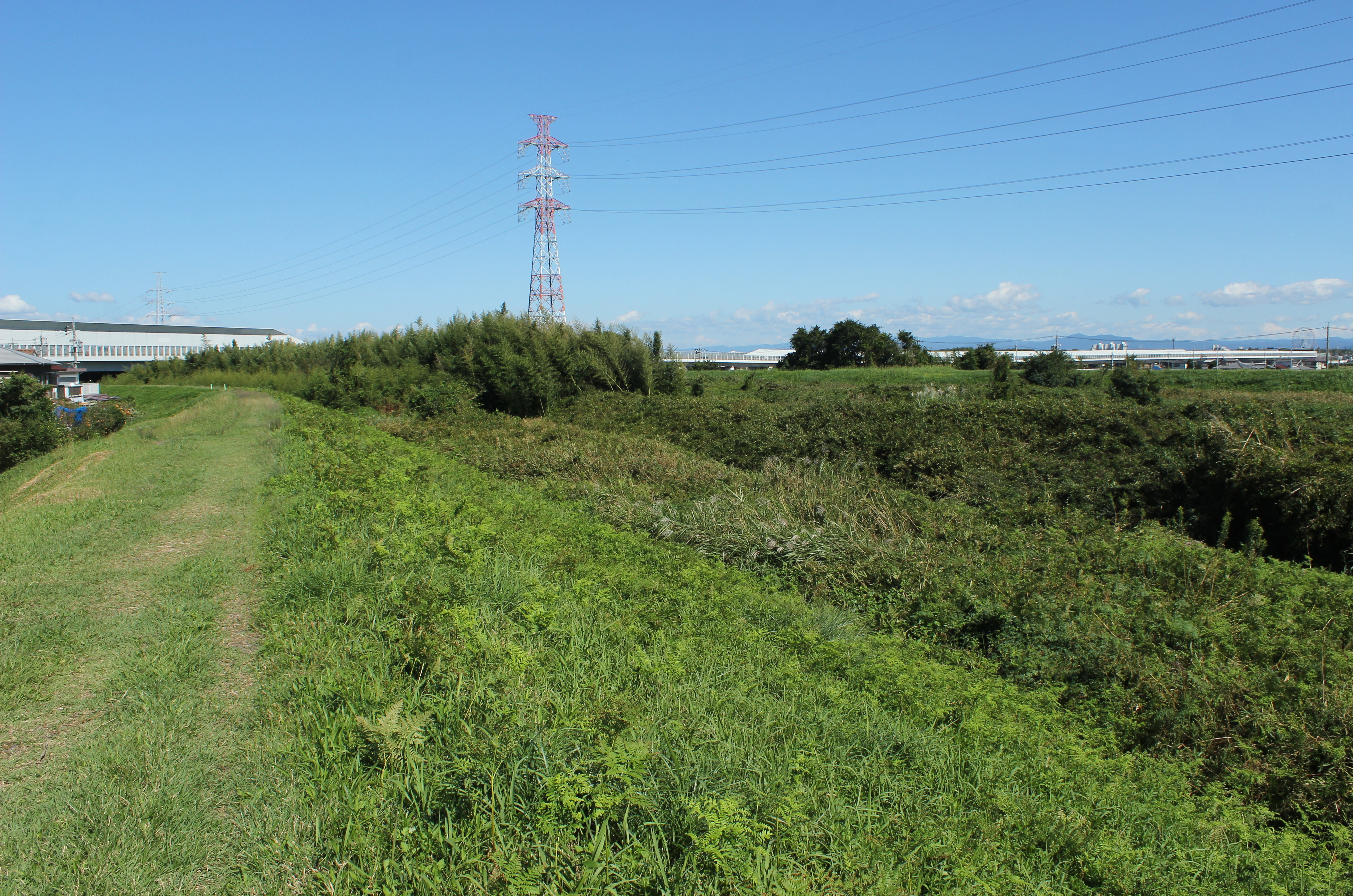
境川を渡河して刈谷市から豊明市に入る。境川は三河国と尾張国の境界。右側に刈谷PAの観覧車を望む。
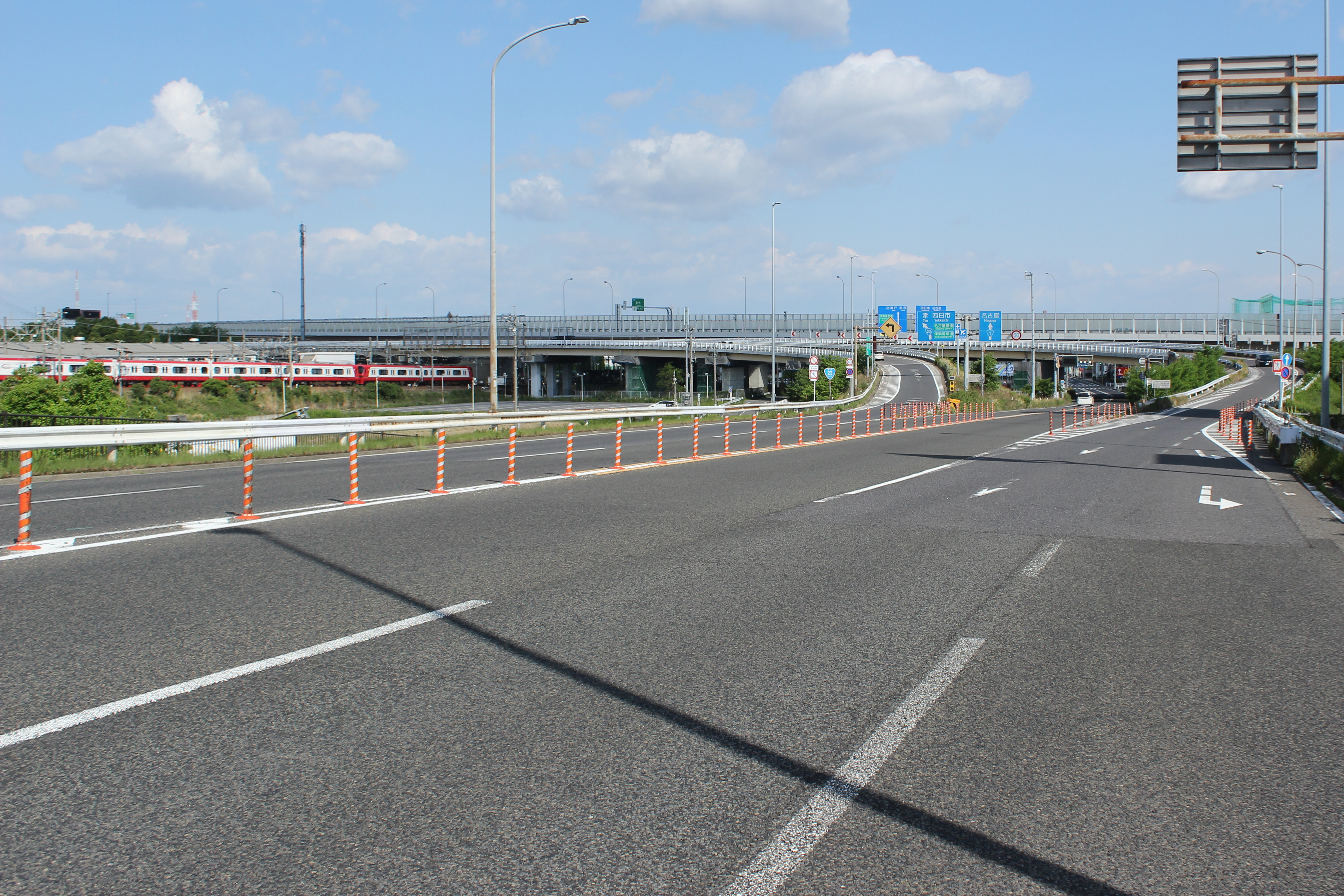
豊明市で国道1号を横断。ここは国道23号名四国道の起点でもあり、この先、名古屋南JCTまで名四国道と並行する。左は名鉄名古屋本線。
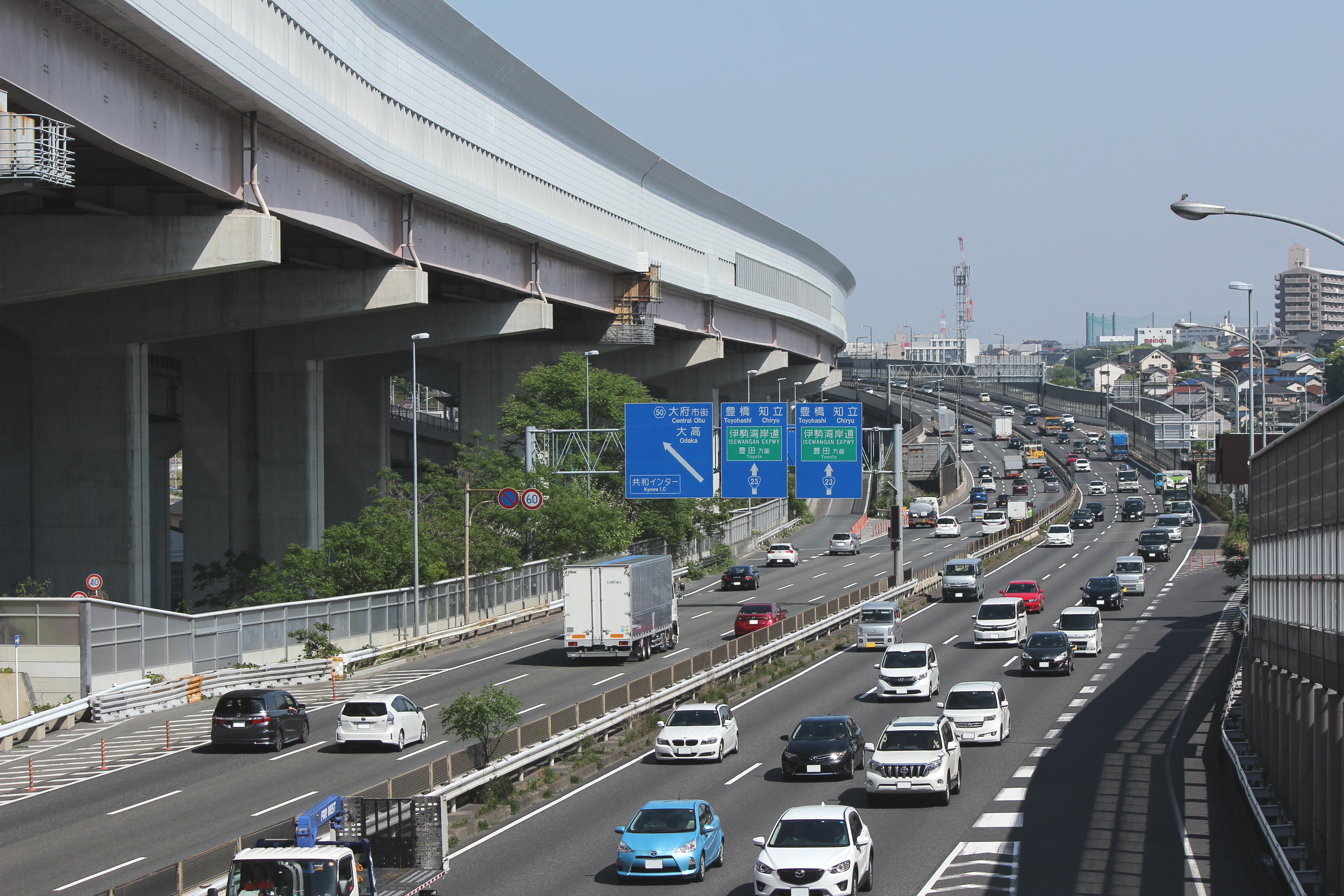
名古屋南IC、共和IC付近。名四国道と合わせ道路幅員約100 mの区間。この付近で大府市からいったん名古屋市に入る。
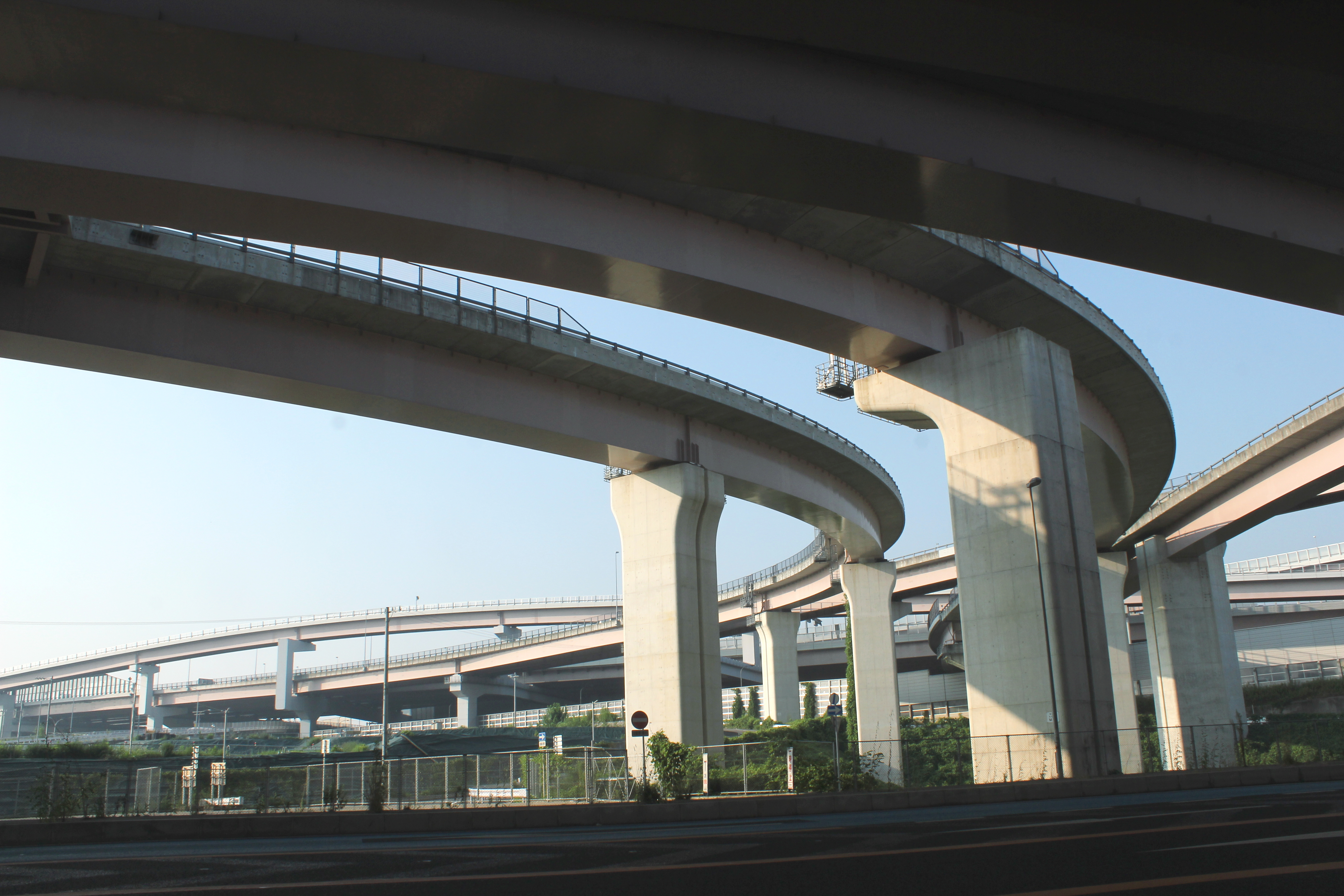
名古屋南JCTを通過。名二環と名高速と接続。名四国道から別れ、ここから国道302号と並行する。この付近で再び大府市に入る。
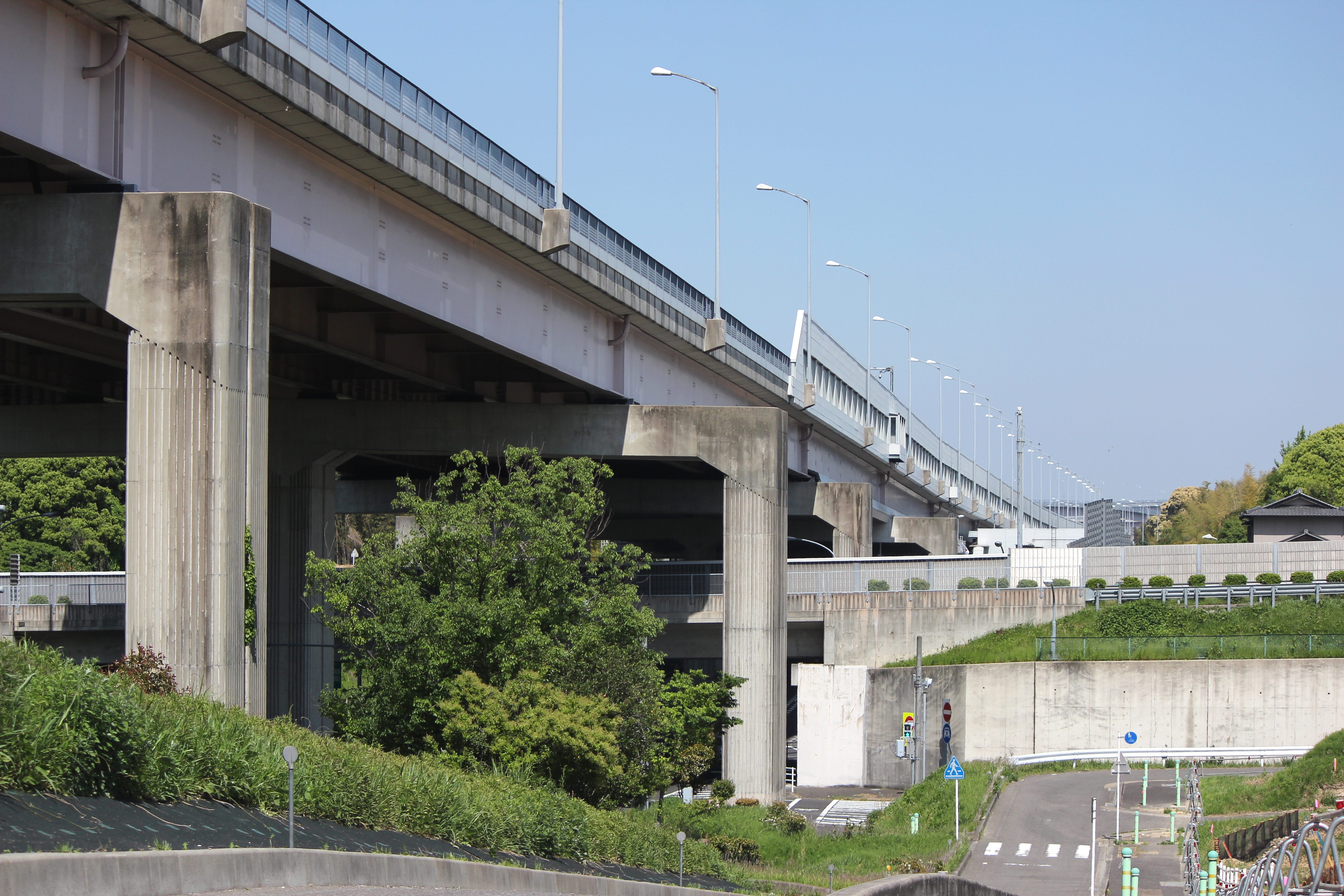
大府IC付近で知多半島道路と直角交差する。ここで中部国際空港、半田方面と連絡。
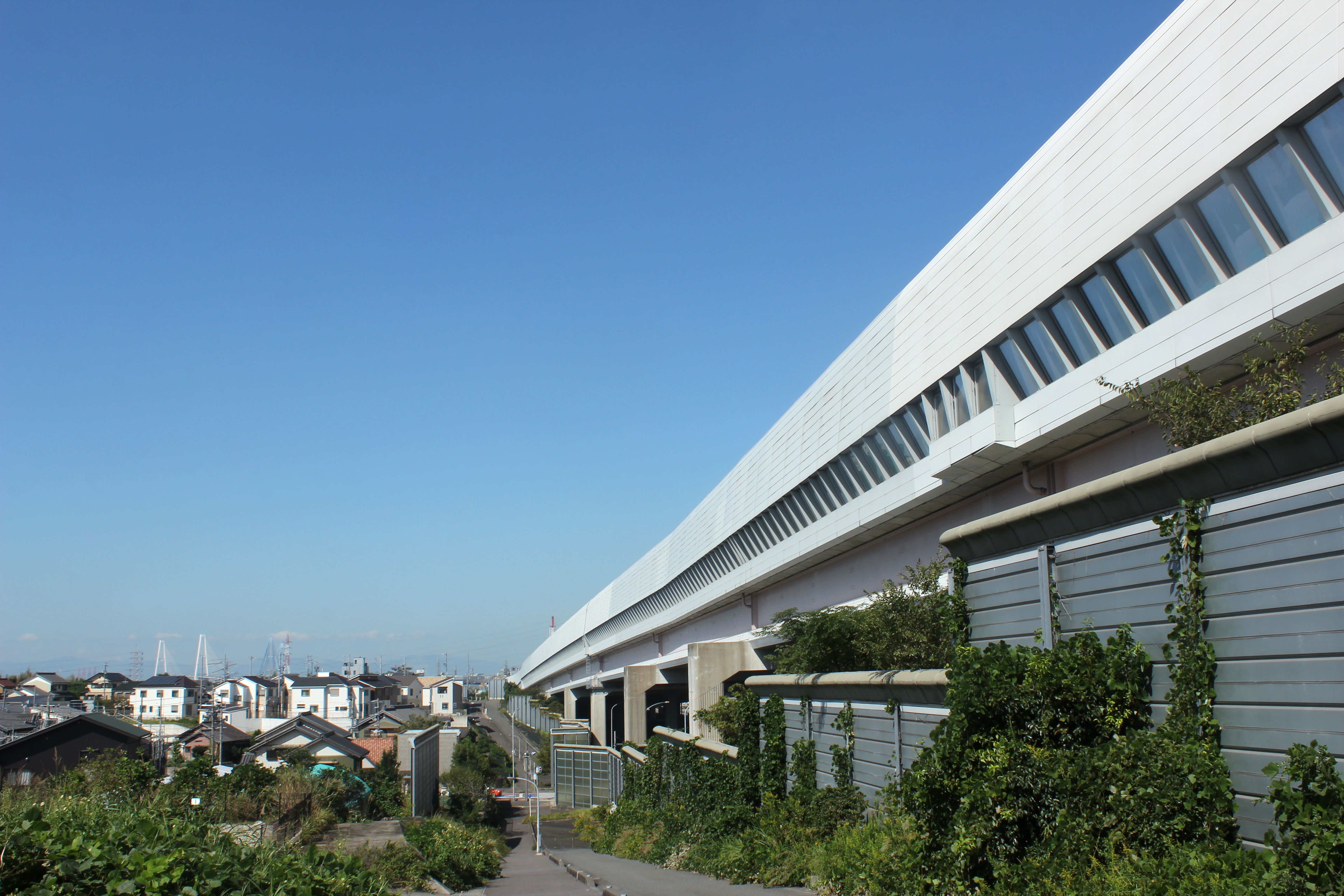
東海市に入る。名港トリトンが近づく。
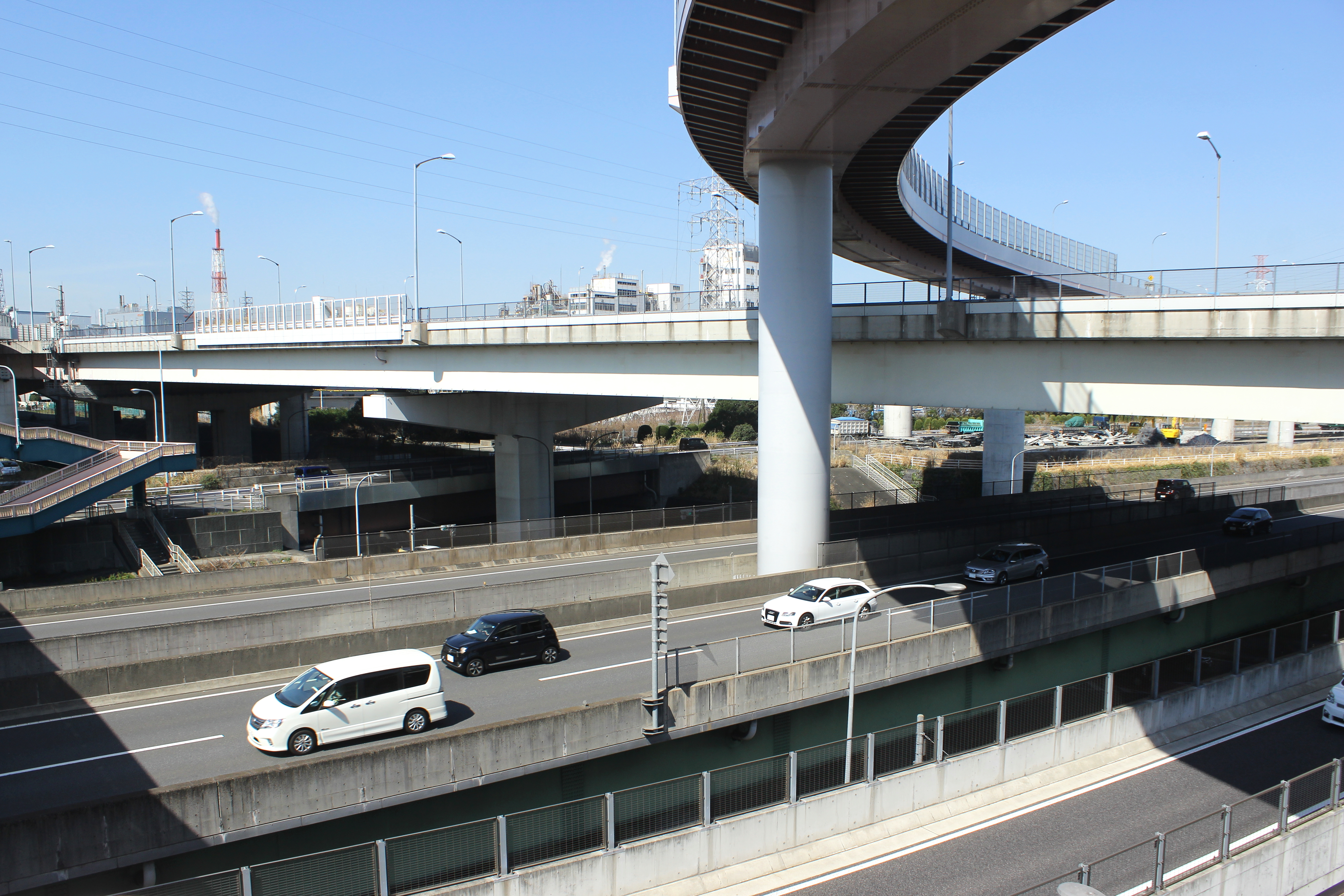
国道247号（西知多産業道路）を横断。このあとすぐに第二東名の終点に至る。
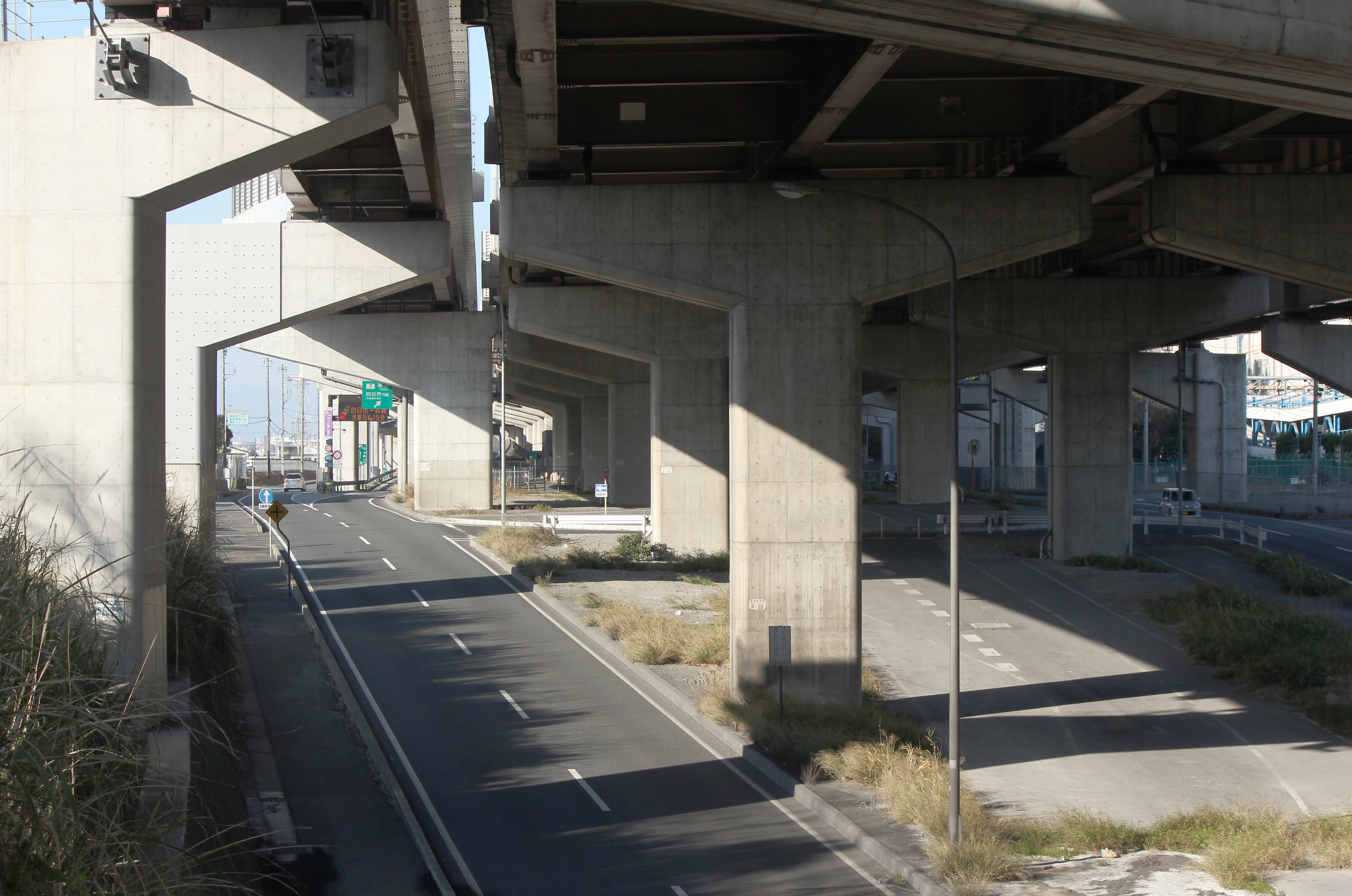
一般国道302号は画像奥の東海ICから自動車専用道路「伊勢湾岸道路」に入る。
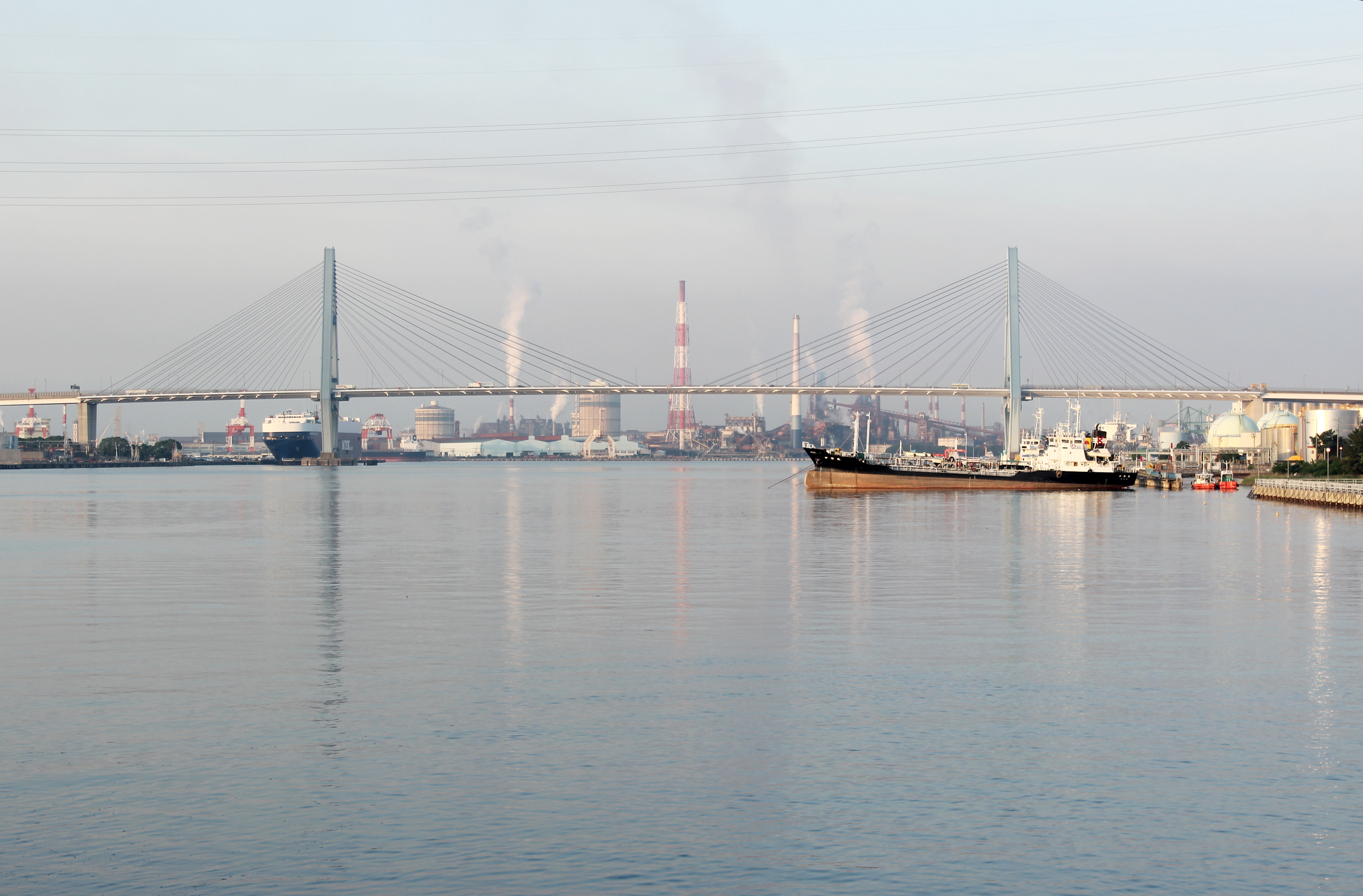
東海市と名古屋市の市境にある名港東大橋。奥に鉄鉱石輸入基地の東海元浜ふ頭を望む。
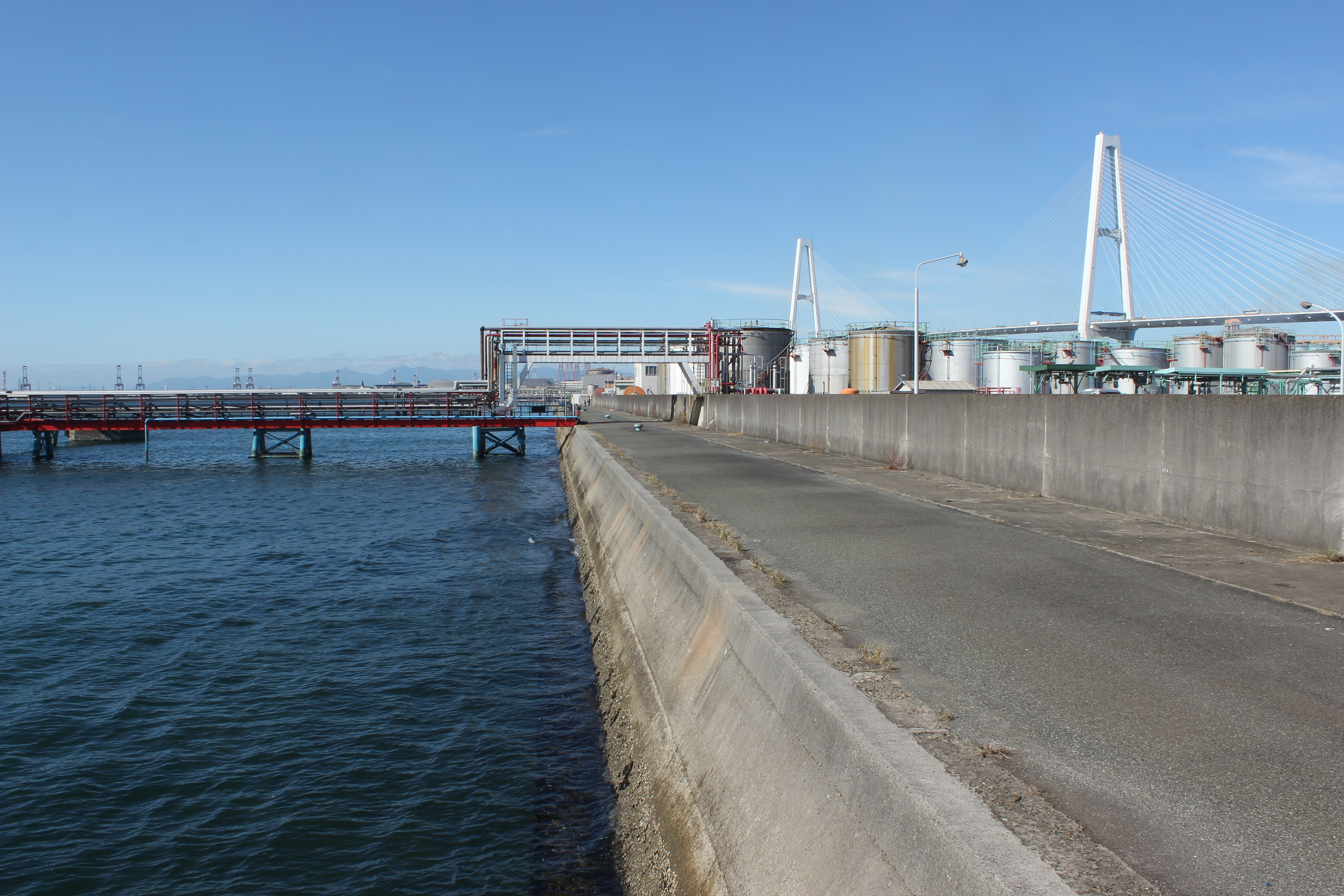
潮見ふ頭最南端から名港中央大橋を望む。付近は石油関連施設が建ち並ぶことで火気厳禁。よって伊勢湾岸自動車道もたばこ投げ捨てが禁じられている[344]。
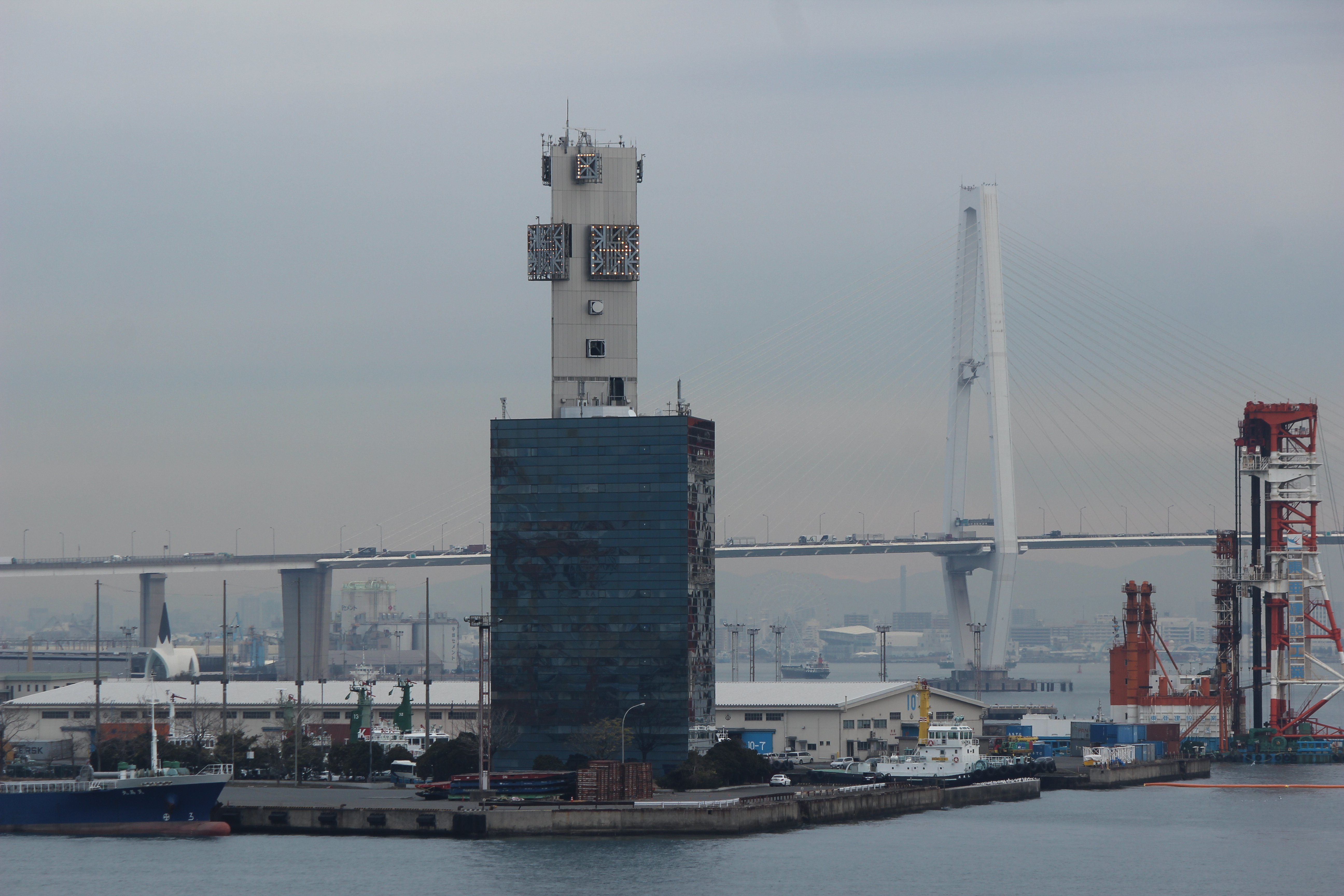
名古屋港の沖から名港中央大橋を望む。手前ビルは名古屋港船舶通航情報センター（ナブティック）。
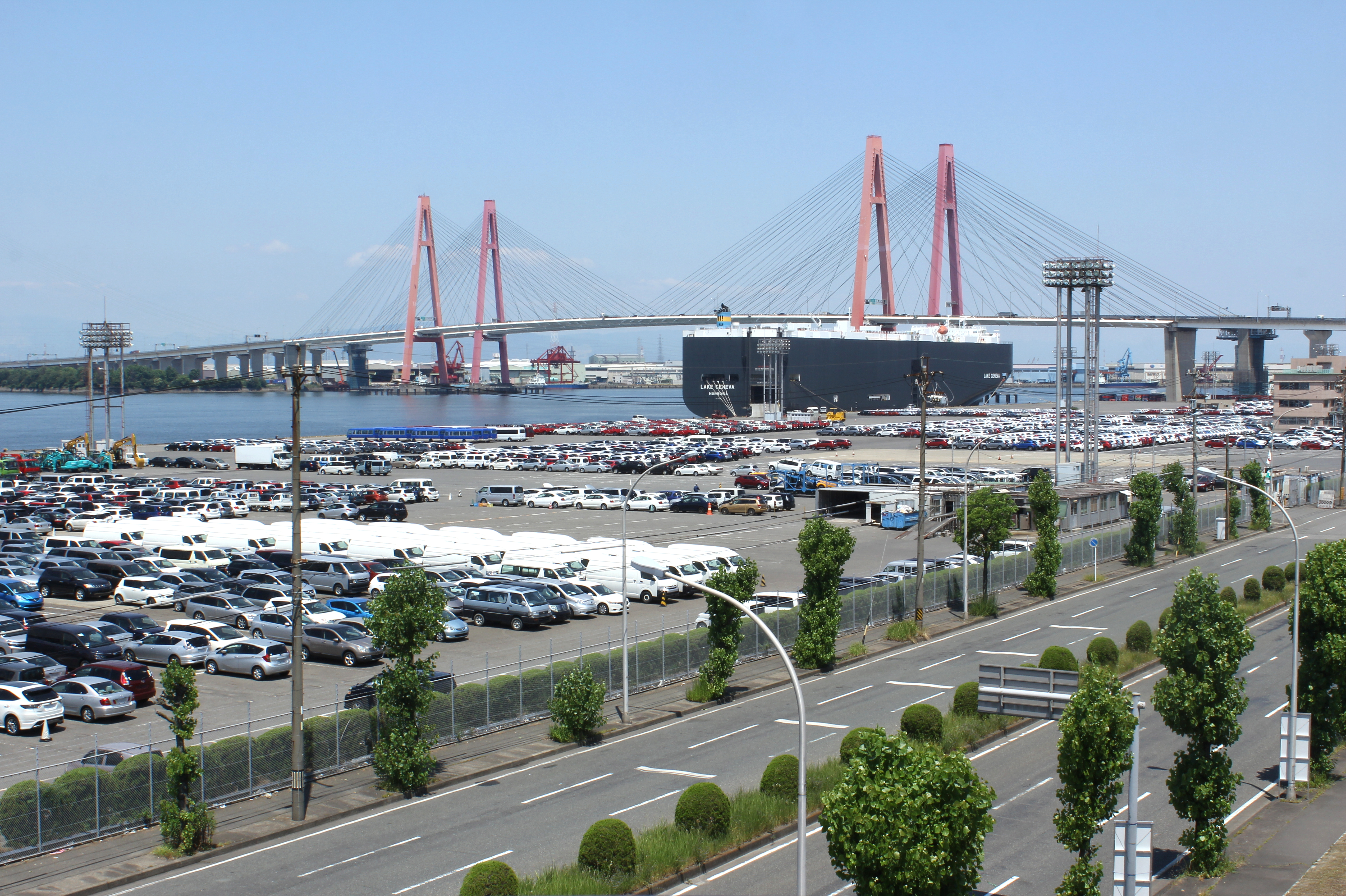
金城ふ頭における自動車運搬船と名港西大橋。名港西大橋は名古屋市と飛島村の境に位置する。
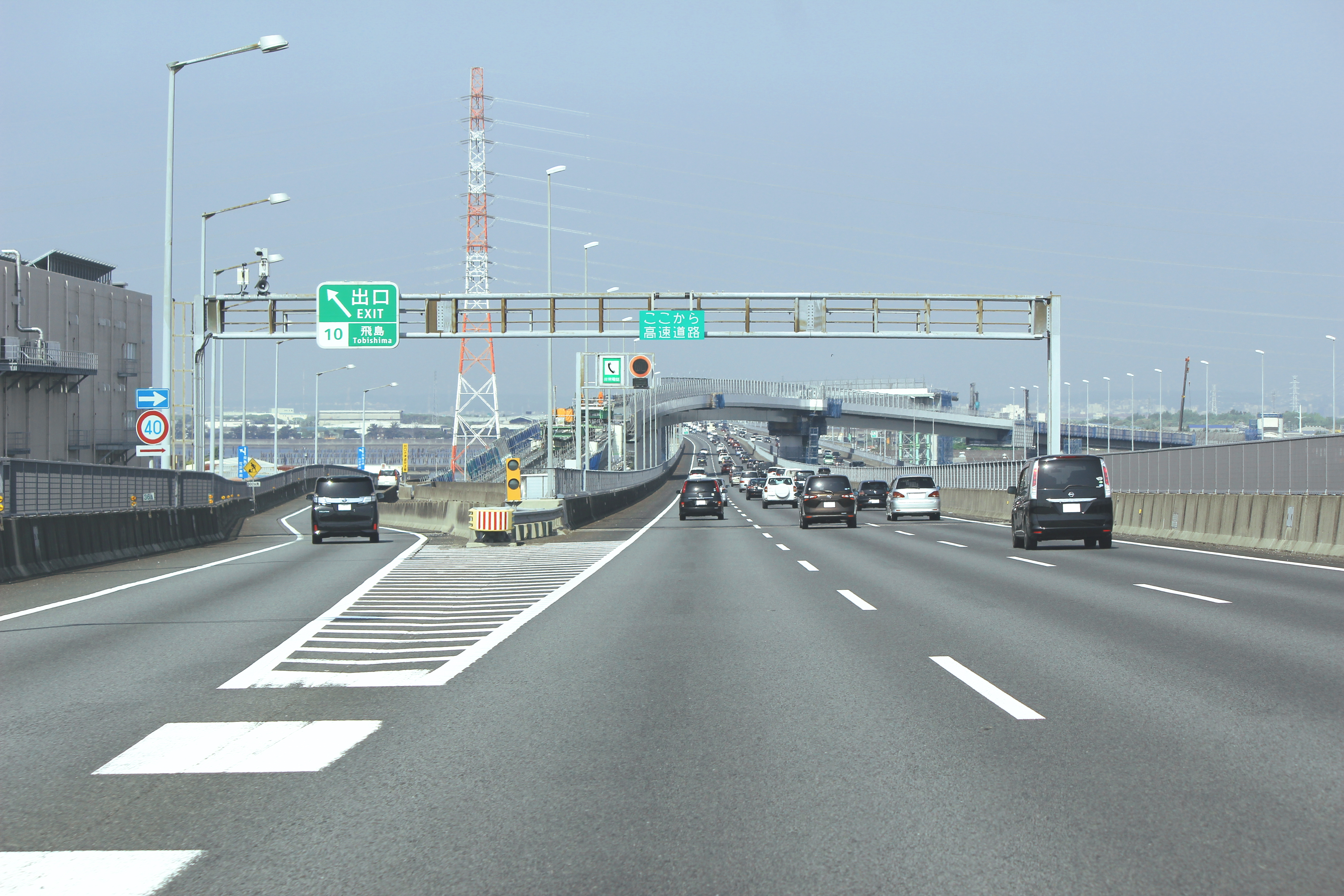
飛島IC付近。伊勢湾岸道路はここまでで、「ここから高速道路」の標識より向こうは第二名神である。
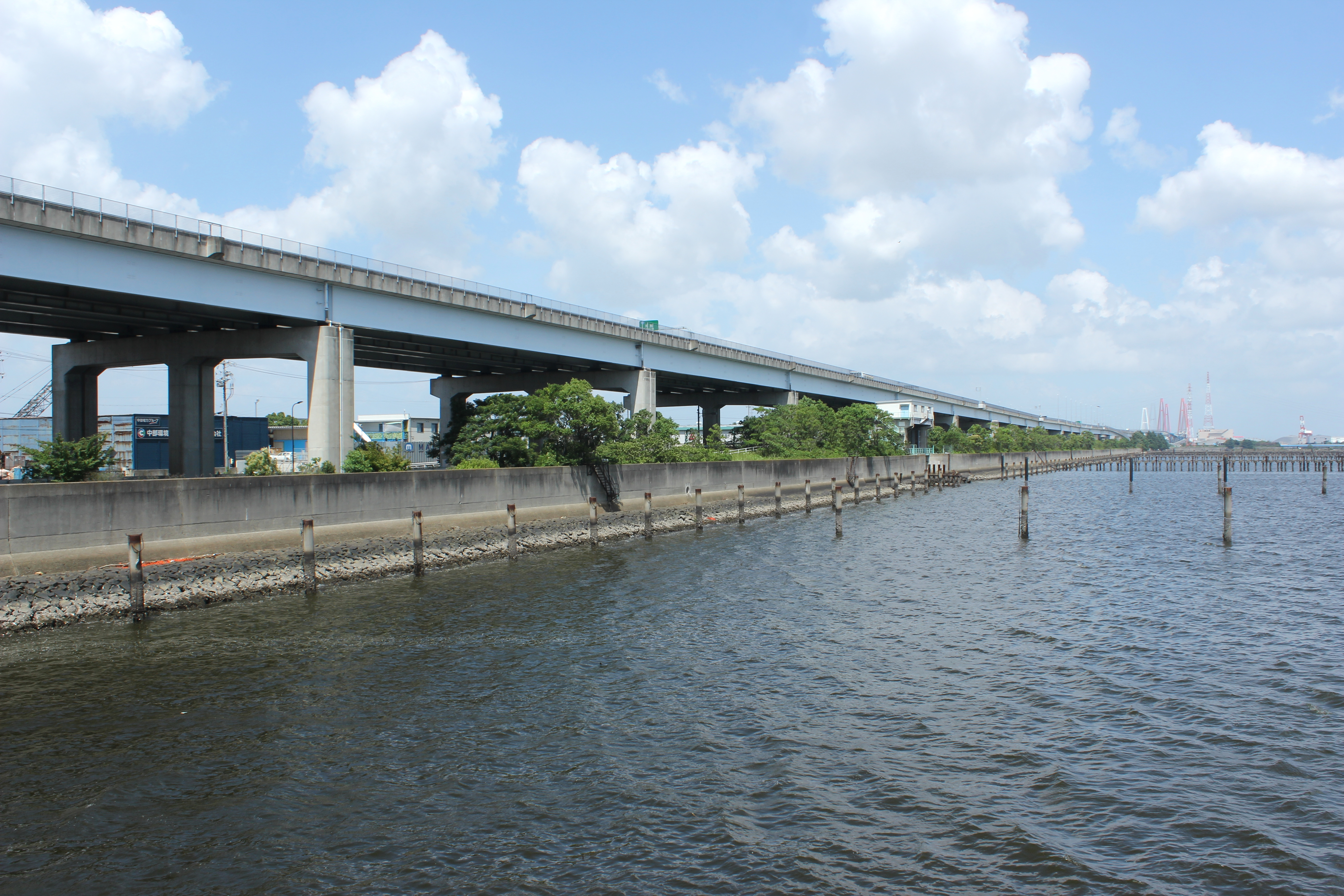
飛島村から弥富市に入る。伊勢湾台風によって流出した木材が多数の人命を奪った教訓を踏まえて整備された木材港を横目に見る。
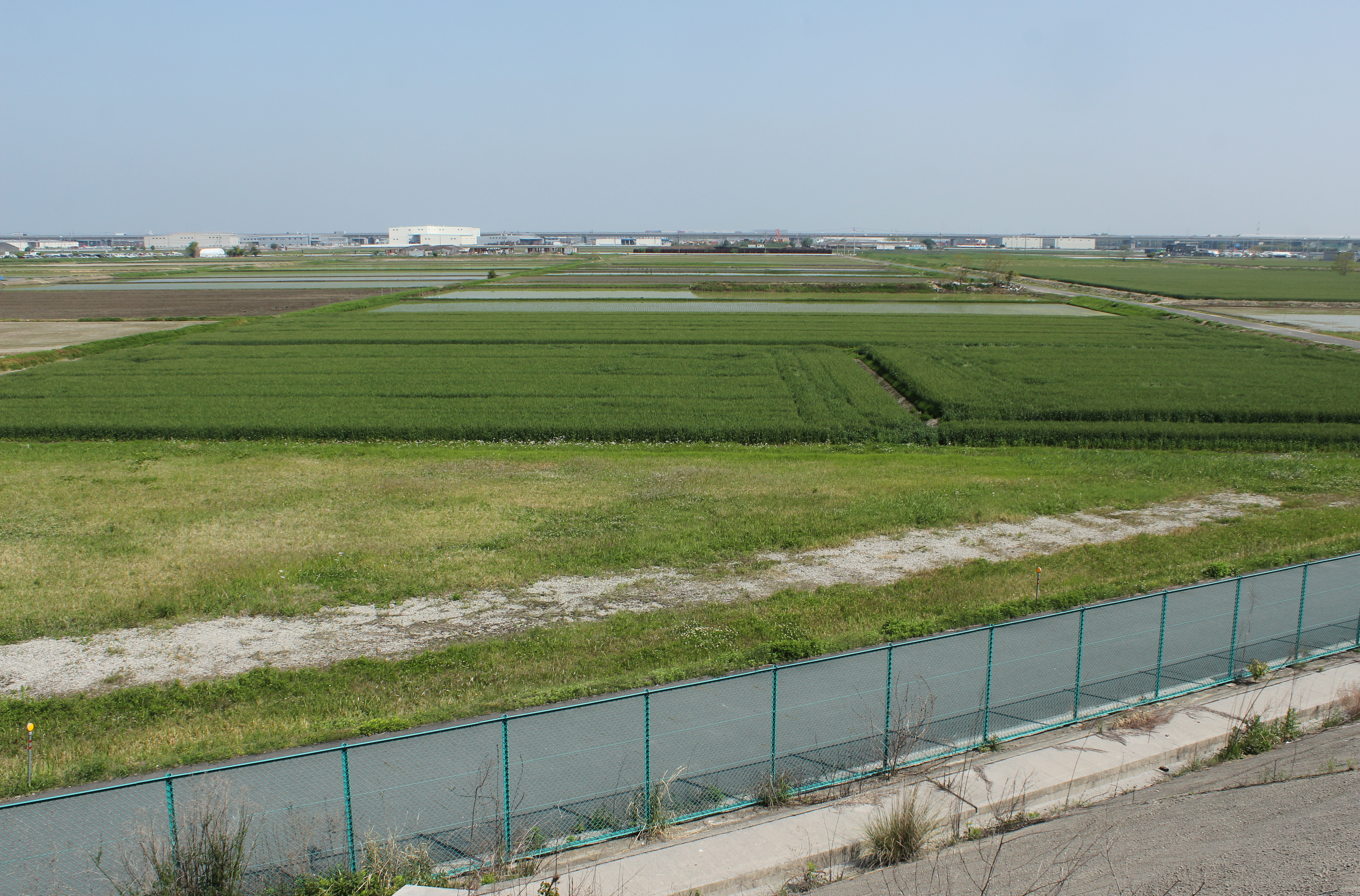
1950年代に戦後の緊急食料増産を目的として海を陸化した鍋田干拓地[345]を通過（弥富市）。このあと県境を跨いで三重県に入る。
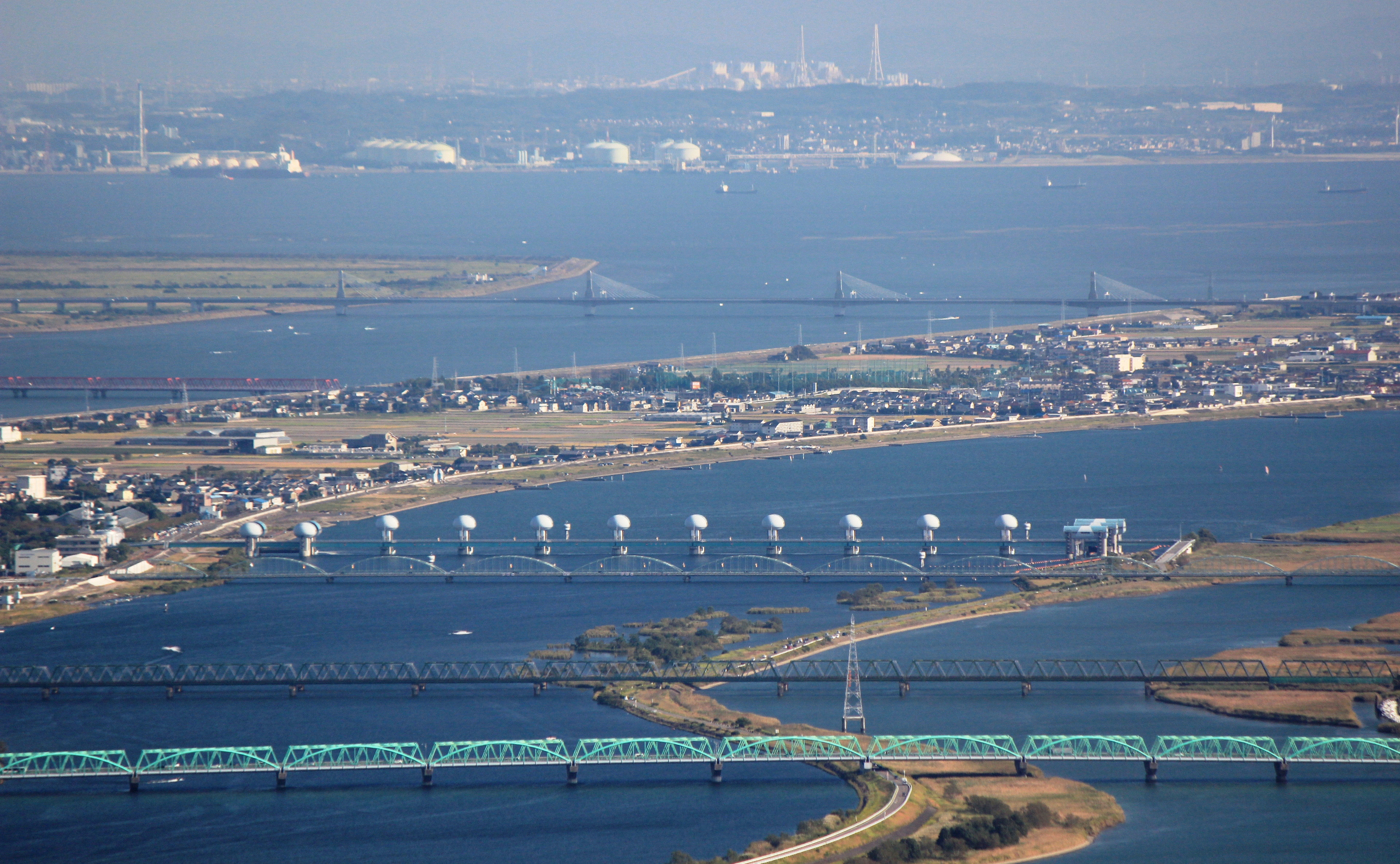
木曽川を横断。河口を通るため、南側には伊勢湾が展開する。手前の複数の白い上屋のついた堰は長良川河口堰。
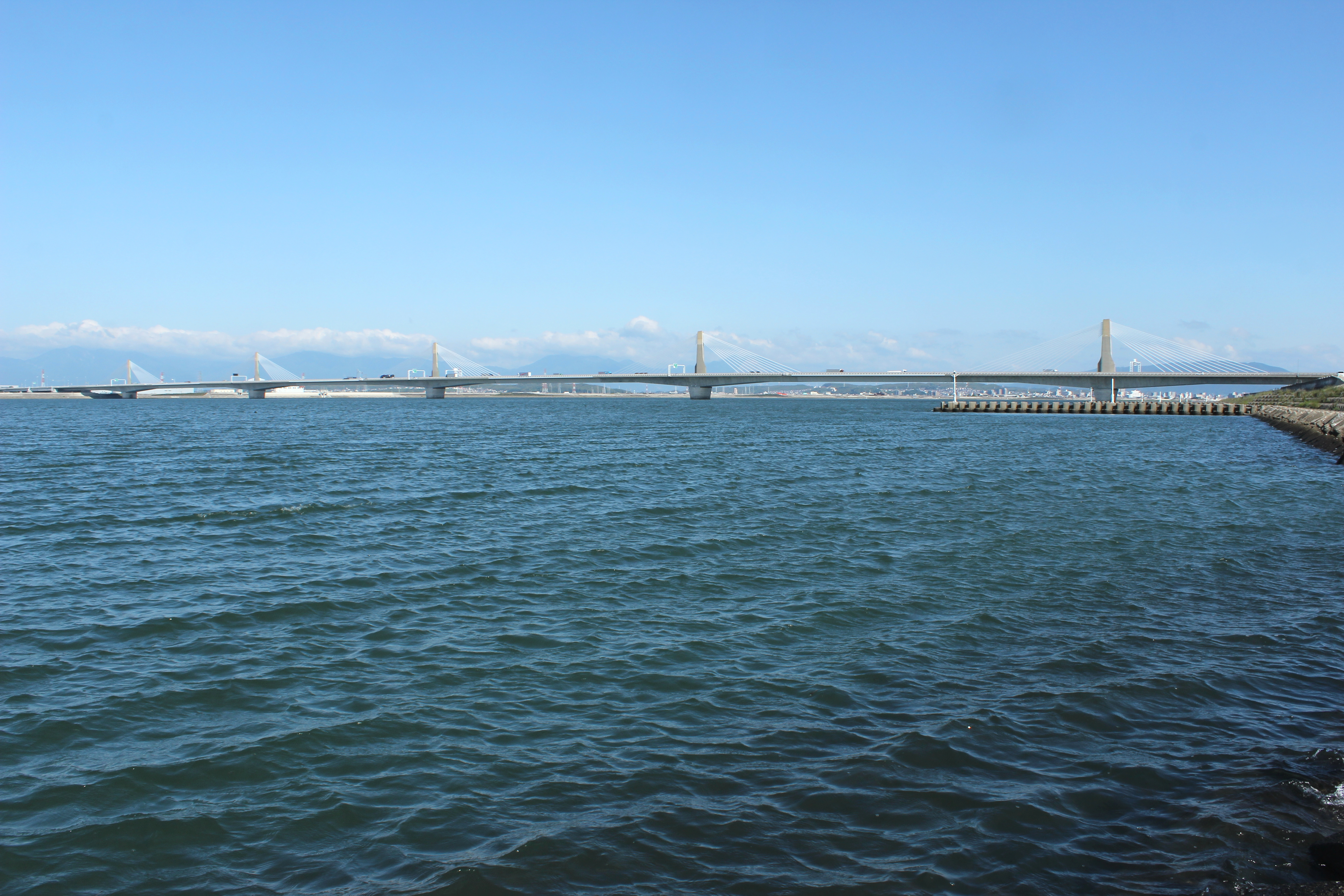
木曽川に続いて揖斐川を横断。木曽川橋より主塔が一本多い。ここは江戸時代の東海道五十三次の海上ルートであった。
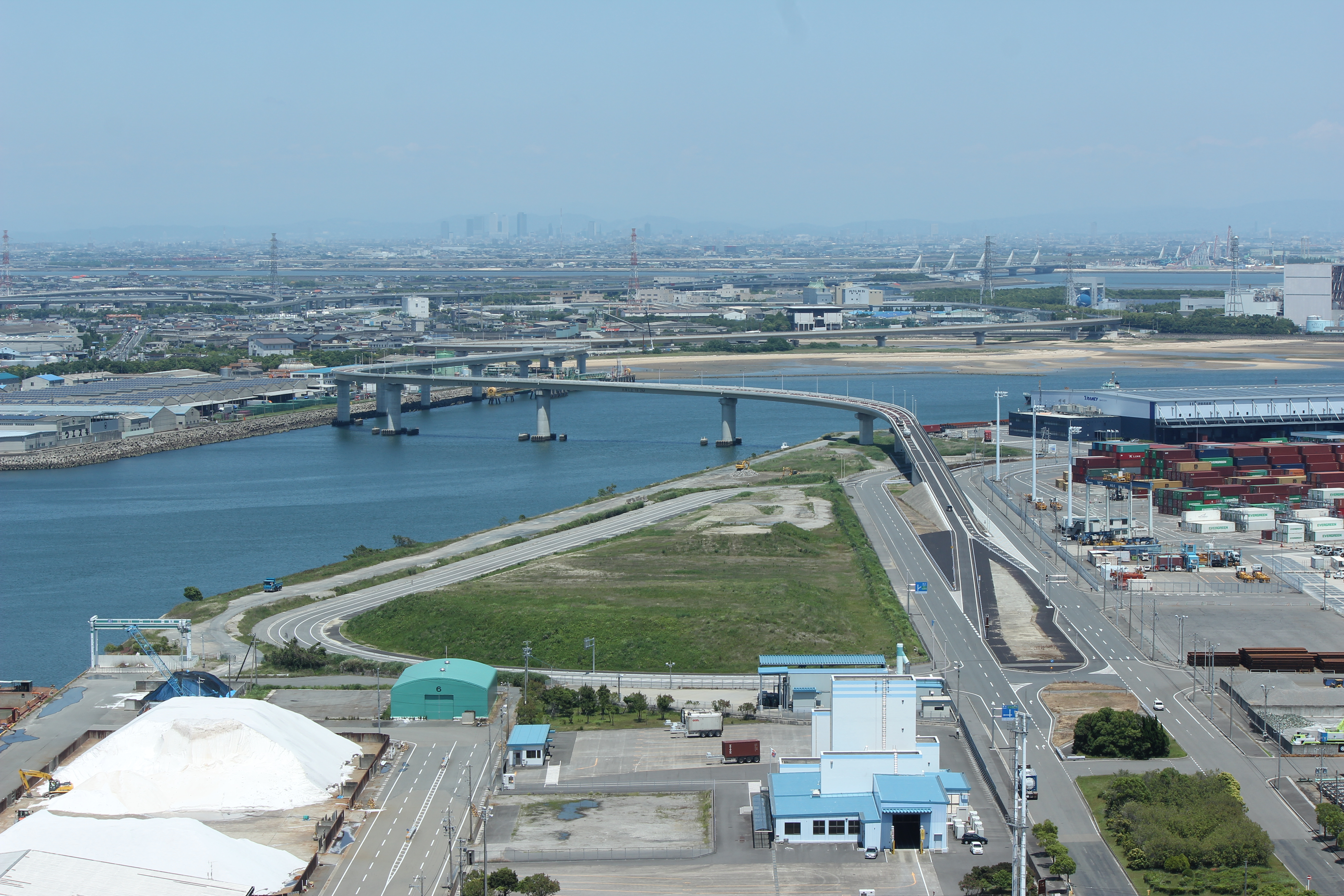
四日市港から左奥のみえ川越ICを望む。海を渡る道路はICと四日市港を接続する霞4号幹線（四日市・いなばポートライン）で港湾物流に配慮。
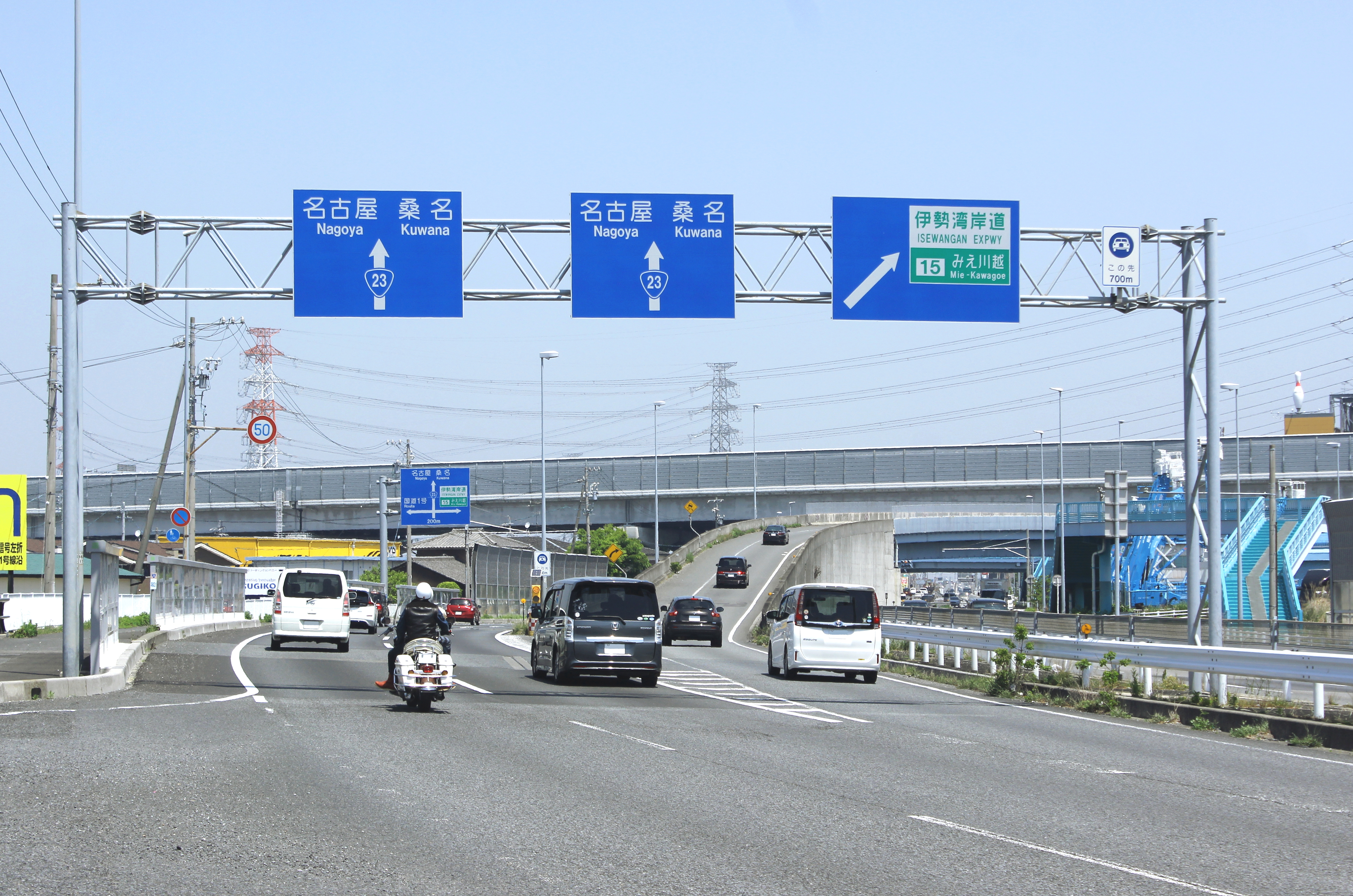
川越町で再び国道23号名四国道を横断。これにより名四国道のバイパスを形成。
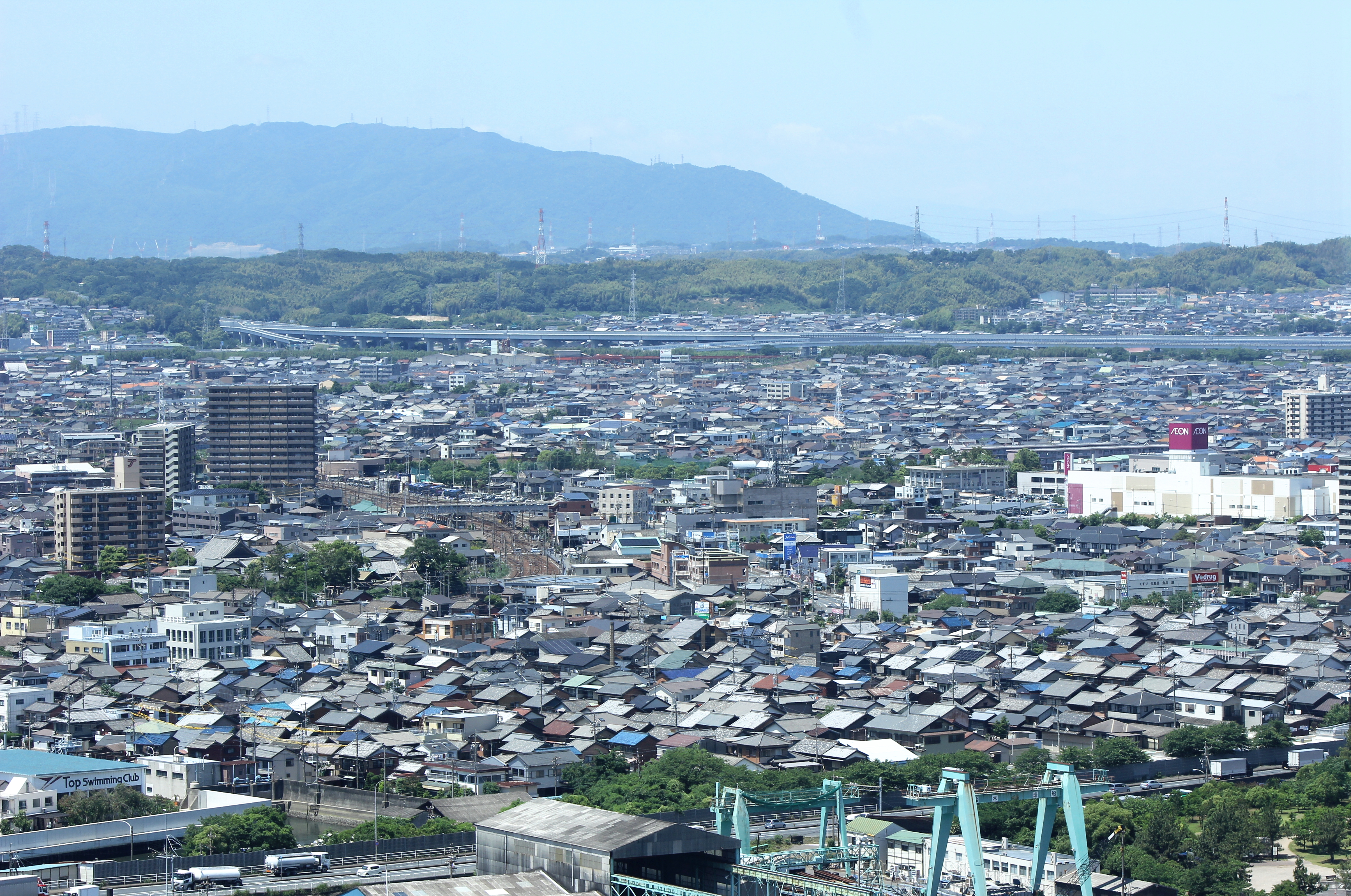
みえ川越IC - 四日市JCT間を望む。依然市街地内であるものの少しずつ山間部の色彩を帯びてくる。奥の山は鈴鹿セブンマウンテン。
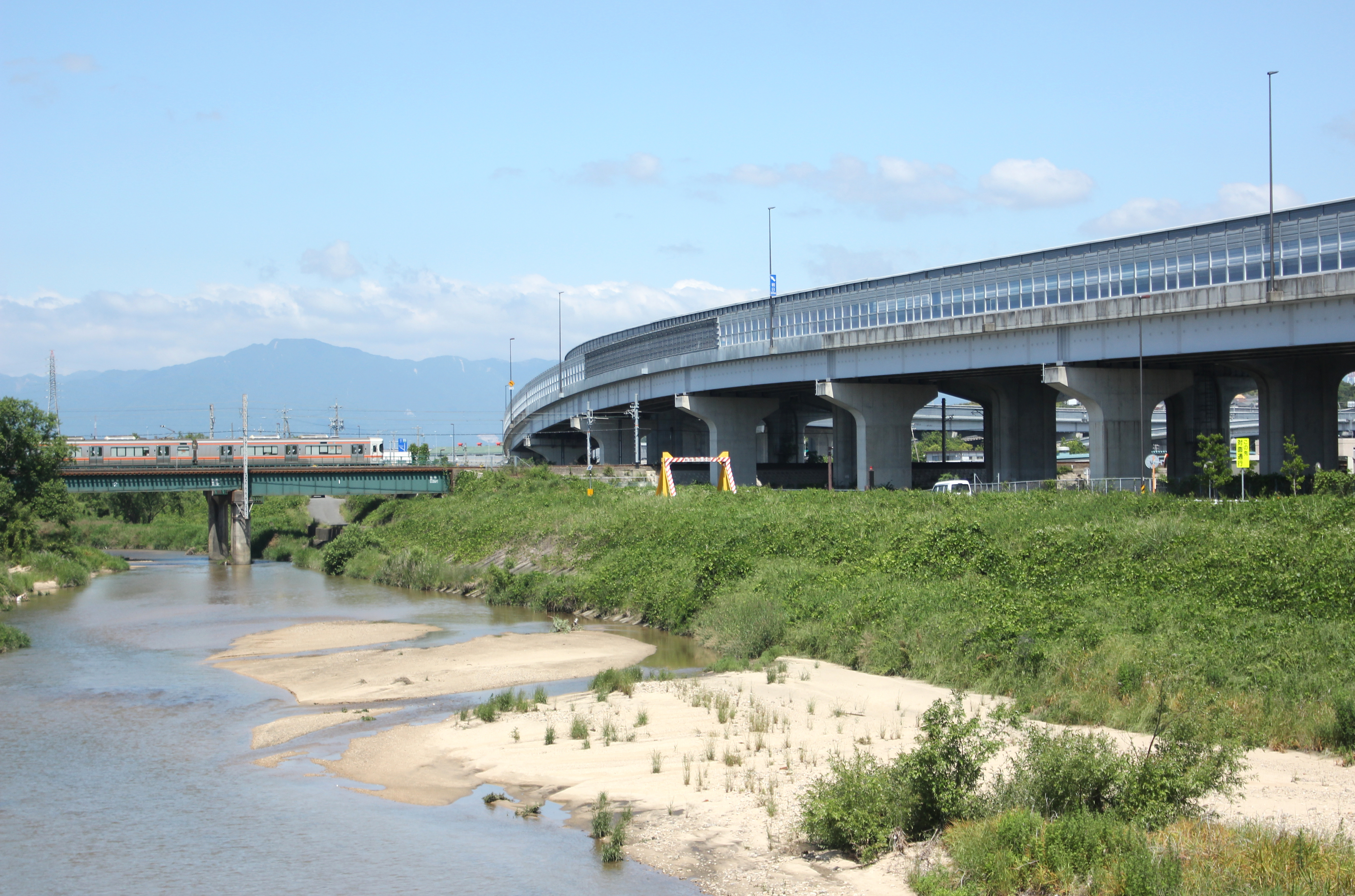
みえ朝日IC付近。左の川は日本書紀に記載されている朝明川で、古代最大の内乱である壬申の乱の舞台の一つ。
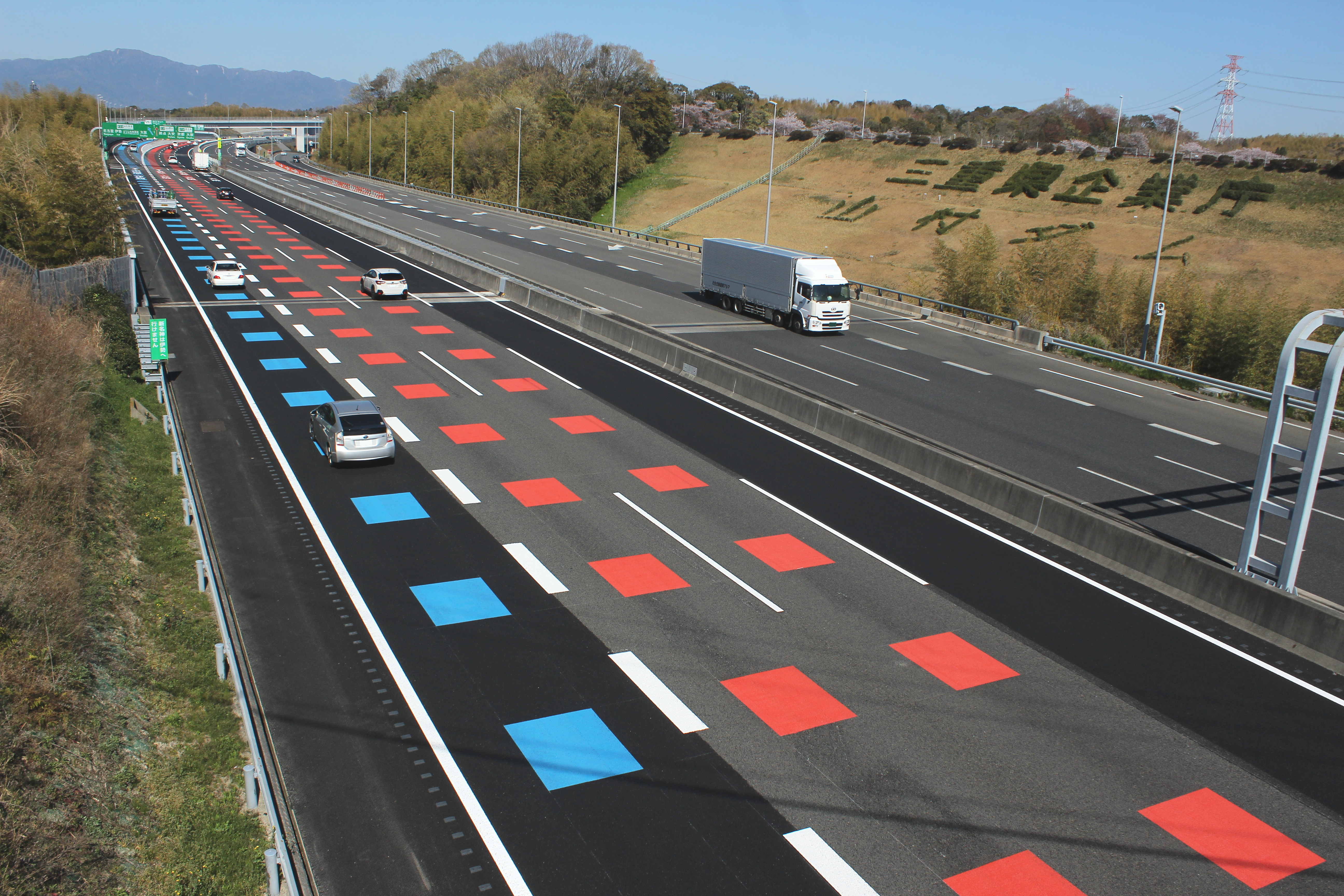
四日市コンビナートに工業用水を供給するための山村ダムを横目に見て終点の四日市JCTに到達する。